# 나혜석
나혜석(羅蕙1896년 4월 28일~1948년 12월 10일)은 일제강점기에 활동한 대한민국의 화가이자 작가, 시인, 조각가, 여성운동가, 사회운동가, 언론인이다.

## 학력
- 수원 삼일여자고등보통학교 수료
- 경성 진명여자고등보통학교 졸
- 일본 도쿄 여자미술학교 유화과 전문학사

## 이력
본관은 나주(羅州)이고 아명(兒名)은 나아지(羅兒只), 나명순(羅明順)이며, 아호는 정월(晶月)이다. 일본 도쿄 여자미술학교 유화과에서 서양화를 공부한 뒤 1918년 귀국하여 화가, 작가로 활동하였으며 여성운동가, 사회운동가로도 활동하였다. 1918년에 미술학교를 졸업하고 경성부로 돌아와 잠시 정신여학교 미술교사로 지냈다. 1919년 이화학당의3·1 만세 운동에 참가했다는 혐의로 5개월간 투옥되었다가 이를 부인하여 풀려났다. 그 뒤 석방을 도운 1920년 김우영과 결혼했고 당시 결혼은 큰 주목을 받았다. 그와 함께 만주와 프랑스 등을 여행하였으며 그림, 조각, 언론, 문필, 시 등에서 활동했다. 1927년 유럽과 미국 시찰을 가게 된 남편과 함께 여행길에 올라 '조선 최초로 구미 여행에 오른 여성'이라는 칭호를 얻게 됐다. 결혼생활 10년동안 다양한 사회적 활동들을 이어나가며 자신의 영향력을 넓혀갔고 전시회도 성공적으로 열어갔다. 프랑스에 체류하던 중 야수파, 인상주의, 표현파 등의 영향을 받기도 했다. 그러나 체류 중 파리의 외교관이자 김우영의 친구인 최린과 불륜을 했고 이로인해 이혼하게 된다. 그러나 뒤에 최린과도 헤어지게 된다.
1931년 이혼 직후 나혜석은 인터뷰와 강연을 통해 '사랑의 자유, 사랑할 자유'를 주장하였다. 평소에도 파격적인 주장과 크고 작은 외도들을 통해 말이 많던 그녀는 사건 이후 파격 발언을 이어가며 당시 사람들의 관심을 모으기 시작했다.
1934년  '이혼고백서'를 통해 배우자를 잊지 않는 범위 내에서 혼외정사를 벌이는 것은 죄도 실수도 아닌 가장 진보된 사람의 행동일 뿐이다.라고 주장을 하였다.
1935년 '정조 취미론'을 발표, 순결과 정조(貞操)는 '도덕도 법률도 아닌 취미'라고 주장하였다. 그는 자신의 아내, 어머니, 누이, 딸에게는 순결함을 요구하면서 다른 사람의 아내나 어머니, 누이, 딸에게는 성욕을 품는 한국 남자들의 행동을 비판하면서 자유 연애론을 주장하였다.
일제강점기의 유명한 신여성으로, 뛰어난 그림, 글, 시 등 다방면에 재주를 가진 근대 여성이었으며, 여성 해방, 여성의 사회 참여 등을 주장하였다. 박인덕, 김일엽, 허정숙 등과 함께 이혼 후 사회생활을 하는 여성으로 유명하였다. 한국 최초의 여성 서양화가 중 한사람으로 꼽힌다. 문재(文才)도 뛰어났으며, 일본 유학 때부터 여성 계몽운동을 계속 해온 여성운동의 선구자로 페미니스트 1세대로 불리고 있다. 연기자 나문희(본명 나경자)의 고모할머니이기도 하다.

## 논란
불륜 행위를 비롯한 그녀의 도덕성은 당대에도 많은 비판거리가 되었다. 현대에서는 자식은 악마라고 표현하는 등의 아동 학대 발언이 많은 비판을 받고있다. 또한 독립운동과 친일이라는 논란이 공존하고 있으나 대체로 둘다 부정되고 있다.

### 아동학대 논란
나혜석은 '자식은 에미의 살점을 떼어먹는 악마'라는 글을 썼으며 현대에 이르러 아동학대 논란이 되며 많은 비판을 받고 있다. 이는 출산과 육아 스트레스를 어린 자식에게 공격성을 표출한 것으로 지속적으로 출판물에 자식은 악마, 또는 자식은 모체의 살점을 떼어가는 악마, 자식은 모체를 희생시키는 존재라고 규정하며 세간에 큰 논란이 되었는데, 이는 자식에게 큰 상처를 주는 폭력적인 행위이며 자식을 부속품 내지 장애물로 여기는 전근대적인 아동의 인권 무시와 아동학대의 인습을 적나라하게 담고 있는 표현이라는 지적이다.

### 독립운동미화 논란
국가보훈처는 1995년 나혜석의 행적에서 독립운동가로의 흔적을 전혀 찾을 수 없다며 나혜석을 서훈 대상이 아니라고 발표했다. 2016년 또다시 독립 유공자 신청을 하자 무죄 방면 된 경우는 독립 유공자 자격이 없다며 다시 한번 서훈 대상이 아니라는 것을 분명히 했다.
민족문제연구소 역시 나혜석을 독립운동가로 볼 수 없다는 의견을 내놓았다. 더구나 일제가 문화통치의 수단으로 삼은 조선 미전에서 입상을 했고 친일파들과 적극적인 교류를 했으며 나혜석은 3.5 이화학당 만세 운동 가담을 부정해 석방되었다. 민족문제연구소는 나혜석을 독립운동가로 볼게 아니라 오히려 예술가로 보는 게 타당하다며 나혜석을 독립운동가라고 주장하는 입장은 부적절하다고 말했다. 민족문제연구소 한 연구위원은 "수원시에서 세금을 쓰며 잘못된 행동을 하고 있다"라고 지적했다.
수원시는 언론과 시민들로부터 계속되는 비판을 받자 2020년이 되며 나혜석의 친일논란과 독립운동 미화에 대한 정리가 필요하다고 여겨진다면서, 수원에서 토론회를 열었다. 장정희 수원시의원은 "이 자리에서 나혜석에 대한 논란을 끝내자는 것이 아니라 나혜석이라는 인물에 대해 객관적인 의견을 나눠보자는 것"이라고 토론회 개최 이유를 설명했다. 토론회에서 한동민 나혜석학회 총무이사와 김경호 전 뉴시스 기자가 발제자로 나와 이와 관련된 입장을 발표했다. 한동민 총무이사는 그는 "무죄방면 받았다는 이유로 독립운동을 하지 않았다고 주장하는 것은 말이 안 된다"라고 말했다. "나혜석이 5개월동안 옥고를 치른 것은 명백한 사실"이라고도 옹호했다.
김경호 기자는 "나혜석이 투옥됐을 당시 검찰 신문조서에는 만세시위를 벌였냐는 질문에 '나는 안 했다'고 부인했고 부인한 것이 인정되어 풀려났다. 수원시는 나혜석 관련 책에서 그녀를 '독립운동가'로 미화하면서 이런 내용은 넣지 않았다"라고 지적했다. 이어 "나혜석을 명확하게 독립운동가로 볼 것이면 '팩트'가 있어야 한다. 옥고를 치른 이후 나혜석의 행보는 독립운동가라고 보기 어렵다. 일제강점기에 관리인 남편과 러시아, 프랑스 등 해외여행을 하고, 친일파와 어울렸던 사람"이라고 설명했다. 그러면서 "나혜석을 '친일파'로 명명하자는 것이 아니라 그가 일제로부터 호가호위했다는 것이 중요한 대목"이라며 "인물의 양면을 다 기록하지 않고 한쪽만 보여주는 것은 왜곡이다. 수원시가 전시, 출판 등 예산을 써서 하는 활동에는 공론화 과정을 거쳐 명확하게 '팩트'를 검증해야 한다"라고 했다.
토론자로 나선 윤경선 수원시의회 의원은 "독립운동가라는 단어에 대한 사회적 합의가 있다. 정부에서도 나혜석에 대한 독립운동가 평가를 보류했다"라고 설명했다. 윤 의원은 "수원시라는 공식적인 기관이 시민의 세금을 써서 인물을 기릴 때는 수원시민과 사회적 합의가 있어야 한다"고 지적했다. 이어 "독립운동가나 여성운동가가 아니라 화가나 작가로 살아온 나혜석의 정체성을 있는 그대로 드러내야 한다"며 "이미 나혜석은 작가이자 화가로서 분명한 자기정체성이 있었다. 굳이 논란 속에서 나혜석에게 독립운동가, 여성운동가라는 호칭이 과연 영예스러운 것일지 의구심이 든다"라고 정리했다
나혜석 독립운동에 대해 잘못 알려진 것은 3.1 운동에 대해 참여했다는 것인데 이것은 잘못 알려진 것으로 3·5 이화학당 만세운동에 가담했다는 혐의를 받아 투옥되었으나 일본 재판 기록상 혐의없음이 인정되어, 즉 "가담하지 않았다"는 나혜석 측의 주장이 인정되어 석방이 되었다.
나혜석에 대해 페미니즘 진영에서 제1세대 페미니스트, 자유주의 페미니스트, 신여성이라고 평가 받으며 과하게 미화되는 경향이 여러 논란을 일으키고 있는 주요 원인으로 지목되었다.

## 생애

### 생애 초반

#### 출생과 가계
나혜석은 1896년 4월 18일 인천부 수원군 수원면 신풍리 291번지(현재의 경기도 수원시 팔달구 신풍동 45번지)에서 호조참판을 지낸 나영완(羅永完)의 손녀이며, 시흥군군수를 지낸 나기정(羅基貞)의 수성 최씨 최시의(崔是議)의 5남매(요절, 弘錫, 景錫, 蕙錫, 芝錫) 매 가운데 둘째딸로 태어나, 부유한 가정에서 자랐다.
그의 집안은 할아버지 나영완이 관직에 나가 출세했는데, 나영완은 호조참판(戶曹參判, 종2품)의 벼슬을 지내고 증조부 등에게는 증(贈) 호조참판 등 거듭 증직이 내려지는 등 집안을 일으켜 세웠다. 이때부터 그의 집안은 나 참판 댁, 혹은 나부잣집이라 불렸다. 아버지 나기정은 구한말의 개명인사로, 대한제국 당시 수원면장, 경기도 관찰부 재판주사, 시흥 군수를 역임하였고 일제강점기에도 계속 공직에 있으면서 용인군 군수를 역임했기 때문에 나혜석은 좋은 환경에서 자랐다. 5남매 중에는 넷째, 딸로서는 둘째로 태어났다.
그의 아버지는 1909년에는 시흥 군수를 그리고 1912년에는 용인 군수로 있었다.

#### 유년기
그에게는 이복 언니 나계석(羅稽錫), 여동생 나지석, 오빠 나홍석, 나경석이 있었다. 아버지 나기정의 서녀인 이복 언니 계석은 일찍 시집을 갔고, 큰오빠 나홍석(羅弘錫)은 아들이 없던 큰아버지 나기형(羅基亨)의 양자로 가게 되면서 혜석은 둘째 오빠 경석과 동생 지석과 함께 자라났다. 그중 경석은 늘 혜석의 보호자 노릇을 했다. 아버지 나기정은 깨인 인사였기에 아들 딸을 차별하지 않고 교육을 시켰고 나혜석은 어려서 한학을 수학하였다.
어려서부터 기억력이 좋고 총명하였다고 한다. 일찍부터 그림 그리는 것을 좋아한 나혜석은 수원 화성, 사도세자와 정조의 능침인 융건릉, 방화수류정, 서호를 찾아다니며 풍경 그림을 그리곤 하였다.
큰아버지의 양자로 간 큰오빠 나홍석은 1909년 와세다 대학을 졸업했는데 그로부터 신교육에 접할 수 있게 되었다. 오빠 나홍석의 집은 수원면 남창리 55번지였다. 그는 그곳에 자주 드나들었다.
아버지 나기정에게는 몇 명의 첩이 있었는데, 그 중 한명은 나혜석보다 연상인 이복 언니 나계석의 생모였고, 다른 첩은 나혜석과 비슷한 또래였다. 그가 사춘기일 때 아버지 나기정은 첩을 들였는데 이는 나혜석보다 한살많은 여자였고, 어머니 최시의가 어린 첩 때문에 힘들어 하는 것을 보고 자란 나혜석은 정조관념과 축첩제도, 가부장적 제도에 수많은 의문을 품게 된다.

### 청소년기

#### 소녀기와 중학 시절
나기정은 첫딸 계석을 제외하고 딸, 아들 가리지 않고 모두 신교육을 시켰다. 다만 딸들에게는 이름을 지어주지 않고 나혜석은 아기, 막내딸 나지석은 간난이라 불렀다. 아무리 개명 관료라도 봉건적 인습에서 완전히 벗어나지는 못했던 것이다.
1910년(융희 4년) 6월 수원 삼일여학교(수원 매향중학교의 전신)에 입학하였다. 삼일여학교는 나혜석의 사촌오빠인 나중석이 1902년(광무 5년) 수원 보시동 북감리교회내에 설립한 사립삼일여학당으로 1909년(융희 2년) 삼일여학교로 변경하였다. 나혜석은 1910년 신학제에 의한 제1회 졸업생 4명중 한명이었다.
1910년 삼일여학교 재학 중 나혜석은 월간지 '개벽'을 위해 단색목판화를 제작하였다. 나혜석의 단색목판화 '개척자' 제작 소식은 월간 '개벽' 13호에 게재되었다.
여학교 시절부터 그는 그림을 그리고 있어 오빠가 후원했다. 1910년 8월 삼일여학교를 졸업하였다.

#### 여고 시절
그해 9월 1일 경성부에 있는 진명여학교에 편입학했다. 2년 연하의 여동생 나지석 역시 진명여학교에 진학하여 자매는 처음에는 통학하다가 나중에는 경성부 근처에 기숙사를 얻어 함께 기숙사 생활을 했다. 진명여학교 재학 중, 1912년 3학년 때는 7명의 같은반 동급생 중 급장(반장)이었고 1등을 했다.
나혜석은 1906년 수원 삼일여학교에 입학하면서 '명순'이라는 이름을 얻었다. 그리고 진명여학교에 편입한 이후 돌림자를 넣어 '혜석'으로 개명했다. 1913년 진명여자고등보통학교 제3회 졸업생 7명 중 최우등으로 졸업했는데 그 사실이 신문에 보도되기까지 했다. 중등학교 졸업생이 신문에 소개될 만큼 당시 신교육을 받은 여성이 드물었다.
역사학자 이덕일에 따르면, 혜석은 수려한 외모와 우수한 성적으로 진명여고 최우등 졸업 사실이 「매일신보」에 사진과 함께 실릴 정도로 하이틴 스타가 되었다. 1913년 둘째 오빠 경석의 권유로 일본으로 유학, 동경여자미술전문학교에 입학해 화가의 길에 들어섰다.

#### 고교 졸업과 유학
학창시절 우수한 성적의 모범생이던 1913년 경성부의 진명여자고등보통학교를 최우등으로 졸업했으며, 일본 유학을 하고 있던 둘째 오빠 나경석의 권유로 일본으로 유학, 여자 미술대학 전신인 여자 미술학교 유화과(油畫科)에서 서양화를 공부했다. 오빠 나경석이 추천한 학교가 도쿄의 여자미술학교였다. 일본 유학의 배경에 대해서는 오빠 나경석의 권고 외에도 '신미술인 양화를 전공하기 위해서'였다는 설도 있다. 나혜석은 어렵게 일본 유학을 떠난 만큼 열심히 공부했고, 성적도 우수해 신문에 보도되기도 했다.
| “ | 동경에 유학하는 조선 여학생 수효는 30명에 이르나 번화한 도회 문물에 접촉함과 부모의 감독을 가까이 받지 못하는 까닭으로 모두 성적이 좋다고 이르기 어려우나, 연약한 여성의 몸으로 학업을 닦기 위하여 만리 해외에 괴로움을 달게 여김은 청년 남자가 도리어 부끄러이 여길 바이라. 그중에도 제일 학업 성적이 남보다 출중한 여자 유학생은 여자미술학교 생도 나혜석, 여의학교(女醫學校) 생도 허영숙, 일본여자대학교 부속 고등여학교 졸업생 김수창 등 세 규수이다. - 매일신보, 1914.04.09 | ” |

1910년대 일본 유학생은 많이 증가했으나 그는 몇안되는 여자 유학생이었으므로 그의 일본 유학 생활은 화제가 되어 국내에 보도되었다. 이후 교포여학생 모임인 '조선여자친목회'를 결성해 기관지를 내는 등 문필활동도 활발히 전개했다.
작은오빠 덕으로 그는 비교적 유복한 유학생활을 한다. 그는 하숙집 주인 딸과도 친하게 지내며 동경에 살고 있는 청년 화가 사토우 야타(佐藤彌太)와 만나기도 한다. 후일 그의 회고에 의하면 사토우 야타는‘머리가 덥수룩하고 키가 짤막한 청년’이라고 했다. 그 일본 청년이 그를 사랑하고 있었다. 그의 학교 기숙사까지 쫓아 다녔고, 그에게 죽자 살자고 피스톨을 내밀 정도였다고 한다. 사토우 야타는 그에게 “당신더러 일본 사람이 되라고 말하지 않겠습니다. 제가 조선 사람이 되겠어요.”라고 말하며 고백하였다. 그가 쓴 글이 <시라카바(白樺)> 잡지에 ‘R子에게’라는 제목으로 실리기도 했다. 그러나 나혜석은 사토우의 청을 거절한다. 그 뒤 그는 오모리(大森)에서 자취 생활을 했다. 학교는 성선(省線)으로 통학했다.

### 일본 유학 시절

#### 유학생활 초기

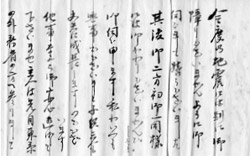
나혜석의 친필 편지

여자 미술학교 유화과(油畫科) 재학 당시 그는 서양화와 유화를 배웠지만 그밖에 미술 전반에 대한 것을 익혀 수채화, 조각, 목판화, 석각 공예, 서예 등 다양한 분야의 작품을 남겼다. 그가 도쿄 여자미술학교에 다닐 때 아버지가 또 다른 첩을 얻은 소식을 접한다.
먼저 여자미술학교 선과(選科)에 들어가 1년을 지낸 후 1914년 여자미술학교 사범부에 입학했다. 선과는 외지인을 대상으로 받아들이는 코스였다. 이때 그가 속한 여자미술학교 사범부 유화과의 지도교수는 고바야시 만고(小林万吾)였다. 고바야시는 동경미술학교 출신으로 후에 동경미술학교 교수를 역임하였다.
일본 유학 중 그는 현지의 조선인 유학생 단체에도 가입하는 한편 학지광에도 글을 기고하여 동인으로도 활동하고, 조선인 유학생 단체에도 나갔다. 그는 우수한 성적과 달변으로 많은 친구들과 교제했는데 이광수, 안재홍, 염상섭, 신익희, 주요한, 김성수 등과 교류하였다. 그의 달변과 깔끔한 외모, 유창한 언변에 수많은 사람들이 매료되었다.

#### 문필, 학예 활동
1914년 학지광(學之光)에 기고한 글 중 현모양처와 부덕을 비난한 글이 사회적으로 화제가 되기도 했다.
| “ | 현모양처는 이상을 정할 것도, 반드시 가져야할 바도 아니다. 여자를 노예로 만들기 위하여 부덕(婦德)을 장려 한 것이다. 《학지광 1914년 12월호》 | ” |

그는 현모양처를 이상적인 여성상으로 보는 한국사회의 여성관을 비판하였다. 또한 1914년 '학지광'에 기고한 글 '이상적 부인'에서 '양부현부(良夫賢父)의 교육법'이 없는'양처현모(良妻賢母)의 교육법'은 '여자에 한하여 부속물(附屬物)된 교육주의'라며 비판하였다. 현모양처만이 좋은 여성은 아니라는 것이었다.
일본 체류 중 오빠 나경석의 친구인 게이오 의숙 학생 최승구(崔承九)를 만나 연애하게 된다. 오빠인 나경석은 최승구와의 연애를 반대했으나 오빠의 반대를 거부하고 최승구와 연애를 계속하였다. 다행히도 나경석은 집안에 이 사실을 알리지 않았다. 최승구는 시인과 작가로서 표현력이 뛰어났으나 불행히도 일찍 요절한다. 후일 엄상섭 등은 나혜석의 불행을 최승구의 죽음에서 찾기도 한다.
한편 여자도 인간임을 스스로 깨달아야 한다는 계몽적 단편 '이상적 부인'을 쓰면서 이 소설에 매혹된 이광수와의 염문이 동경유학생들의 뜨거운 화제거리가 되기도 했다. 1915년 4월 나혜석은 조선인 유학생들과 함께 주도적으로 재동경 여학생의 모임인 ‘조선여자유학생친목회’를 조직했다. 전영택과 이광수를 고문으로 특별 초빙하기도 했고 시간이 지나 이광수와 점점 가까워졌고 이광수가 허영숙과 연애를 하면서 나혜석과도 연애를 하며 삼각관계 연애로 화제가 되었다.

#### 여성 해방론 수용
그는 여자도 한 사람의 인간이라는 생각을 스스로 자각, 여자도 남자와 똑같은 인간이며 똑같은 교육을 받고 인간답게 살 권리를 누려야 된다고 주장하였다. 그리고 동료 남녀 유학생들에게 귀국하면 딸과 누이들에게도 교육의 기회를 줄 것을 호소하였다. 한편 나혜석과 김일엽은 일본 유학 때 《세이토》(靑踏)라는 일본 최초의 페미니스트 잡지를 통해 여성 해방에 처음으로 눈뜨게 됐다. 특히 나혜석은 히라쓰카 라이초의 여자 해방론, 남녀 평등론 주장에 적극 공감하였다. 세이토 지를 구해서 읽어본 뒤 남녀평등론을 넘어 여성 해방론에도 관심갖게 된다.
나혜석이 평생 가장 사랑했던 문학 작품은 그가 1921년에 한국어로 번역·연재까지 한 노르웨이 작가 입센의 인형의 집이었다. 그는 자유를 향해 남편과 자녀를 두고 간 <인형의 집> 주인공 노라의 운명을 자신이 닮아간다고 느꼈다. 나혜석이 처음 접한 인형의 집의 일본 번역 텍스트는 1912년에 나왔던 일본어 번역이었으며, 그의 ‘노라’에 대한 이해에 결정적 영향을 준 것은 <인형의 집>을 중점적으로 다루며 “노라의 미래는 우리의 미래다”라고 선언한 <세이토> 제3호이었다. 훗날 유학 초기 시절을 회고했을 때 나혜석이 “나에게 천재적인 이상을 심은 것은 《세이토》의 발행인 라이초(雷鳥) 여사였다.”고 이야기했다. 일본어 번역본으로는 충족되지 않던 나혜석은 틈틈이 노동과 잡화상점 종업원 등 아르바이트를 해서 모은 돈으로 인형의 집 영어본과 노르웨이 원전을 사서 내용을 독파한다.
그러나 후일 히라쓰카 라이초가“국가가 결혼을 통제하여 유전자가 나쁜 사람들의 결혼을 금지해야 한다”는 우생학적 관점에 서고, 1930년대에 “여성들은 국가와 민족에의 봉사를 통해서만 인권 신장을 도모할 수 있다.”라며 파시즘에 협조하게 되자 실망, 그에 대한 존경심을 버리게 된다.

#### 유학시절 연애
나혜석은 동경 유학당시 시인 최승구와 교제하게 된다. 오빠 나경석은 친구로서 최승구를 신뢰했지만, 동생의 남자친구로는 탐탁지 않게 여겼다. 최승구가 어려서 부모를 여의고 숙부 슬하에서 자랐으며, 결핵을 앓고 있다는 것 도 반대의 이유였지만 그보다 최승구에게는 본처가 있었다는 것이다. 나혜석은 최승구와의 교제를 원했지만 나경석은 계속 반대하였다. 나경석이 최승구를 반대한 것은 최승구에게 이미 아내가 있다며 강하게 반대하였다.
최승구(崔承九) 역시 중학교를 졸업하자마자 숙부의 강요로 조혼을 했다. 최승구의 집안에서는 고생한 조강지처를 버려서는 안된다며 최승구에게 이혼하고 결혼하는 것을 말리는 한편 나혜석에게는 첩으로 들어오는 것이 아니면 받아들일 수 없다고 하였다.
이 무렵 나혜석은 '무한한 고통과 싸우며 예술에 매진하겠다'는 글을 남겼다. 예술에 대한 이런 태도는 최승구의 영향이 컸다.
1914년 여름 조선에 있던 아버지 나기정에게서 전보 연락이 왔는데, 좋은 혼처가 나섰다고 공부를 그만 두고 시집갈 것을 강하게 요구하였다. 그러나 일본의 문물과 미국, 프랑스, 독일 등 유럽의 문물을 목격하고 근대적 여성의식과 민주주의 개념을 인식하고 자아 의식을 가지게 된 그는 부친의 요구에 대해 차일피일 답을 미루었다.
그때 일본 체류 중 게이오 의숙 학생 최승구(崔承九)와 연애하고 있었으며 아버지의 요구에 응하지 않았다. 그해 12월 도쿄 조선인 유학생 잡지인 《학지광》 3호에 최초의 글 「이상적 부인」을 발표했다. 당시 일본에서는 여성문예동인지 「청탑」을 중심으로 여성해방론과 신여성 운동이 매우 활발하게 전개되고 있었고, 청탑 지의 문인들과 교류, 신사상을 수용하게 된다. 그러나 그의 글이 조선에 알려지면서 이상한 사상에 물들었다는 비난을 받게 된다.
여성으로는 처음으로 일본에서 미술을 공부한 한 사람이고, 자유연애를 주장하며, 유학생들 사이에서 연애 소동을 일으켰으며 봉건주의와 남존여비 사상에 도전하는 글을 발표해 화제를 뿌렸다. 좋은 혼처를 마련했으니 만나보기라도 하라는 집안의 권고를 미루다가 거절하게 되자 아버지 나기정은 화가나서 학비 송금을 중단한다. 그로인해 그는 휴학을 하고 1년간 여주에서 여학교 선생을 하면서 학비를 모은 뒤 복학한다.
1915년 1월 여자 미술학교 2학년의 3학기가 시작되기 전 1월부터 아버지의 결혼 강요와 압력으로 학교로 돌아가지 못하고 결국 휴학했다. 아버지 나기정의 결혼 강요와 학비 송금 중단에 맞서 일시 귀국, 배편으로 조선에 되돌아와 일자리를 구하던 중, 여주공립보통학교에서 미술 교사로 1년간 근무하면서 돈을 모았다. 그해 일본에서 발간하는 《여자지계(女子之界)》의 창립, 발간에 적극 참여하였다.
집안에서는 결혼하라는 압력을 가했지만 그는 경기도 여주군 여주읍내에서 하숙하면서 학교 교사로 일했다. 1915년 12월 다시 일본으로 건너갔지만 며칠만인 12월 10일 아버지 나기정이 사망하여 일시 귀국, 12월 무렵 최승구의 결핵 병세가 악화되어 조선으로 돌아가 전남 고흥 군수로 있던 형 최승칠의 집에서 요양하였다.
1916년 최승구는 이미 조혼해 부인까지 있었으나 나혜석은 그와 약혼을 감행한다. 하지만 양가 집안의 반대에 부딪쳤고 1916년 2월경 최승구의 위독 소식을 급히 받고 일시 귀국하여 전남 고흥으로 죽기 직전의 최승구를 찾아갔다. 이때 도쿄에서 기숙사 생활을 하다가 도중에 비밀리에 몰래 빠져나와 배편으로 당도했다. 나혜석이 방문하고 되돌아간 다음날, 최승구는 25세로 폐병과 결핵의 합병증으로 죽었다. 최승구는 전남 고흥군 고흥읍 남계리 오리정 공동묘지에 묻혔다.
도쿄에서 애인의 사망 소식을 들은 나혜석은 미친 듯 울었고, 신경쇠약에 걸려 한동안 정신을 차리지 못했다. 결핵을 앓던 최승구가 사망함으로써 그들의 관계는 막을 내리지만 첫사랑 최승구는 나혜석의 뇌리에 영원히 각인된다. 최승구를 보내고 난 이후 당시 인기를 누리던 문인인 춘원 이광수와도 가까워졌으나 이들의 오래가지는 못했다.

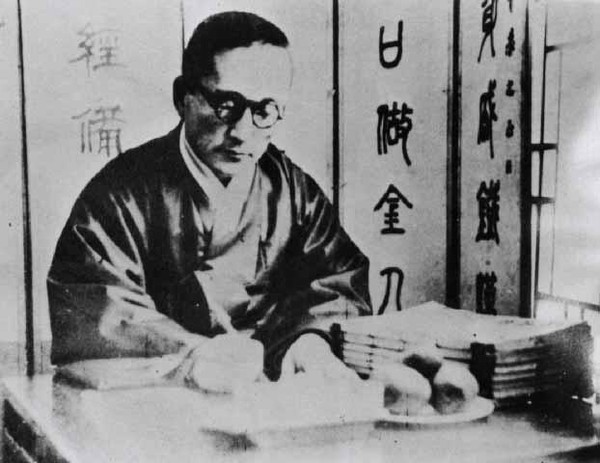
한때 애인이었던 춘원 이광수
(헤어졌지만 친한 친구로 지내며 연락하였다.)

이광수와는 연애 사건은 삼각관계로 인해 당대에 크게 화제가 되었다. 이광수가 의학전문학교 다니는 허영숙과 만나고 있으면서도 나혜석과도 만나는 것이 알려지며 관심을 모았다. 이광수는 여자들에게 정해진 요일이 아니면 만날 수 없다고 하면서 꼭 그 요일에만 만날 것을 요구했고, 허영숙에게는 화요일과 목요일에만 오라고 하고, 나혜석과는 수요일과 금요일에만 만나는 것으로 날짜까지 정해 있었다. 결국 허경숙이 이 사실을 알게 되어 펄펄뛰며 둘 중 하나를 선택하라 요구했고 나혜석과 허영숙은 친구여서, 친구의 애인을 사귀었던 나혜석은 허영숙에게 양해의 편지를 보내며 이들의 관계는 정리되었다.
김일엽이 1974년에 쓴『未來世가 다하고 남도록』이란 회고록에 나혜석이 최승구를 보내고 이광수를 만나 삼각관계가 되었던 일을 기록하고 있다. 이광수는 후에 부인이 되는 허영숙에게 여러 통의 편지를 보내는데 그중 1918년 편지에 나경석과 나혜석에 관한 내용도 있다. 이 사건은 당대 유학생들에 퍼져나갔고 나혜석의 오빠 나경석은 이광수와 사귀는 것을 반대했다. 이혼을 한데다가 허영숙과 사귀고 있었기 때문이다. 나혜석도 김우영과 만나고 있는 터라 게의치 않았다. 이광수와는 자연스럽게 친구로 돌아갔고 이광수 저서에 나혜석이 그려준 삽화가 남아있다.
나혜석이 이광수와 김우영 등과 연애하는 동안 주변에서 혼처를 물색하여 중매를 주선하였으나 나혜석은 중매를 모두 거절하고 결혼을 하지 않겠다는 입장을 고수한다.
1917년 초 그는 마음을 추스르고 계속 학교에 다녔다.
1917년 여름, 수원의 그의 집으로 나경석을 찾아온 김우영을 만났고 이후 오빠 나경석의 강력한 권유로 서로 도쿄와 교토를 오가며 본격적으로 만나게 된다.
1917년말, 그는 오빠 나경석이 소개한 김우영을 만나러 교토(京都)로 갔다. 이후 교토제대생 김우영은 도쿄와 국내를 오가며 열심히 구애했지만 당시 그의 관심은 남성과의 결혼이 아니라 '여성'과 '민족'에 있었다. 그는 1917년 '학지광'에 게재한「잡감(雜感) - K언니에게」라는 글에서 '내가 여자요, 여자가 무엇인지 알아야겠다. 내가 조선 사람이오, 조선 사람이 어떻게 해야할 것을 알아야겠다'라고 썼다.
1918년 경성과 함흥을 오가며 경성부의 정신여자중고등학교 미술 교사와 함흥의 영생중학교 미술교사로 근무하기도 했다.그해 8월 건강이 안 좋아져서 진명여고 교사직을 그만두고, 곧이어 정신여학교와 영생중학교의 교사직도 사직한다. 이후 집에서 요양하면서 그림 공부를 했다. 9월 '여자계' 3호에 단편 소설 '회생한 손녀에게'를 발표하였다. 다시 정신여자중고등학교 미술 교사와 함흥의 영생중학교 미술교사로 복직했지만  투옥되면서 그만두게 된다.
1919년 나혜석은 이화학당 만세사건으로 감옥살이를 하게 되고 교토제국대학 법학과를 나온 김우영을 변호사로 소개받게 된다. 나혜석은 만세운동에 참가한 것을 부인했고 일본 재판기록상 만세운동을 하지 않았다는 것이 받아들여지고 증거가 미흡하다는 결론이 나면서 5개월만에 풀려난다.  김우영은 나혜석보다 10살이 많았고, 한 차례 결혼한 적이 있었지만, 3년 전 아내와 사별한 독신이었다. 나혜석은 김우영의 변론과 도움을 받게 되며 그와 가까운 사이가 되었고 1920년 나혜석은 김우영과 결혼을 했다.

#### 유학생 단체 활동
1917년 3월 학지광에 '잡감'을 발표했다. 유학생 모임인 학우회의 망년회에 참석했던 소감을 적은 것으로, 필명으로 자신의 아호인 정월(晶月)의 약자인 c.w이란 필명으로 사용했다. 나혜석은 `여자도 사람이다`라는 주제로 글을 쓰고 그림을 그리며 여성인권 향상을 위해 힘썼다. 봉건적·인습적 관념의 억압성을 드러내는 글들을 써서 사회적 비난과 냉대를 받기도 했다. 실명으로 기고한 글 때문에 시중에 회자화되자 가명을 쓰기 시작한다.
그는 소설, 시, 희곡, 산문, 논설,기행문,감상문 등 모든 문학분야에서도 탁월한 기량을 보였다. 1917년 동경여자유학생친목회를 조직하였다. 1917년 6월에는 동경여자유학생친목회 기관지 「여자계 (女子界)」를 창간하고, 나혜석은 허영숙과 함께 편집위원이 된다. 허영숙은 훗날 이광수의 부인이 되는데 그 역시 나혜석의 오빠 나경석에 의해 도쿄 유학을 하게 되었다. 이후 나혜석은 도쿄 여자친목회의기관지인 「여자계」창간호에 단편 소설을 내기도 했다.
1918년 3월 잡지 '여자계'2호에 원고지 140매의 단편 소설 「경희」를 발표하였다. 나혜석 작가가 자신의 자유주의 페미니즘을 서술자(이야기꾼)인 나의 생각으로써 서술한 소설이며 경희라는 여성이 일본유학을 하고 있으며, 방학 때에 집에 와서 한국여성들에게 재봉틀 기술을 가르치는 일본인 재봉틀 선생님에게 재봉틀 기술을 배움으로써 주체적이고 자주적으로 산다는 줄거리이다. 부친의 결혼 강요를 "배가 부른 것으로 만족할 수는 없다."라고 말하여 물리치는 내용은 아내, 며느리가 아닌, 나로서, 인간으로서 사고 싶어하는 작가의 생각을 말하고 있다. 방송통신대학교 출판부에서 펴낸 4학년 2학기 교과서인 《국문학 연습》에 소설 경희의 전문이 실려 있다.
H.S란 이름으로 시 '광'(光)이란 제목의 시도 발표하였다. 1917년 7월 학지광에 '잡감-K 언니에게 여함'발표했다.
또한 그는 한 인터뷰에서 여자도 사람이라며 "조선여자도 사람될 욕심을 가져야겠소."라고 주장하여 화제가 되기도 했다.

##### 귀국, 교사 생활
1917년 여자 친구의 권고로 교회에 출석하였는데, 10월 17일 조선교회당 내에서 열린 조선여자유학생친목회 임시 총회에서 총무로 선출되었다. 기독교 신자가 된 그는 1917년 12월 동경 고치마치 구(麴町區) 이이다 정(飯田町) 조선연합교회 교회당에서 세례를 받는다. 졸업 직전, 방학 때를 이용하여 그는 문필 활동, 그림 활동과 함께 작품을 판매하거나 상점에서 아르바이트를 하며 용돈을 조달했고, 교회에 나가서 일을 돕기도 했다.
1918년 3월 사립 여자 미술학교를 졸업하였다. 이때 그가 제출한 졸업작품은 후일 여자 미술학교의 화재로 유실되었다. 1918년에 발표한 소설 '경희'는 한국문학사 처음의 근대소설인 춘원 이광수의 '무정' 못지 않은 인기를 누렸다. 주인공 나가 당당하게 사는 모습을 나의 관점으로써 서술한 단편소설인 <경희>는 한국문학사 처음의 첫 페미니즘 문학으로 평가된다.
1918년 4월 귀국하였다. 그해 4월 모교인 진명여학교에서 교사로 근무하면서 서울에서 첫 번째로 개인전시회를 열어 사람들에게 유화가 무엇인지를 알리는 데 힘썼고, 민중의 삶을 표현한 '이른 아침'(早朝)과 같은 목판화를 발표하였다. 그는 오빠의 집인 익선동(益善洞) 126번지 집에서 생활하며 정신여학교에도 미술교사로 출강하였다.

##### 잡지, 언론 활동

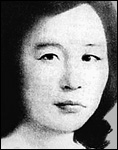
1920년 무렵의 초상화

신여자 라는 잡지 1920년 4월호에 실린 나혜석 판화, 김일엽 선생의 가정생활

가석방 후에도 일제의 보호감시처분을 받았고, 그해 속리산, 지리산, 설악산 등의 바다와 명승지를 구경하고 경성으로 돌아왔다. 1920년 1월 조선노동공제회의 기관지 '공제(共濟)' 창간호에 열심히 노동하는 남녀 농부들 위에 떠오르는 태양을 배경으로 한 판화 '조조(早朝)'를 발표했다. 이후 공제 지에 칼럼과 시를 싣기도 하고, 삽화를 그리기도 했다. 1920년 2월 김일엽 등과 함께 신여자지를 창간하고 필진으로 참여하였으나 재정난으로 곧 폐간되었다. 그해 7월 국내에서 간행된 폐허(廢墟)지의 동인이 되었다.
그는 직접 <폐허> 동인을 구성해 김억, 오상순, 염상섭, 김일엽 등과 교류했다. 그러나 <폐허>지는 민족의식을 고취했고, 반일적이라는 이유로 1년만에 조선총독부의 압력으로 폐간되었고, 그는 모교인 이화전문학교의 미술강사로 출강하면서 다른 언론사에 칼럼 등을 기고하였다.
이후 여러 시와 소설을 쓰고 신문 만평을 그렸다. 그러나 조선총독부의 정책을 일본인들에게만 특혜를 주고 조선인은 차별하는 것을 계모가 본처 자식들을 학대하는 것으로 희화, 풍자하다가 검열에 걸리기도 했다. 나혜석은 `여자도 사람이다`라는 주제로 글을 쓰고 그림을 그리며 여성인권 향상을 위해 힘썼다. 봉건적·인습적 관념의 억압성을 드러내는 글들을 써서 사회적 비난과 냉대를 받기도 했다.
이 무렵 그의 집안에서는 그에게 결혼을 강요하였고, 3·1 운동 당시 김우영이 그의 변호를 맡아주면서 그와 가까워졌다. 그는 결혼을 오래 망설이다가 김우영에게 자신에게 과거에 남자가 있었음을 밝히고, 그래도 김우영이 이를 인정한다 하자 다시 조건을 제시하는데, 김우영이 조건을 모두 받아들이면서 결혼을 승락하게 된다.

#### 문학, 미술 활동

##### 결혼과 화가 활동

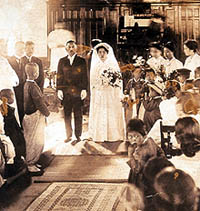
김우영과 결혼식

1920년 봄, 정신여학교 미술교사직을 사직했다. 이때 동경 유학시절의 친구인 김일엽을 다시 만났다. 이때 나혜석은 목판화로 <김일엽의 하루>를 그렸다. 그는 문필가로 화가로 계속 활동하였다. 그러나 집안에서는 계속 결혼 권고가 들어왔고 그는 마지못해 일본 유학 중 만난 엘리트 변호사 김우영의 청혼을 받아들인다. 김우영은 그보다 10년 연상으로 전처 사이에서 이미 딸이 한 명 있었다. 그는 자신이 결혼을 수용하는 조건으로 '그림 그리는 것을 방해하지 마시오. 시어머니와 전실 딸과는 별거케 하여 주시오.'라고 요구하였다. 그 뒤 그는 구체적으로 4개 조항을 예비 신랑이었던 김우영에게 수용할 것을 요구한다.
결혼식 청첩장을 보내는 대신 그는 결혼 청첩을 신문 광고로 싣었고, 1920년 4월 1일부터 4월 10일까지 결혼식 청첩을 신문에 연일 광고하여 유명해지기도 했다. 이때 그는 4가지의 조건을 제시했고 김우영이 이를 수용하면서 서울 정동 교회 예식장에서 김필수 목사의 주례로 결혼식을 올렸다.

- 평생 지금처럼 사랑해 줄 것
- 그림 그리는 것을 방해 말 것
- 시어머니와 전실 딸과는 별거하게 해줄 것
- 최승구의 묘지에 비석을 세워줄 것

그는 김우영에게 파격적인 조건을 요구한다. 조건이 받아들여지자 조선을 떠들썩하게 화제가 되기도 했다. 4월 10일 김우영과 정동제일교회에서 결혼하였다.
김우영의 주변에서는 이런 조건은 말이 안되는 조건이라며 결혼을 포기하라 하였으나 김우영은 주변의 권고를 듣지 않고 나혜석과 결혼하였다.
그는 남편인 김우영에게 간략하고 간소하게 결혼식을 올릴 것을 요구하기도 했다. 당대의 명문가문임에도 결혼식은 단촐하였다. 신혼여행지는 전 남자친구인 최승구의 묘지였다. 신혼여행지를 부인의 전 남자친구의 묘지로 정한 것은 당대에 화제가 되었다. 그러나 그가 내세운 조건을 수용한 것과 전 남자친구의 존재 때문에 남편인 김우영은 시중으로부터 공처가, 애처가라는 비아냥과 함께 놀림감과 뒷담의 대상이 되었다.
두 사람이 신혼여행지로 선택한 곳이 바로 나혜석의 첫사랑 최승구의 묘소가 있는 전라남도 고흥이었기 때문이다. 김우영은 약속대로 아내의 첫사랑 묘소에 참배하고, 비석까지 세워주었다. 두 사람의 첨단 신혼여행은 한동안 장안의 화제가 되었고, 훗날 염상섭의 소설 <해바라기>의 모델이 되기도 했다. 남편 김우영은 그가 일할 작업장과 화실을 마련해 주었다. 남편은 미술 활동을 적극 후원했지만 정월의 ‘감성’을 움직이지는 못했다. 또한 김우영은 그림 그리는 것을 방해하지 않겠다는 것과, 전처 소생 딸과는 따로 지내게 하겠다는 것, 그리고 전 남자친구의 묘지에 비석을 세워주겠다는 약속을 지켰다. 시댁과 분가해 숭의동의 김우영의 집에서 신혼을 보냈다.
남편 김우영은 1920년 12월 정신여학교 3·1운동 주동자 김마리아, 황애시덕 등의 재판에서 변호사를 맡는다. 이는 나혜석의 권유 때문이었다.

##### 작품 활동과 전시회
신혼 초기에도 그는 문예지 폐허의 동인으로 활동하는 한편 화가로서도 치열한 창작열을 불살랐다. 1921년 매일신보에 연말연시 세시풍속을 주제로 한 섣달대목 초하룻날 이란 제목의 그림 9장을 발표했다. 섣달대목 초하룻날은 가사노동에 시달리는 여성들의 모습을 담고 있어 의식있는 여성 화가의 면모를 보여주었다. 그는 여성해방론을 소리 높여 주장했고 그런 노력은 후일 연애와 결혼, 이혼으로 이어져 세인의 주목을 받았다.
1921년 1월에는 잡지 백조(白潮) 지의 동인으로 참여하였다.
그 뒤 1921년 3월 매일신보와 경성일보의 후원 하에 경성일보사 내청각(來靑閣)에서 유화 70점으로 첫 유화개인전을 가졌는데 조선미술사에서는 최초의 여성 유화개인전람회를 열었다. 3월 19일, 3월 20일 경성일보사에서 열린 개인전에서, 첫날 관람객 5000여 명이 찾았고 그림 20여 점이 팔렸다. 첫 개인전은 매일신보가 '인산인해를 이루었다' 고 보도할만큼 큰 성공을 거뒀다.
| “ | …(여성)서양화가로 우리 조선에 유일무이한 나혜석씨의 양화 전람회는 ...(이하 중략)... 인산인해를 이루도록 대성황이었으며 ...(이하 중략)... 제2일에는 더욱 많아 3시까지의 관람자가 무려 4천, 5천 명에 달하였더라. | ” |

4월에는 제1회 서화협회전람회 유화 작품들을 출품하였다. 1921년남편 김우영이 일본 정부의 외교관이 되자, 그해 9월 일본 외무성 안동현(安東縣, 현재 단둥)부영사로 부임하는 남편과 함께 만주로 이사하였다. 당시 나혜석은 여성들을 위한 야학을 열었으며, 1923년 황옥 경부 사건이 일어났을 때 관련자들을 도왔다는 이야기도 있다. 황옥 사건은 의열단의 항일 무장항쟁이 실패한 사건이지만, 현역경찰인 황옥의 역공작이라는 의견도 있어 진상이 분명히 드러나지 않았다.
이 즈음 많은 그림을 그리는데 그 그림은 대부분 건축화였다. 건물을 화면 가득히 채우는 그런 그림들이다. 만주 봉천 풍경이 그런 유였다. 그 뒤 그는 유럽 여행에서도 거리 풍경, 건축물들을 주로 그린다. 기하학적 건축, 고궁의 재현에서 그 특기를 보이고 있다. 1922년부터 고희동등과 함께 제1회 조선미술전람회(이하 선전, 鮮展)에 '농가'와 '봄'의 두 작품을 출품하였다.

##### 전업 화가와 작가 생활
조선미술전람회에 매년 작품을 출품해 수상을 거듭했고, 1931년에는 일본의 제국미술원전람회에도 입상하는 등 실력을 인정 받았다.
나혜석은 한국 유화를 정착시킨 최초의 전업 화가였다. 미술작품을 본격적으로 제작해 전시·판매 등을 통해 전업화가의 기초를 닦은 선구적 예술가이기도 했다. 많은 선배 남성 화가들이 시대를 한탄하며 붓을 꺾었을 때에도 이에 굴하지 않고 남들이 알아주든 말든 그림을 그렸다. 그의 작품은 주제도 다양했고, 소재도 다양하였다. 수차례 개인전과 ‘조선미전’ 전람회 등을 통해 유화라는 새로운 표현 매체의 위상을 확립했고 작품을 판매하여 직업으로서의 화가 생활을 영위하였다.
동료 문인인 이광수외 염상섭 등의 소설, 저서에 삽화를 해주기도 했고, 신문에도 삽화를 그리기도 했다. 그러나 유화 외에도 데생, 판화, 목각화, 석각화, 조각, 신문 삽화, 책의 삽화 등 다양한 작품을 남겼다. 또한 작품에 정치색은 띄지 않으면서도 당시 사회상, 일상 풍경 등을 세밀하게 묘사하기도 했다. 인물화와 초상화를 그렸는데 정밀한 묘사에서 단순한 묘사 등 다양한 기법을 썼다. 또한 누드화도 종종 그리기도 했다.
근대여성문학사의 서막을 장식한 문학가이기도 했던 그는 가사노동에 열심인 여성을 다룬 신문 연재 그림, 일하는 여성을 등장시킨 '조선미전' 출품작 등을 통해 미술작품에서 여성의 정체성을 드러내기도 했다. 또 인물화보다 풍경화를 선호했으며, 작품에서 풍경이나 정태적 인물상이 아닌 일하는 사람을 다루는 등 현실을 강조했다. 윤범모의 작품평에 의하면 작품의 특징을 꼽자면 견고한 구성과 자신감 넘치는 묘사, 확실한 공간감 등으로 요약할 수 있다고 한다.
나혜석은 조선미술전람회에 첫회부터 참가해 7, 8회를 제외하고 11회까지 18점의 작품을 발표했다. `조선미술전람회 도록`(1922~1932)을 통해 살펴볼 수 있다. 그는 전업 화가이면서도 작가였고, 언론사와 잡지사에 칼럼도 기고하였으며 문단에 등단하여 단편, 장편 소설과 시작품도 남기기도 했다.

#### 만주 체류와 해외 견문

##### 만주 체류 시절

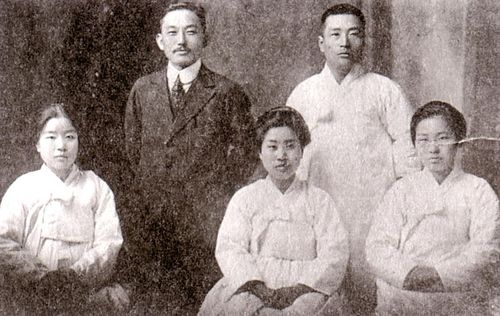
가족 사진

1922년 남편 김우영이 만주 안동현 부영사로 전보되어 그를 따라갔다. 1922년 제1회 조선미술회 전람회에 작품 '봄'과 '농부'를 출품하다. 1922년 3월부터 안동현 태성의원(泰誠醫院) 내에 ‘안동현 여자야학’을 설립해 교육사업에 나서는 한편 부영사 부인의 직위를 이용해 독립운동가들을 도왔다. 또한 의열단의 김원봉 등에게 거사 자금을 비밀리에 송금하기도 했다. 후일 박태원(朴泰遠)은 ‘약산과 의열단’에서 ‘의열단에 대하여 은근히 동정을 표하여 온 사람의 수가 결코 적지 않으며, 그 가운데 여류화가로 이름이 높던 나혜석이 있었다.’고 회고하였다. 의열단 외에도 나혜석은 1923년 8월에는 중국으로 망명하던 아나키스트 정화암(鄭華岩)의 월경을 도와주기도 했다. 또한 의열단에 송금한 것을 계기로 대한민국 임시정부에도 송금 하였다. 나혜석이 비밀리에 의열단과 애국부인회를 도와준 사실이 영사관 경찰에 제보되면서 남편인 김우영에게도 불이익이 돌아가게 된다.
1923년 제2회 선전에서 ‘봉황성의 남문’이 4등 입선했다. 1923년 6월 기생 강명화의 자살 소식을 접하였다. 거상(巨商)의 아들과 인연이 되었으나 남자 집안의 반대로 일본 도피를 하다 결국 스물셋에 자살한다. 남자도 따라 죽는다. 강명화와 사귀던 남자는 장병천으로 거부 장직상의 아들이이었다.
| “ | 오직 기생 세계에는 타인 교제의 충분한 경험으로 인물을 선택할 만한 판단의 힘이 있고 여러 사람 가운데 오직 한 사람을 좋아할 만한 기회가 있으므로… 조선여자로서 진정의 사랑을 할 줄 알고 줄 줄 아는 자는 기생계를 제외하고는 없다고 말할 수 있다. | ” |

그는 세상에서 기생을 천시하는 것은 편견이며, 기녀야 말로 여러 사람과 사랑을 나눌 수 있는 사람들이라고 보았다. 나혜석은 '강명화의 자살'이란 제목의 기사에서 '나는 결코 당신을 떠나 살 수 없는데 당신은 나와 살면 가족도 세상도 모두 외면합니다'는 강명화의 유언을 인용하며 추모했다. 기생이라는 이유로 천대와 멸시를 받는 기녀들의 비극을 언급하기도 했다.
그해, 그가 조선미술대회에 입상을 하자 남편 김우영은 이를 자랑스럽게 여기며 '여자는 남자의 부속물'이라는 말을 한다. 이때 그의 말에 분개하여 남편과 싸운 그는 자신의 그림이 남편의 명예를 높이는 도구가 된 것인가에 대해 회의를 느끼게 된다. 1923년에는 서양화 그룹 고려미술회의 창립멤버의 한사람으로 참여하였다.

##### 작품 출품 활동
1922년부터 고희동 등과 함께 제1회 조선미술전람회에 ‘농가’와 봄을 출품하였다. 1923년 제2회 조선미술전람회에서 ‘봉황성의 남문’이 4등 입선했다. 1924년 제3회 선전에 ‘가을의 정원’ 등을 출품하여 4등 수상했다. 1925년 제4회 조선미술전람회에서는 ‘낭랑조(娘娘朝)’로 3등 수상하고 이듬해 제5회 선전에는 천후궁(天後宮)’이 특선하였다.
1925년에는 ‘원한(怨恨)’을 조선문단 4월호에 발표, 왕성한 창작활동을 보였다. 1927년 제6회 선전에 ‘봄의 오후’를 출품하고 남편과 세계 일주를 시작하였다. 1929년 미국, 이탈리아, 스페인 등을 거쳐 3월에 귀국하여 수원 불교포교당에서 귀국개인전을 개최하였다.
1930년 제9회 조선미술전람회에 '화가촌', '어린이' 등을 출품하고 1931년 제10회 조선미술전람회에서는 '정원' 을 출품하여 다시 특선을 수상했다. 1932년 제11회 조선미술전람회에 '금강산만물상', '소녀', '창에서' 등을 출품하였다. 1922년부터 1932년까지 그는 매년 조선미술전람회 서양화부에 작품을 출품하여 수상과 특선을 거듭하였다.

##### 모성애에 대한 관점 변화
1920년부터 그는 일본 유학을 하고 온 김일엽 등과 함께 개화 신여성 운동을 주도하였다. 1923년 그는 첫 딸을 출산한 후 그는 잡지 동명지에 출산과 자녀 양육을 감동적이라고 표현하였다.
... 원래 임신이라는 것은 여성의 거룩한 천직이니 여성의 존귀가 여기 있고, 여성이 인류에게 향하여 이행하는 최대 의무의 한가지인 것을 자각하여야 할 것이다.

- 동명 지 1923년 2월 4일자

장녀 이름은 김나열(金羅悅)로 지었는데 신혼 초 희열의 결정체이며, 남편의 성과 자신의 성을 합쳐서 나열이라 하였다. 나혜석은 여성에게 아이를 낳는 것은 거룩하고 신성한 일이라고 지인들에게 말했으며 이어 아들 김선과 김진을 두고, 파리 체류 중 셋째 아들 김건(金建)을 두었다.
그러나 어머니가 되는 것을 당연히 여기고 자녀에 대한 맹목적 희생을 당연하게 여기는 풍조에 곧 염증을 느낀 그는 그 뒤에 '어미된 감상기'를 발표한다. 여기에서 '나는 할일이 많다. 이제야 예술이 무엇인지, 인생이 무엇인지 알게 되었는데 이와 동시에 나는 어머니가 되어가고 있었다.'라는 말을 통해 어머니로서, 화가로서, 그리고 인간으로서 느끼는 감정을 서술한다.
기고하는 글들은 대체로 파격적으로 '모성은 본능이 아니다.'라는 점을 지적한다. 그는 모성이 아이들을 기르면서 생기는 감정이며 그것이 얼마나 아름다운 것인지에 대해 세세하게 서술하며 알린다. 그러나 모성애는 강요된 것이라고 주장한다.
그에 의하면 '아이를 낳는 것, 아이에게 젖을 물리는 것이 너무 고통스럽다, 하지만 조선사회에서는 여성들의 고통을 이해하지 않고 거룩한 것이니 너희가 참아라, 라는 식으로만 이야기한다'라고 공공연히 이야기합니다. 그리고 출산의 고통을 남자들은 이해하려 하지 않는다, 남자가 임신을 하지 않으니 모른다고 지적한다. 그리고 사회가 여성에게 어머니 역할, 모성애를 일방적으로 강요한다고 주장하였다. "모성의 신화는 없다"고 이야기했다. 이러한 나혜석의 발언은 주목을 끄는 동시에 항상 비난에 부딪히게 된다.
1922년부터 그는 매년 조선미술전람회에 출품해 입선했지만 갈수록 한계를 느꼈다. 그는 “기교만 조금씩 진보할 뿐 정신적 진보가 없어 나 자신을 미워할 만큼 괴롭다”고 말했다. 한계가 보이면서 외국으로의 유학 결심을 하는 한편, 작품의 소재가 될 만한 것을 찾아 경성부 시내와 수원, 시흥, 한강변 등 각지를 여행하는 한편 여러번 글을 쓰며 고치고 다듬어가며 필력을 키우기도 했다.

##### 출국과 세계 일주

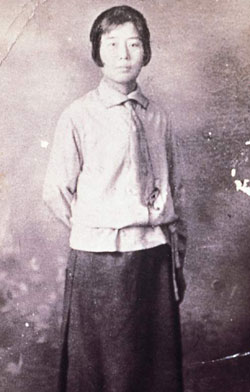
파리 유학 시절

남편 김우영은 일본 외무성이 변방에서 일한 관리에게 주는 특별 포상인 해외 위로여행 대상자가 되었다. 1926년 일본정부 외교관신분이던 남편 김우영(金雨英)에게 여비가 지원되었고, 함께 세계일주여행에 올랐다. 5년간 외교관 소임을 충실히 수행한데 대한 총독부의 포상이었다. 그러나 의열단에 비밀리에 송금을 하던 것이 조선총독부 형사에게 포착되어 곤혹을 치루기도 한다. 그러나 해외여행은 다행히도 취소되지 않는다.
1927년 6월 19일 부산항을 출발, 나혜석 부부는 경성역에서 열차를 타고 평양, 신의주를 거쳐 펑톈에서 남만주철도로 갈아타고 하얼빈으로 갔다. 하얼빈에서 시베리아횡단철도로 모스크바를 거쳐 한 달 만에 파리에 도착했다. 스위스에서 개최된 군축회의 총회를 참관하고, 벨기에, 네덜란드, 독일, 스웨덴, 노르웨이 등지를 관광했다. 유럽 여행 중이던 영친왕 이은 부부와도 만났고, 제네바 군축회의에 참가한 전 조선총독 사이토 마코토가 영친왕을 위해 주최한 만찬에 참가하는 호사도 누렸다. 나혜석은 여행지에서 박물관과 미술관에 들러 이름만 들었던 대가들의 작품을 직접 목격했다.
유럽과 미국 등지의 여행은 그의 사상과 작품세계에 큰 영향을 주었다. 1920년대 후반에는 파리에 체류하며 프랑스의 인상주의 화법을 배우게 된다.

##### 유럽 미술 견문
1927년 남편 김우영과 함께 유럽 여행을 했는데, 한달 후 프랑스에 도착하여 야수파 화풍을 공부하였다. 남편은 독일 베를린에서 법률을, 정월은 프랑스 파리에서 미술을 공부했다.
7월에 파리에 도착하여 짐을 풀고 호텔에 투숙하였다. 나혜석은 남편 김우영이 법률 공부하러 독일 베를린으로 떠났지만 그는 파리에 머무르며 야수파 비시에르에게 사사받는다. 그는 남편을 따라가지 않은 이유를 '남녀관계, 여성의 지위 등에 대해 진지하게 고민하고 해답을 얻기 위해 혼자 계속 파리에 남기로 결심했다.' 한다. 이후 파리에서 약 8개월간 머무르면서 야수파 계열의 화가가 지도하던 미술연구소에서 수업하였다. 파리에서 나혜석은 야수파 화가인 비시에르의 화실에서 수학하면서 그림 연구를 하는데, 이 때문에 귀국 후 야수파와 입체파, 후기 인상파 등의 경향이 나타나기도 한다.
파리 체류 시절은 나혜석의 작품 활동에 전기를 마련하였는데 그때까지 신문이나 그림으로만 보던 렘브란트 등의 작품을 실물로 보게 된 것이다. 나혜석은 서양화를 공부한 화가였지만, 대가들의 실물 그림은커녕 칼라 도록조차 제대로 구경한 적이 없었다. 세계일주 여행은 서양 사람들의 생활상을 구경하고, 대가들의 그림을 실컷 볼 수 있는 절호의 기회였다. 파리 체류중 한 때, 한국인 유학생, 프랑스 사교계 인사 등과의 자유로운 연애 활동으로 물의를 일으켰으나 다시 마음을 다잡고 그림과 판화 활동에 전념하였다. 그곳에서 그린 정원화(庭園畫)는 도쿄 이과전(二科展)에 입선하고 우수하다는 호평을 얻기도 했다. 이어 유럽 각국의 미술관순례를 통해서 미술시야를 넓혔다.
프랑스어와 독일어를 몰랐던 그는 화법 등을 익히고 미술서적을 읽기 위해 프랑스어와 독일어 공부도 틈틈이 하였다.

##### 유럽 여행과 문물 견학
1927년 유럽과 미국 시찰을 가게 된 남편과 함께 여행길에 올라 '조선 최초로 구미 여행에 오른 여성'이라는 칭호를 얻게 됐다. 최린과 친형제처럼 가까웠던 김우영은 법률공부를 위해 베를린으로 떠나면서 나혜석을 돌봐줄 것을 부탁하는데, 두 명사는 통역을 대동한 채 파리를 쏘다녀 파리 한인 사회에 화제를 뿌렸다. 경성역에서 대륙횡단열차를 타고 러시아로 출발해 프랑스, 스위스, 이탈리아, 영국 등을 여행하고 대서양을 건너 미국도 횡단한다.
| “ | 구미 만유기 일 년 팔 개월 간의 나의 생활은 이러하얏다. 단발을 하고 양복을 입고 빵이나 차를 먹고 침대에서 자고 스켓치 빡스를 들고 연구소를 다니고 책상에서 불란서 말 단자(單字)를 외우고 때로난 사랑의 꿈도 뀌여 보고 장차 그림 대가가 될 공상도 해보았다. (중략) 실상 조선 여성으로서는 누리지 못할 경제상으로나 기분상 아모 장애되난 일이 하나도 업섯다. | ” |

파리의 루부르 박물관, 피사의 사탑, 이탈리아의 밀라노, 러시아의 레닌그라드, 모스크바, 오스트리아의 비엔나와 독일의 베를린, 영국의 대영박물관 등을 두루 견학하였으며, 알프스산맥을 오르기도 했고, 스위스와 벨기에를 방문하기도 했다. 또한 무전여행과 현장에서 그림을 그려서 여행비용을 충당하기도 했다.
그는 남편의 유럽 시찰을 함께 해외여행을 하며 여행기와 그림을 잡지에 연재하였다. 1928년 7월의 엽서에서는 당시의 감회를 '저는 하기 휴가를 이용해서 영국 런던에 왔습니다. 가는 곳마다 풍속·인정이 차이가 나는 것이 볼 만하고 재미있습니다.'라 표현하기도 했다.
이후 그가 여러 신문과 잡지에 기고한 여행기에는 보통 사람이라면 꿈도 꿀 수 없는 새로운 세상을 경험한 후의 벅찬 감상이 고스란히 드러난다.

##### 최린과의 불륜

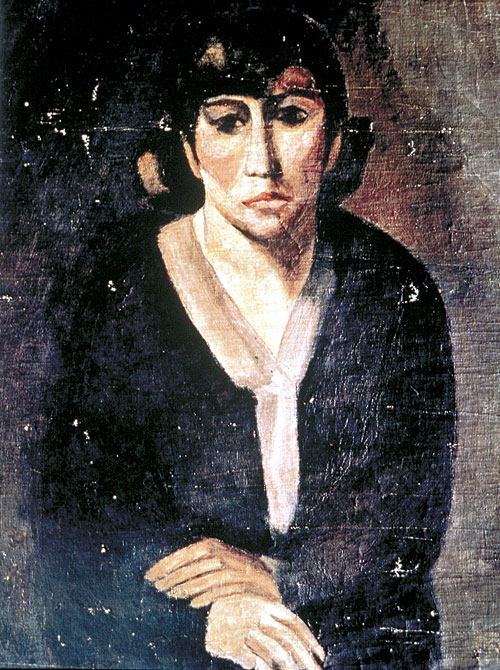
나혜석 작, 자화상

그러나 파리 한인 사회에 화제거리가 된, 당시 파리의 외교관이자 김우영의 친구였던 최린(崔麟)과의 염문이 발단이 되어 1930년 이혼하였다. 프랑스어를 잘 몰랐던 두 사람은 통역을 고용해 식당, 극장, 뱃놀이, 시외 구경을 다녔다. 1928년 11월 20일 저녁, 두 사람은 오페라를 관람하고 함께 나혜석의 숙소인 셀렉트호텔로 돌아왔다. 그날 밤 최린은 자기 숙소로 돌아가지 않았다. 그런 관계가 수십 회 이어졌고, 이를 목격한 파리 유학들은 "나혜석은 최린의 작은댁"이라고 말하게 된다.
한국 유학생들이 주최한 환영회에서 최린을 처음 본 순간 첫눈에 빠져버린 혜석은 불타는 사랑에 빠진다. 그러나 나혜석이 최린을 비롯해 여러 남성과 외도를 하고 있다는 소문을 들은 김우영은 비밀리에 파리로 돌아와 나혜석의 뒤를 따라갔고, 최린과의 바람피는 장면을 직접 목격한다. 최린과의 불륜이 사실이라는 것을 확인한 김우영이, 베를린에서 파리로 돌아와 짐을 싸는 것으로 그들의 관계는 막을 내릴 수 있었지만 나혜석과 김우영의 결혼생활을 청산하는 이혼의 빌미가 되었다.
배우자를 잊지 않는 범위 내에서 혼외 정사를 벌이는 것은 죄도 실수도 아닌 가장 진보된 사람의 행동일 뿐이다."라며 자유연애를 주장한 나혜석은 최린과의 불륜 이외에도 다수의 남성들과 자유분방한 만남을 가졌다. 유부남, 천도교 교령, 유학생, 사교계 인사 등 나이, 결혼 여부와 상관없이 외국 문물을 접하는 여러 남자들을 만났고 자유연애의 대가는 혹독했다. " 세상은 그를 향해 손가락질했고 마침내 차가운 외면으로 응수했다.

##### 구미 일주와 귀국
유학시절에 나혜석은 최린과 식당 극장 뱃놀이 관광 등을 자주 다녔으며 독일이나 스위스에도 함께 갔었다. 쾰른에 갔을 때 나혜석은 최린에게 이런 말을 했다. '나는 당신을 사랑합니다. 그러나 그때문에 내 남편과 이혼하지는 않습니다'하자 최린은 나혜석의 등을 가볍게 두들기며 '과연 당신이 할 수 있는 말이요, 나도 그말에 만족하오.'라 답했다. 그는 사랑과 결혼을 분리하는 신여성(조선 후기 새로이 등장한 여성의 형태)의 연애관을 피력했다.
나혜석은 제네바에서 본국의 친지에게 띄우는 편지에서 이 연애관을 당당하게 피력하고 있다.'결혼한 후에 다른 남자나 여자와 좋아 지내면 부도덕적이라기보다 오히려 자기 남편과 더 잘 지낼수있게 하는 활력을 얻는다.'고 주장하였다.
1928년 그림 '나부'와 '등돌린 나부' 등을 그렸다.
1928년 12월 넉 달 만에 다시 만난 나혜석 부부는 여행을 계속했다. 이탈리아, 영국, 스페인을 관광하고, 미국으로 건너가서 뉴욕, 필라델피아, 나이아가라 폭포, 시카고, 그랜드 캐니언, 로스앤젤레스, 마리포사 대삼림 등을 거쳐 샌프란시스코에서 배편으로 귀국길에 올랐다. 나혜석 부부는 하와이, 요코하마, 도쿄를 거쳐 1929년 3월, 21개월간의 세계일주 여행을 마치고 귀국했다.

##### 귀국 직후
1929년 3월 귀국하였다. 짐 두 짝에는 포스터와 그림엽서, 레코드와 화구(畵具)뿐이었다. 귀국 직후 그는 보통 사람이라면 꿈도 꿀 수 없는 새로운 세상을 경험한 후의 벅찬 감상을 표현하였다.
| “ | 구미 만유기 일 년 팔 개월 간의 나의 생활은 이러하얏다. 단발을 하고 양복을 입고 빵이나 차를 먹고 침대에서 자고 스켓치 빡스를 들고 연구소를 다니고 책상에서 불란서 말 단자(單字)를 외우고 때로난 사랑의 꿈도 뀌여 보고 장차 그림 대가가 될 공상도 해보았다. ...(중략)... 실상 조선 여성으로서는 누리지 못할 경제상으로나 기분상 아모 장애되난 일이 하나도 업섯다. | ” |

1929년 3월 귀국 직후, 수원 불교포교당에서 귀국개인전을 개최하였다. 그리고 동래군의 자택으로 되돌아갔다. 구미 여행 생활에서 돌아와 남편이 서울에 머물면서 일자리를 찾는동안 나혜석은 시어머니의 권유도 있곤해서 시가인 동래에서 살았다. 그 사이에 서울의 여관에 머물고 있는 남편이 돈많은 양장 기생과 접근한다는 소문이 들려오는가하면 나혜석과의 이혼의사를 타진하고 다닌다는 소문마져 들려왔다.
11년 간의 결혼생활 동안 나혜석은 시어머니와 시누이, 시삼촌, 시사촌의 등쌀에 한시도 마음 편한 날이 없었다. 결혼한 여자임가 자유롭게 1년의 만주 생활과 2년의 유럽, 미국, 러시아 여행을 하고 다니는 모습은 당시에 흔치않은 일이었다. 니혜석은 장기간 여로의 피곤함을 위로하기는 커녕 선물을 사오지 않았다는 등의 말들이 나오며 자신을 핍박하는 시가 사람들과 주변의 시선을 보고 인간은 이기적인 존재라는 결론을 내리게 된다.
나혜석이 1929년 '별건곤 (別乾坤)'과의 인터뷰에서'(최린을)…나도 퍽 흠선(欽羨)했다.'고 당당하게 밝힌 것은 불륜에 대한 견해는 다시 한번 시키면서 김우영과의 관계를 악화시켰다.
이 무렵 그의 친구인 김일엽이 결혼, 연애에 환멸을 느끼고 승려가 되려 했다. 경성에서 만났을 때, 속세를 접고 여승이 되겠다고 속내를 털어놓는 김일엽에게 "현실 도피의 방법으로 종교를 선택해서는 안된다"라고 질타하였다. 이후 나혜석 역시 출가를 결심하니 김일엽이 같은 말을 하게 된다. 1929년 수원에서 '구미 사생화 전람회'를 개최하였다. 귀국 직후 그는 '돈 없으면 이태리니 불란서니 어대어대를 다 엇더케 다녀 왓스랴'하는 평을 남기기도 했다.

#### 서구 사회 소개
그는 유럽에서 보고 들은 것을 그대로 대중에게 소개하며 많은 기고를 남겼다.
| “ | 우리가 여긔서는 여자란 나부터도 할 수 없는 약자로만 생각되더니 거기 가서 보니 정치, 경제, 기타 모든 방면에 여자의 세력이 퍽 많습듸다. | ” |
|   | — ‘구미만유하고 온 여류화가-나혜석씨와 문답기’, <별건곤> 1929년 8월호                                                                 |   |

| “ | 나는 여성인 것을 학실이 깨다랏다. …그리하여 나는 큰 것이 존귀한 동시에 적은 것이 갑 잇난 것으로 보고 십고 나뿐 아니라 이것을 모든 조선 사람이 알앗스면 십흐다. | ” |
|   | — ‘아아 자유의 파리가 그리워’, <삼천리> 1932년 1월호 |   |

나혜석은 1927년에 남편과 함께 1년 8개월 동안 열다섯 나라를 돌아보았는데, 나라 밖에서 오히려 조선인의 모습을 새로이 깨닫기도 한다. 각지에서 본 것과 촬영한 사진, 느낌, 풍경화 등을 발표하면서 한편으로 서구 사회에 대한 동경을 하게 된다. 그러나 서구 사회를 맹목적으로 추종하지는 않는다.
한편 그는 아침에 일어나면 조기침후(모닝) 커피를 즐기는 멋쟁이였다.

#### 창작 활동과 이혼
1930년 제9회 조선미술전람회에 '화가촌', '어린이' 등을 출품하고 1931년 제10회 조선미술전람회에 '정원'을 출품하여 특선을 차지했다. '정원'으로 일본의 제전(帝展)에서도 입선함으로써 인정받는 서양화가가 되었다.
1930년 6월 삼천리지 에 당시 유럽 일부에서 유행하던 실험결혼론을 주장하기도 했다. 남자와 여자가 같이 실험적으로 함께 살다가 마음에 맞으면 결혼하고, 마음에 맞지 아니하면 헤어지자는 것이었다.
귀국한 후 김우영은 외교관 생활을 그만 두고 변호사 개업을 준비했다. 세계일주 여행을 하는 동안 2만여 원을 쓴데다 당장에 벌이가 없으니 갑자기 형편이 궁해졌다. 김우영은 개업 준비를 위해 서울에 머물고, 나혜석은 동래 시집에서 지냈다. 결혼한 후 처음 경제적 어려움을 겪은 데다가 시집살이를 시작하니 정신적으로 몹시 고통스러웠다. 부부가 떨어져 지내는데다 시집 식구들의 눈총이 따가워지자, 나혜석의 심신은 날이 갈수록 쇠약해졌다. 나혜석은 최린에게 편지를 써 도움을 청했다. 하지만 어떻게 된 노릇인지 김우영 귀에는 나혜석이 최린에게 연애편지를 부쳤다는 소문이 들어갔다.
남편은 귀국 후 변호사 개업을 했지만 경제사정이 어려웠다. 나혜석이 최린에게 경제적인 도움을 청하는 편지가 공개돼 파문이 일었다.  김우영과 절친한 친구사이였던 최린과 불륜의 관계로 발전한 것이 빌미가 되어, 결국 나혜석은 김우영에게 이혼당했다.
최린과의 만남은 지인들의 입에서 입으로 김우영에게 전해졌다. 지인들은 김우영에게  얘기를 전하고 사진으로 촬영해서 김우영에게 건넸다. 나혜석에게 피로와 염증을 느낀 김우영은 그의 불륜을 이유로 귀국 후에도 계속 이혼을 요구했다. 귀국 이듬해 셋째 아이 건(健)을 낳았지만 남편 김우영은 이혼을 요구는 계속되었다. 나혜석은 결혼 당시 '나만을 사랑한다'는 전제조건에 대한 약속을 상기시켯지만 김우영의 마음을 떠나버린지 오래였다. 나혜석에게 새로운 여자와 신접살림을 꾸린 남편과의 결혼생활은 창살 없는 감옥이었고 지옥이었지만 그래도 이혼만큼은 할 수 없다며 이혼을 거부하였다. 그러자 김우영은 계속해서 이혼을 요구하였고 거부하면 간통죄로 고소하겠다고 위협했고,시댁 식구들이 가세하였다.
1930년 가을 이혼에 동의, 그해 11월에 경성법원에서 이혼도장을 찍고 김우영과 이혼하였다. 그가 받은 것은 '2년 후 재결합할 수 있다'는 서약서와 감정가가 500원인 전답이었는데, 서약서는 효력이 전혀 없어 김우영은 이혼 4개월만인 1931년 3월 신정숙과 재혼한다. 나중에 최린 역시 그를 떠났고, 정신적인 스트레스와 우울증을 악화시키는 원인이 되었다. 그는 남편인 김우영에게는 재산분할만 요구했고 위자료를 청구하지 않았는데, 불륜으로 되려 여자가 위자료를 줄 수도 있는 상황이었음을 밝혔다. 나혜석은 생계를 보장해야한다고 요구했고 남편 김우영은 그에게 500원인 전답을 하나 떼어 주었다. 남편 김우영에게는 위자료를 청구하지 못했고 이혼후 자신을 버린 최린에게는 분개하여 정조를 유린한 죄를 묻겠다며 위자료를 청구하나 패소했다.

#### 사랑의 자유 선언
1931년 나혜석은 “혼외정사는 진보된 사람의 행동”이라 주장했다. 또한 사랑할 자유를 외쳤다. 이혼 직후 그는 인터뷰와 강연을 통해 '사랑의 자유, 사랑할 자유'를 주장하였다. 그러나 그가 지나갈 때, 그리고 그의 거처에는 휴지와 돌 등이 날아오기도 했다.
그러나 나혜석은 자신의 소신을 굽히지 않았다. 그는 누구에게나 사랑을 주고, 받을 수 있을 권리를 요구했고, 사랑은 나쁜 것이 아니며 성적인 것만이 사랑은 아니라고 했다. 이혼을 당한 나혜석은 죄를 빌기는커녕 오히려 “배우자를 잊지 않는 범위 내에서 혼외 정사를 벌이는 것은 죄도 실수도 아닌 가장 진보된 사람의 행동일 뿐”라며 자신의 불륜을 정당화 한다. 이는 남성 지식인들과 유학자들의 강한 반발을 불러오는 것을 물론, 혼외 정사 옹호에 반대하는 여성들에게 더 큰 반발을 불러일으켰다.
그는 기생이야 말로 많은 남자들과 사랑을 주고 받을 수 있는 존재라고 했는데, 이는 1923년의 강명화 자살사건 당시 강명화를 추모하면서 언급한 것처럼 '오직 기생 세계에는 타인 교제의 충분한 경험으로 인물을 선택할 만한 판단의 힘이 있고 여러 사람 가운데 오직 한 사람을 좋아할 만한 기회가 있으므로… 조선여자로서 진정의 사랑을 할 줄 알고 줄 줄 아는 자는 기생계를 제외하고는 없다고 말할 수 있다.'고 보았다. 그러나 그의 집안은 사대부 가문이었고, 시중에서는 반가의 딸이 기녀를 부러워한다며 비난받았다.
'사랑의 자유 선언' 이후 그에게는 온갖 불이익이 닥쳤지만 그는 이를 후회하지 않는다. 계속해서 그에게 비난이 쏟아졌다. 그는 여자에게도 성욕이 있고,“배가 고프면 밥을 먹듯” 자신의 욕망에 충실한 것뿐이라고 말했다. 그는 사랑과 성욕은 죄악이 아니라 누구에게나 보편 타당한 것이라고 역설하였다.

#### 실험 결혼론
1930년 6월 그는 ‘삼천리’지의 기고문을 통해 당시 유럽에서 유행하던 ‘실험결혼론’을 주장했다.
그는 남편과의 결혼생활을 '개성에 대한 이해가 없는 본능적 사랑이었을 뿐'이었다고 했다. 그는 결혼은 두 남녀의 만남으로, 두 사람의 일생에 부모가 일일이 정해주는 것은 잘못이고, 집안이 관여하는 것은 지극히 잘못이라고 하였다. 그리고 정략결혼은 결혼하는 두 남녀를 도구나, 물건처럼 보는 잘못된 것이며, 결혼을 거래로 만드는 잘못된 풍조라고 비판했다.
그는 결혼도 남자와 여자가 만나서 살되 마음에 맞으면 평생을 함께 하는 것이고, 마음에 맞지 않는다면 헤어져야 된다고 하였다. 결혼 후, 여러 가지 차이점이 있고 맞지 않거나, 상대방이 폭행과 폭언을 행사하는데도 억지로 참고 견디는 것은 큰 불행이라고 생각하였다. 또한 자녀들 때문에 의무적으로 결혼생활을 유지하는 것 역시 개인의 불행이자 큰 손실이라 하였다. 자녀들 때문에 이혼하지 못한다는 주장 역시 자녀들을 핑계로 대는 것이라 하였다. 이혼 후, 새로운 세상을 마주하는 것이 두려울 뿐이라고 지적하였다.
평소 애정 없는 결혼생활은 인생의 낭비라고 결심했던 혜석은 이혼 직후 '이혼의 비극은 여성 해방으로 예방해야 하고 시험 결혼이 필요하다'라는 당시로는 파격적인 칼럼을 <삼천리> 잡지에 기고하여 장안의 화제를 불러일으켰다. 김우영은 이혼장에 도장밥이 채 마르기도 전, 서울에서 동거하던 신정숙과 혼인신고를 했다. 나혜석의 외도로 이혼을 했지만 김우영 또한 외도를 하고 있었던 것이다.
최린은 이혼후 연락을 피하더니 결별 통보를 하고 이에 나혜석은 심하게 분개하였다. 나혜석은 정조유린이라는 명목으로 최린을 고소한다. 그러나 결과는 최린의 승소였다. 질병에 걸린 와중에도 사회활동을 계속 하였고, 언론에 칼럼과 기고 활동을 하였다. 자녀들을 볼 수 없게 되니 이에 대해 많이 괴로워하기 시작한다.

#### 미스코리아 심사 위원
그는 1931년 5월에 개최된 한국의 최초의 미스코리아 대회의 심사위원이기도 했다. 1931년 『삼천리』라는 잡지에서 주최한 ‘반도의 대표적 려인(麗人) 미쓰 코레아 삼천리 일색(一色)’을 뽑는 사진공모전에 심사위원의 한사람으로 참여, 최정원(崔貞嫄) 등을 선발하였다.
당시 삼천리사(社)는 “구라파에 전 구라파를 대표하는 아름다운 미인이 있고 각국에도 그러한 모양으로, 우리 반도에도 전 조선을 대표할 려인 한 분을 찾아” 보자며 “고상전아(高尙典雅)하고 아름다운 미모에다가 균제된 체격, 만신(滿身)이 예지와 총명에 찬 듯한 근대적 려인”을 뽑겠다고 광고를 냈다(『삼천리』, 1931.5). 삼천리 지의 고정필진인 나혜석 역시 심사위원의 한사람으로 위촉되었다.
당시 삼천리지는“18세 이상의 조선 여성, 3년 이내의 사진일 것”을 응모자격 조건으로 걸고, 심사는 '심미계(審美界)의 권위'를 지닌 이광수, 염상섭, 김억, 안석주, 이승만(李承萬), 허영숙, 나혜석, 김원주, 최승희 등을 선정했다. 1931년 10월 그는 삼천리사 주최 미스코리아 선발 대회 심사위원의 한사람으로 총 326명의 응모 사진 중 특선 1명 포함해 14명의 입상자를 선정해 발표하였다.

#### 이혼 이후 행보

##### 미술전 입상

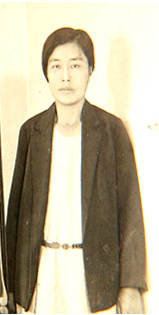
1930년대의 나혜석

1931년의 제10회 조선미전에서 정원이 특선하고, 정원이 다시 일본의 제12회 제국미전에서 입선하는 등 당당히 살아가기 위해 노력했으나 생활은 점점 어려워져갔다. 그는 꾸준히 칼럼과 기고활동을 하였다. 1932년의 아아 자유의 파리가 그리워라는 글에서 사람과 돈과 세상의 세 가지가 무섭다고 하였다. 그의 딱한 처지를 접한 윤치호와 김성수, 송진우가 약간의 생활비를 보내주었다. 그는 경성 시내에 거처와 화실을 마련하고 작품 활동에 전념했다.
이혼 직후 집을 나와 하숙하고 있었는데 하숙집 주인 여자가 딸을 시집 보내려하나 신식 공부한 딸이 어머니의 말을 듣지 않아 일어나는 갈등을 목격한다. 자신의 일처럼 여기던 그는 1937년 10월 이때 겪은 일을 소재로 삼아 소설'어머니와 딸'을 삼천리에 발표, 연재했다.
그는 유럽 여행을 마치고 귀국한 후부터 여행기 '구미유기' 등을 통해 영국 참정권 운동을 소개하였다. 국민이 정치와 정책에 참여하고 이를 결정하는데 의견을 표출하는 것은 당연한 권리라며 참정권을 부르짖었지만 외면당했다.

##### 사회적 편견
문학.그림 모두 최고의 기량을 발휘했던 그는 이혼으로 인해 예전의 명성을 일시에 잃게 된다. 결혼으로 셀럽으로 부상하며 많은 것을 누렸지만 이혼으로 많은 것을 잃게 된 것이다. 이혼후 파격 발언을 통해 관심을 모았고 이것으로 재기할 수 있을 것라고 여겼지만 생각과는 달랐다. 재기를 위해 피나는 노력을 했음에도 돌아온 건 냉소와 질시가 전부였다.

그가 이혼녀라는 점과 외도를 했다는 점, 자유연애를 주장한다는 점을 들어 비난하였다. 특히 나혜석은 그의 남편 김우영이 외도했다는 점은 언급되지 않고 그의 외도만이 비난의 대상이 된 것에 큰 불만을 가졌다. 사람들은 김우영이 불륜을 목격하고 이혼을 요구한뒤 외도를 한 것에는 그리 큰 비난을 하지 않는 것이 남녀차별이라 여겨졌다.매일신보에는 그의 작품을 가리켜 불미스러운 작품이라는 인신공격이 가해진다.
불미한 작품에 특선 딱지를 붙여서는 안될 것이다.

한편 이혼녀라는 부정적인 시선이 그를 괴롭혔고 그는“정조는 도덕도 법률도 아무것도 아니오, 오직 취미다”라고 주장, 자기 아내와 누이, 딸은 순결하기 바라면서 남의 여자에게 흑심을 품는 한국 남자들의 이중성을 지적하여 파문이 되기도 했다. 그는 자기 입장에서만 생각하며 남의 험담, 흠을 잡기 좋아하는 이상한 인간들이 많다며 항변하였다. 그러나 유림과 보수적인 노인층은 그를 사회의 타락과 탈선을 부추기는 요녀라며 어우동,유감동에 빗대서 그를 비난하였다. 김우영과 최린이 조선총독부의 외무성의 관리였던 만큼 총독부에 역시 비판에 가세했다. 총독부는 그를 비롯한 가정 밖의 신여성은 사회체를 오염시킬 염려가 있는 퇴폐와 몰락의 상징으로 보았다.
또한 그는 모성애 역시 학습된 학습의 결과물이라며 “자식은 모체의 살점을 떼어가는 악마다.”라고 주장하여 화제가 되기도 했다. 이혼에 대한 상처를 씻으려고 일본에서 그림공부에 몰두하던 나혜석은 일본 동경에서 열리는 제전(帝典)에 출품하기 위하여 금강산에 들어가 그림을 그려 제 12회 제전에서 입선하고 다시 귀국하여 선전(鮮典)에 출품하기 위하여 금강산과 해금강을 주유하며 그림 공부에 열중하였다.

##### 화가 활동

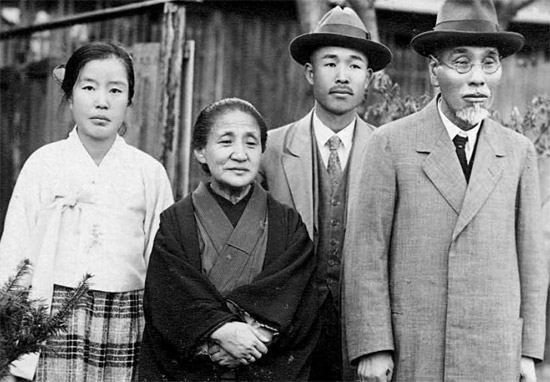
후견인 야나기하라 부부

1931년 11월 29일 서른다섯의 나혜석은 일본인 지인에게 편지를 보냈다.
| “ | 염치없는 청이어서 죄송합니다만 댁이 사 주시면 행복하겠습니다. 가격은 300원이 되어 있지만 250원쯤에도 괜찮습니다. | ” |

일본 제국미술대전에 입선한 ‘정원(庭園)’을 팔기 위해서였다. 생활고에 찌든 그는 그림 작품 전시와 판매, 칼럼 활동 등으로 생계를 이어갔지만 빠듯했다. 1931년 말의 한 편지에서는 “ 과도기에 태어나서 예술을 위해서 살려고 했으나 시어머니, 남편의 몰이해 때문에 당분간 별거하기로 했습니다. 이것은 다 저의 부덕의 소치라고 생각합니다”라는 사정 설명으로 편지를 시작했다.
나혜석의 영락이 시작된 이 시기는, 그의 예술 인생의 절정이기도 했다. 제국미술대전 입선작이 도쿄를 거쳐 교토로 순회전을 다니던 때였다. 나혜석은 야나기하라 부부에게 바로 이 그림을 판매하려 하였다. 그는 여기에서 ''정원'은 파리 체재 중에 그린 것이어서 자신 있는 회심작입니다'라고 자부심을 드러내면서도 '만약 어르신 댁이 안 되면 따로 사들여 주실 분을 소개해 주시지 않겠습니까'라고 간청한다. 현재 ‘정원’의 소재는 알 수 없다. 전람회 도록의 흑백사진으로만 그림의 완성도를 짐작할 뿐이다..
| “ | 과연 내 생활 중에서 그림을 제해 놓으면 실로 살풍경이다. 사랑에 목마를 때 정을 느낄 수 있고(…) 괴로울 때 위안이 되는 것은 오직 그림이다. | ” |

현실이 까칠할수록 그는 더욱 그림에 몰두해 일가를 이뤘다.

##### 문필, 강의 활동
1931년 일본 동경의 제국미술원전람회에 출품, 입선하였다. 나혜석은 이혼 후에도 1931년 조선미술전람회와 제12회 제국미술원전람회에서 특선과 입선을 할 정도로 실력을 인정받았다. 하지만 미술학원을 차려서 학생들을 지도해야 할 정도로 경제적으로 곤란한 상황에 처하고, 전 남편과의 사이에서 낳은 자녀(3남 1녀)와도 전 남편의 반대로 만나지 못하면서 차츰 사회적으로 고립되어 불행한 생활을 하였다. 또한 나혜석에 대한 수군거림과 주변의 눈총과 소문이 그를 괴롭혔다. 박인덕, 허정숙 등과 함께 음란 여성의 대명사로 몰리기도 했다. 우울증과 스트레스 등이 계속되면서 대인기피증이 심화되었다.
1932년 제11회 조선미술전람회에 '금강산만물상', '소녀', '창에서' 등을 출품하고, 1932년 세계일주 기행문 ‘구미유기(歐美遊記)’를 잡지 삼천리지에 연재하였다.
1933년 2월 그는 서울 수송동 46번지 15호 목조 2층 건물에 여자미술학사(女子美術學舍)를 개설한다. 그가 졸업한 여자미술학교를 모델로 한 것이었다. 1933년 나혜석은 고향인 수원에 내려가 미술연구소와 여자미술학사를 운영하였다. 동시에 '삼천리(三千里)'와 '신동아(新東亞'에 기행문과 '수상(隨想)'등을 발표하였다. 또, 이화여자전문학교와 보성전문학교, 연희전문학교의 미술강사로 강의하였고, 미술학원을 열거나 강사로 초빙되어 유화와 조각 등을 가르치기도 했다.
한편 전 남편인 김우영 역시 변호사업에 타격을 받게 되는데, '아내 간수도 못 하는 사람이 남을 어떻게 돕겠느냐'는 조롱 때문이었다. 나혜석의 자녀들은 김우영의 동생 내외에게 맡겨졌다. 이 때문에 남편의 거처를 알아내서 종종 찾아갔지만 자녀들의 얼굴을 보지 못하고 되돌아섰다. 1933년 생계와 그림 활동을 위해 경성부 종로구 수송동에 '여자미술학사'를 운영하며 학생들에게 유화와 판화, 조각을 가르쳤다. 또한 신동아, 신가정 등의 잡지에 칼럼을 기고하기도 했다.
1934년 1월 초, 배편으로 도쿄에 그림 재료를 사러 갔다. 이때 일본 유학시절 자신을 따르던 일본인 화가 사토우를 우연히 화구점 앞에서 만났다. 그때까지 사토우는 미혼으로 남아 있었다. 일본에서 2개월을 체류한 후 3월에 귀국, 수원으로 가, 서호 성 밖에 작업실을 마련하였다. 그해 3월 그는 수원 용주사 포교당에서 전시회를 열었다.

##### 이혼 고백서 파문
나혜석은 결혼생활 내내 자신은 자유로운 사랑을 추구한다며 하면서 크고 작은 외도를 일으키며 지냈다. 가장 유명했던 최린과의 불륜 이외에도 유부남, 천도교 교령 등과 자유분방한 만남을 가졌다. 프랑스에서도 최린 외에 유학생들, 사교계 인사들을 만나고 다녔다. 최린과이 불륜이 발각이 되자 김우형은 이혼을 요구하기 시작했고 결국 나혜석은 1930년 결혼 10년 만에 이혼했다.
후일 그는 이혼 과정을 소상하게 밝힌 '이혼 고백장'을 잡지 '삼천리'지에 발표하면서 재산분할도 공개 요구했다. 1934년 이혼 고백서라는 장문의 글을 기고하였다. 약혼과 결혼, 이혼에 이르는 과정과 최린과의 관계에 대한 솔직한 이 고백서에 자신의 불륜과 이혼은 부당한 것으로 불평등한 남녀관계에 의한 것이라며 자신을 강하게 옹호했다.
| “ | 조선남성 심사는 이상 하외다. 자기는 정조관념이 없으면서 처에게나 일반여성에겐 정조를 요구하고 또 남의 정조를 빼앗으려 합니다. 서양이나 동경사람쯤 되더라도 내가 정조관념이 없으면 남의 정조관념 없는 것도 이해하고 존경합니다. 남에게 정조를 유린하는 이상 그 정조를 고수(愛好)하도록 애호해 주는 것도 보통 인정이 아닌가, 자기가 직접 쾌락을 맛보면서 간접으로 말살시키고 저작 시키는 일이 불 소하외다, 이 어이한 미개명의 부도덕이요. 조선남성들 보시오. 조선의 남성이란 인간들은 참으로 이상하오. 잘나건 못나건 간에 그네들은 적실, 후실에 몇 집 살림을 하면서도 여성에게는 정조를 요구하고 있구려, 하지만 여자도 사람이외다! 한순간 분출하는 감정에 흩뜨려지기도 하고 실수도 하는 그런 사람들이외다. 남편의 아내가 되기 전에, 내 자식의 어미이기이전에 첫째로 나는 사람인 것이오. 내가 만일 당신네 같은 남성 이였다면 오히려 호탕한 성품으로 여겨졌을 거외다. 조선의 남성들아, 그대들은 인형을 원하는가, 늙지도 않고 화내지도 않고 당신들이 원할 때 만 안아주어도 항상 방긋방긋 웃기만 하는 인형 말이오! 나는 그대들의 노리개를 거부하오, 내 몸이 불꽃으로 타올라 한줌재가 될지언정 언젠가 먼 훗날 나의 피와 외침이 이 땅에뿌려져 우리후손 여성들은 좀 더 인간다운 삶을 살면서 내이름을 기억할 것이리라, 그러니 소녀들이여 깨어나 내 뒤를 따라오라 일어나 힘을 발하라. | ” |

그의 이혼고백장은 이혼과 불륜에 대한 자기 옹호로 보이면서 엄청난 비난에 직면한다.
나혜석은 자신에 대한 비난을 "가부장제에 세뇌당한 결과"라고 했지만 사람들은 이혼고백서가 자신의 불륜행위를 정당화하기 위한 수단으로써 쓰여졌다며 나혜석을 내로남불이라고 비판했다. 이 글을 발표한 후 그에게 쏟아진 것은 동조와 공감보다는 비난과 조롱에 가까웠다.
자신의 정당성을 주장하며 세상과 맞서려 했던 그는 세상과의 계속된 불화를 겪게 된다. 그는 정조를 잃은 여자에게 가해지는 걸레라는 단어에 대해서도 남자에게도 걸레라는 말을 써야 되지 않느냐며 반발하였다. 또한 한 사람의 말만 듣고는 사건의 진실을 알 수는 없다고 하였다.또한 이혼 고백서에서 그는 최린과의 염문이 남편 김우영을 배신하려고 하게 된 것은 아니라고 밝혔다.
| “ | 나는 결코 내 남편을 속이고 다른 남자를 사랑하려고 한 것은 아니었나이다. 오히려 남편에게 정이 두터워지리라 믿었사외다. 구미 일반 남녀 부부 사이에 이러한 공연한 비밀이 있는 것을 보고 또 있는 것이 당연한 일이오. 남편이나 본부인을 어떻게 하지 않는 범위 안의 행동은 죄도 아니요 실수도 아니라 가장 진보된 사람에게 마땅히 있어야만 할 감정이라 생각하오. | ” |

'이혼 고백장'을 잡지에 발표하면서 재산분할도 공개 요구했다. 당시에는 법적으로 재산분할이 이루어지지 않았던 시대였다.
- 정조는 취미이자 자유다.
- 불륜은 부부관계를 돈독히 만든다.
- 성적으로 자유로운 창녀가 부럽다. 여창을 넘어 남창을 만들자
- 남자는 바람을 피우고 아내를 괴롭게 만든다.
- 남자는 여자에게 정조를 강요하고 자신은 정조를 지키지 않는다.
- 아이는 부모의 살을 좀먹는 악마다.
- 모성애는 학습과 세뇌의 결과물이다.
- 결혼은 여성의 지옥이고 임신은 불행이며 육아는 저주이다.
이혼고백서는 격렬한 비난을 불러왔다. 혼외정사에 반대하는 남녀 모두가 비난에 가세했다. 서울의 한 인텔리 출신 가정주부가 음란하다며 그를 비판하는 칼럼을 썼고, 평양의 한 주부 역시 전통적 여성의 입장에서 조목조목 따진 반론을 칼럼에 기고하기도 했다.
그는 결혼할 권리가 있듯이 이혼할 권리도 있으며, 직접 신약, 구약성서 등의 성경과 금강경 등 불경을 모두 찾아보고 성경과 불경에서도 이혼이 죄악이라는 규정이 없음을 들어 이혼이 죄악은 아니라고 하였다. 그러나 사람들은 괴변을 늘여놓는다면서 그를 계속 비난 비판하였다.
또한 그는 자녀들에게도 다음과 같은 발언을 남기기도 했다.
| “ | 사 남매 아이들아. 에미를 원망치 말고 사회제도와 도덕과 법률과 인습을 원망하라. 네 에미는 과도기에 선각자로 그 운명의 줄에 희생된 자이었더니라. | ” |

기고를 하며 자신의 자식들을 악마라 칭했으며 육아를 저주, 임신은 불행이라고 표현했으며 더불어 아이들에게 자신을 사회의 피해자라 칭하고 자식들에 대한 혐오를 정당화 하기도 했던 만큼 자신을 희생된 자라고 표현한 것은 자식을 학대한 가해자에게 맞지않는 말이라는 비판을 받았고 자식들은 어머니가 나혜석이란 사실을 숨겨야했다.
나혜석은 '이혼 고백서'에서 여성에게 일방적으로 강요되는 관념을 비판함으로써 사회적 논란을 불러일으켰으며, 최린에게도 정조 유린에 대한 위자료를 청구하는 '정조 유린에 대한 손해배상 청구소송'을 제기하였다. 그에 대한 비난은 계속되었고, 성격에 문제가 있는 사람이라는 악의적인 비판을 받았다. 나혜석은 한 사람의 말만 듣고 판단을 내리느냐고 반박하였다.
나혜석은 쏟아지는 비난에 개의치 않고 1934년 9월 변호사 소완규를 통해 최린을 고소했다. 최린이 파리에서 강제로 정조를 빼앗았으며 김우영과 이혼할 때 일체 생활을 돌보아주겠다는 약속을 이행치 않고 있다는 고소였다. 그러나 조선총독부는 최린의 손을 들어주었고 그는 패소하고 만다.
최린은 그에게 고소를 취하할 것을 요구했다. 또한 나혜석이 처신을 잘못한 것이라는 시중의 따가운 비난과 눈초리가 계속되었지만 그는 이에 개의치 않았다. 또한 소취하의 조건으로 최린에게 수천원을 받고 소취하를 해주지 않았는데 이 두 사건은 엄청난 역폭풍을 불러와 뒤에 1935년 10월 경성 진고개(충무로) 조선관에서 개최한 소품전은 완전한 실패로 끝났다.
이후에도 그는 계속 조선 남자들이 자신의 아내, 누이, 어머니는 깨끗하고 순결한 여성이기를 바라면서도, 남의 여자에게는 성욕을 품고 희롱하거나 성관계를 맺는 것은 이중적이라며 비판을 멈추지 않았다. '이혼 고백장'을 발표하며 여성에게만 정조를 강요하는 조선 남성을 질타했던 그는 글과 그림으로 ‘여자도 사람’임을 끊임없이 주장했다.
세상 사람들은 그러나 나혜석의 고백을 읽고 오히려 더 그를 비난했다. 이혼고백서가 자신의 불륜행위를 정당화하기 위한 수단으로써 쓰여졌다는 생각했기 때문이었다. 처가 있었던 최승구와의 결혼하려던 것에도 당당해하는 모습, 김우영과 결혼 뒤 간 신혼여행 중에서도 애인의 무덤에 비석을 세우는 등의 내용이 담겼고 불륜은 부부관계를 돈독히 만든다면서 자신의 불륜을 옹호하였다. 나혜석은 이 글을 쓴 이유는 개인적인 결혼사가 개인에게만 한정된 것이 아니라 조선 여성의 현실이라는 자각 때문이었다고 주장했지만 사람들은 자기 옹호라고 생각했다.
“나는 그대들의 노리개를 거부하오. 내 몸이 불꽃으로 타올라 한 줌 재가 될지언정, 언젠가 먼 훗날 나의 피와 외침이 이 땅에 뿌려져 우리 후손 여성들은 좀 더 인간다운 삶을 살면서 내 이름을 기억할 것이라.”
이후 그는 여성편력을 즐기면서도 정절을 강조하는 남성들의 이중적인 모습에 대한 공개적인 논박을 계속 하였다. 나혜석은 자신의 불륜 이후 남편 김우영도 외도를 했으니 정절을 버렸는데 왜 자신만 욕을 먹는지에 대해 큰 불만을 품었다. 그는 남자들은 여러 여자를 희롱하면서도 여자들에게만 정절과 순결을 요구하는 것과, 자신은 다른 사람의 여자들에게 욕정을 품으면서도 자신의 어머니와 누이, 자신의 아내와 딸에게는 깨끗함, 순결을 요구하는 것을 지적, 남자들의 이중 잣대와 위선, 허위 의식이라며 거침없이 비판하였다.
또한 칼럼과 각지의 강연 등을 통해 경제적 궁핍과 사회적 비난에 맞닥뜨리게 되면서 여성에게만 일방적으로 정조관념을 지키라고 하는 사회 관습을 비판하고 나아가 그런 관념은 사회적 상대적이고 사회적으로 구성된 것이기에 해체되어야한다는 시대를 앞서가는 주장을 펼쳤다. 또한 외부에서는 아무말도 못하면서 집에만 돌아오면 아내와 자식들 앞에서 폭군으로 군림하는 아버지들과 가부장들을 종이 호랑이라며 비판, 그들의 비굴함을 조롱하였다. 나혜석이 불륜을 저지른 것이 아니었다면 여성들에게 옹호받을 수 있는 발언이었으나 불륜을 저지르고 그 행위를 정당화하기 위한 발언이기 때문에 당시 여성들에게도 호응을 얻지 못하였다.
이혼 뒤 사람들과 사회의 비난과 냉대에 "사람으로 태어난 것을 후회한다"는 소감을 밝히게 된다. "내 갈 길은 내가 찾아 얻어야 한다"는 결심을 잊지 않는 것이다 라고 판단했다. 조선의 유식계급 남자사회를 통렬히 비판하고, 그들의 2중적인 정조관념에 "정조는 도덕도 법률도 아니요, 오직 취미"라고 반발하기도 한다. 자신의 불륜행위를 정당화하기 위해 남성들에게 책임을 묻는식의 주장들은 여성을 위해서라기 보단' 자신의 불륜을 합리화' 하기 위한 것이라는 비판이 늘 따라 다녔다.
그는 이혼 후 몇차례 전시회를 열었으나 주위의 혹독한 냉대를 받아야했다. 이기적이라는 주변과 사회의 냉대와 비난속에서 환멸감을 느끼기도 했다.

#### 작품 활동과 사회 활동

##### 작품 활동과 사회 활동 참여

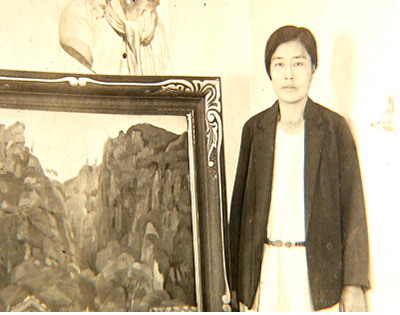
1935년의 작품 전시회

1935년 초 경성부에서 소출품전을 가졌다. 1935년 '신생활에 들면서'를 삼천리 지에 발표, 구습과 인습에 얽매인 정조 개념의 해체를 다시 주장하였다. 자신이 정조를 지키지 않는다면 다른 사람에게도 정조를 요구해서는 안된다는 것이었다. 일부 유교와 기독교계 인사들은 그가 불순한 뜻을 품고 사회 분란을 조장한다며 비밀리에 조선총독부 경무국에 신고, 총독부 경찰들의 내사를 당하기도 했다.
이혼과 냉대에 지친 몸을 추스르기 위해 고향 수원으로 왔다. 집과 가까운 화령전과 서호, 화성을 찾아 그림을 많이 그렸다. 당시의 대표적인 작품의 하나가 `화령전 작약`(1935)이다.
1935년 10월 24일 서울 진고개(지금의 충무로)의 조선관 전시장에서 '소품전'을 개최, 초상, 풍경등의 유화, 판화 등 200여점을 전시했으나 관심을 끌지 못했다. 그러나 미국과 프랑스, 영국의 미술 애호가들이 그의 작품을 관람하러 조선에 입국했고, 중국에서도 조선에 새로운 화가가 나타났다며 그의 작품을 보러 왔다. 같은 10월 장남 김선은 폐렴으로 병원에 입원했다가, 열 두 살의 나이로 요절하고 만다. 그러나 아들 선이 입원했던 병원도 찾을 수 없었고, 남편 김우영의 거부로 아들 김선의 임종을 지켜보지도 못했다.
조선총독부 중추원 참의로 승진한 김우영은 다른 자녀들을 만나려는 그를 경찰을 시켜 막았다. 이에 대한 분노와 심신의 고달픔이 겹친 그는 김우영이 믿던 기독교를 버리고 불교에 심취하기로 했다. 이혼 직후 한동안 우울증과 불면증으로 고생했지만 극적으로 질병을 딛고 작품 활동에 전념했다.
불륜과 이혼을 하고 혼외정사 옹호를 하며 사회적 물의를 일으키고 모성애, 자식에 대해 파격적 발언을 쏟아내면서 여성들까지도 나혜석을 보는 시선이 좋지 않았고 나혜석이 연 전람회에 대한 조선사회의 반응은 차가웠다. 나혜석은 연거푸 전시회를 실패하며 재기불능 상태가 되었다. 사회의 냉대 속에서 경제적으로 궁핍하고 쓸쓸한 생활을 하면서 나혜석의 심신은 서서히 병들어 갔다.
1940년 무렵부터 방랑생활에 빠져들었다. 그림 공부 외에 학원 등에 출강하는 한편, 전국에 순회 강연활동을 다니면서 여성 해방의 이유를 설파했는데, 남녀는 평등하는 점, 여성이 스스로 자립해야 되는 것, 여성 역시 남성 못지않게 중노동을 할 수 있다는 것 등을 설명하였다. 자식에 대한 그리움으로 고아원을 찾아다니며 아이들을 돌봤다는 얘기도 있다.

##### 여성들의 외면과 비판
나혜석은 이혼고백서 발표 이후에도 여자도 사람이라며 자신에게 일어난 불륜과 이혼이 여자이기 때문에 일어난 부당한 일임을 강조하며 그간의 주장을 굽히지않고 강연과 기고를 계속 해나갔다.
'정조는 도덕도 법률도 아무것도 아니오, 오직 취미다', '자식은 악마다', '자식은 어머니의 살점을 떼어가는 악마같은 존재'라며 정조관과 모성애 강요를 비판하여 큰 논란을 일으키며 화제가 되었다 자식을 악마로 비유한 과격한 발언은 큰 파문을 일으켰고 특히 여성들의 반발과 비판을 거세게 받았다. 그는 계속 자신의 아내와 누이, 딸은 소중히 여기면서도 남의 여자와는 성관계를 갖는 것을 원하며, 성관계를 한 여성은 걸레라고 조롱, 비하하는 한국 남자들의 이중성을 지적하였고 여성들의 반발에대해서모성애는 세뇌교육과 학습의 결과물이라고 반박하였다.
| “ | 남편과 자식들에 대한 의무같이 내게는 신성한 의무 있네 나를 사람으로 만드는 사명의 길로 밟아서 사람이 되고저 나는 안다 억제할 수 없는 내 마음에서 온통을 다 헐어 맛보이는 진정 사람을 제하고는 내 몸이 값없는 것을 나 이제 깨도다 아아! 사랑하는 소녀들아 나를 보아 정성으로 몸을 바쳐다오 많은 암흑 횡행할지나 다른 날, 폭풍우 뒤에 사람은 너와 나 | ” |
|   | — 시 인형의 노래 중에서 |   |

그는 '정조'는 '규범'이나 '진리'가 아니라 일종의 '취미', '자유'라고 주장하였다. 그러나 여성은 남성의 부속물 임을 당연하게 여기던 당시 한국의 여성들, 남성에게 경제적인 의존을 당연하게 여기는 당시희 한국 여성들이 오히려 그를 비난하거나 외면하였다. 그는 잘못을 했으면 똑같이 비난을 받아야지 남자의 외도는 허용하고 여자의 외도는 왜 허용하지 않느냐며 항변하였다. 그러나 돌아오는 것은 비난이었다.
필요없는 폭로는 악취미입니다.

더욱이 당신은 사남매의 어머니로서 그 노출증적 광태를 버려야 하지 않겠습니까?

자신을 유혹하여 이혼하게 해 놓고 자신을 버렸다고 주장하며 최린에 대한 고소를 가리켜 어느 여성은 '필요없는 폭로는 악취미'라 하여 필요없는 폭로라고 비난했다. 나혜석은 그 여성에게 반론으로 한 사람의 일방적인 말만 듣고 그대로 믿는다면서, 양 쪽 모두의 입장을 들어볼 것을 권고하였다. 그는 최린이 자신을 유혹했으며 이혼하게 해 놓고는 자신을 버렸다며 억울함을 호소했지만 아무도 듣지 않았다. 이전에 자신도 최린을 퍽 흠선(欽羨)했다는 식으로 불륜을 당당하게 옹호했던 과거가 있었기 때문이었다.
남성들의 비난보다 여성들의 비난이 더 거세었고 이는 나혜석으로 하여금 엄청난 회의감을 들게 하였다. 여성들은 가해자의 입장에서 불륜을 정당화한다며 비난하였고 혼외정사에 반대하였다. 자신의 삶을 통해 조선여성의 삶과 그에 따르는 문제점을 이야기하려 했으나, 오히려 조선여성들이 나혜석 등에게 비난을 가하게 된다.
오빠 나경석이 '몇 년간 자숙하고 난 뒤에 그림으로 다시 세상에 나오자'고 하자 그는 나는 그렇게 묻혀 지내지는 못하겠다, 나는 잘못이 없다고 하며 나는 멈추지 않을 것이다 라고 당당히 말한다. 이때 그를 지지하는 인사는 박인덕, 김일엽, 김활란, 윤치호 등 극소수였다. 윤치호는 신약성서의 죄없는 자는 돌을 던지라는 구절을 인용하며, 이혼은 죄악이 아니며 이혼으로 비판받을 이유가 없다며 나혜석을 변호하였다.

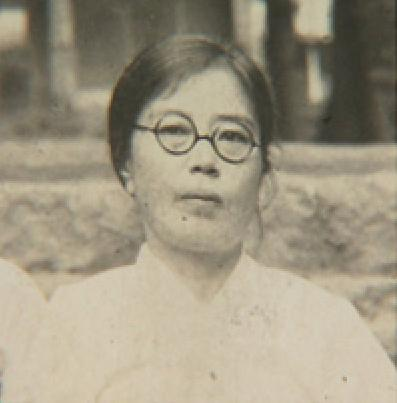
1936년 무렵, 병원 치료를 하며 고통을 받기도 했다.

"정조는 취미다.", "자식은 악마다.","결혼은 지옥이다"라는 등의 발언은 사회적으로 충격을 주었다. 그러나 사회적 금기를 깨는 말들로 인해 나혜석은 사회로부터 고립된다. 가족과 친구 주변인들 모두가 떠 나간 상황. 그럼에도 불구하고 그는 끝내 말하 기를 그치지 않는다. 그 뒤로도 가정에서만 폭군으로 돌변하는 권위적인 남자상, 여성을 남성의 부속물로 인식하는 남자들, 남자에게 경제적으로 의존하고 자립하지 못하는 여자들을 지적하며 남녀평등을 가로막는 장애물이라고 비판하였다. 이런 비판들은 많은 파문과 논란을 야기하기도 했다. 또한 "육체의 신비를 모르는 것은 연애가 아냐"라고 거침없이 주장하기도 했다. 또한 여성 역시 사회활동에 참여해야 한다며 여성들 역시 취직을 하고 일터에 나올 것을 주장하였고, 여성들 역시 사회활동에 참여할 것을 촉구하기도 했다.
조선 남성은 정조관념이 없으면서 여자에게 정조를 요구합니다.

또한 '조선남성은 정조관념이 없으면서 여자에게 정조를 요구한다'는 점을 거침없이 지적하여 남성들의 이중적인 태도에 대해 비판하였다. 나혜석은 마치 남편 김우영이 신접살림을 하는 것을 나혜석과 동시에 또는 그 이전부터 바람을 피우던 것인냥 말하고 있으나, 사실관계를 살펴보면 1928년 나혜석이 최린과 파리에서 불륜을 하는 것을 알게 된 후 김우영이 이혼을 요구하였으나 나혜석은 이혼을 거부해서 이혼을 하지 못하고 김우영이 신접살림을 차리게 된 것으로 자기 옹호라는 비판을 받았으며 나혜석은 자신을 정조를 유린했다면 최린에게 소송을 걸었는데 두 사람이 불륜한 것이라서 많은 비판을 받았다.
사회적 파문이 일어난 이후 최린과 김우영도 곤혹을 치루었으나 총독부의 관리였기에 계속 일을 해나갈 수 있었다. 그러나 나혜석은 결혼으로 얻었던 모든 것을 이혼으로 모두 잃었다. 최린은 중추원 참의, 매일신보 사장, 조선임전보국단 단장 등으로 친일에 앞장서 부귀영화를 누렸다. 나혜석이 이혼과 자신의 불륜에 대한 이야기를 모두 출판했기 때문에 전남편 김우영은 비웃음거리가 되어 변호사로서 일을 할 수가 없었다. 그래서 다시 외무성 관리가 되었고 아이들은 나혜석이 어머니라는 것을 숨겨야했지만 김우영이 도청사무관, 중추원 참의 등으로 영전을 거듭하며 안정을 찾았다.
나혜석은 혼외정사를 옹호하는 주장으로 가정을 행복을 위협한다는 여러 비난과 비판의 눈총에 시달리게 렸고 일부 유교인사들은 서구에서 들어온 꼬리잘린 여우 전설을 언급하며 그를 꼬리잘린 여우에 비교하여 비난하기도 했다. 시간이 갈수록 부정한 여자라는 낙인이 더 깊게 찍히게 된 나혜석은 재기불능의 상태로 내몰렸다.

##### 불교에 귀의

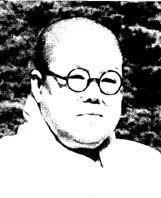
친구이자 사상적 동지였던 김일엽

1935년 10월의 소품전 실패와 아들 김선이 폐렴으로 죽은 후 나혜석은 충격을 받고 방황하다가 불교에 심취한다. 승려생활을 매력을 느껴 수덕사 아래 수덕여관에 오랜동안 머물면서 불교에 심취하기도 했다. 나혜석이 이혼의 아픔을 안고 충남 예산에 있는 덕숭산 자락을 찾아간 이유는 거기에 나이도 같은 동갑이고 잡지 <폐허>와 <삼천리>에서 동인으로 활동하던 김일엽이 파란만장한 32년 속세의 삶을 접고 여승으로 수도생활을 하고 있는 수덕사가 있기 때문이었다.
한때 김일엽이 승려가 된다는 것에 대해 힐란을 퍼부었던 나혜석이지만 그도 출가를 결심하게 된다. 몸과 마음이 지칠 대로 지쳐 있던 나혜석은 일주문 바로 옆에 있는 수덕여관에 여장을 풀었다. 나혜석이 수덕여관에 와 있다는 전갈을 받은 김일엽이 암자에서 내려와 두 사람은 반갑게 회포를 풀었지만 한 사람은 여성을 옥죄는 사회제도가 한없이 원망스러운 이혼녀이고 또 한 사람은 그것을 초월한 여승이었으므로 두 사람의 대화는 평행선을 달렸다.
그는 김일엽이 있는 견성암(見性庵)에 오가며 지낸다.김일엽의 표현대로라면, '그렇게도 잘났다던 나혜석! 미의 화신으로 남자들의 환영에 둘러 싸였던 나혜석!, 최초의 여류화가로 여류 사회를 그렇게 빛냈던 나혜석!'이 일엽을 찾았다.
나혜석은 승려가 되기로 결심하고 김일엽을 찾아갔으나 거절당한다. "너처럼 중이 되겠다"는 나혜석의 부탁에 김일엽은 "너는 안 돼"라고 만류했지만 "조실스님(만공)을 뵙도록 도와줘"라는 나혜석의 간청에 못 이겨 김일엽은 만공스님 면담을 주선했지만 답은 똑같았다. 당시 수덕사의 조실 만공은 나혜석의 끈질긴 애원에도 승려로 받아들이지 않았다.
만공선사로부터 "임자는 중노릇을 할 사람이 아니야"라는 일언지하의 거절을 당했지만 포기하지 않고 수덕여관에 머무르며 '중 시켜 달라'고 시위하던 어느 날 "엄마가 보고 싶어 현해탄을 건너 왔다"는 열네 살 앳된 소년이 찾아왔다. 그는 김일엽이 일본 유학시절 일본 명문가 출신 오다 세이죠와의 사이에 낳은 사생아이며 김일엽의 아들인 김태신이다. 모정에 목말라 있는 아들에게 "나를 어머니라 부르지 말고 스님이라 불러라"라고 냉정하게 말하는 김일엽을 보고 어쩜 저렇게도 천륜을 거역할 수 있을까라고 느낀 혜석은 모정에 굶주린 그 소년이 잠자리에 들 때 팔 베게를 해주고 젖무덤을 만지게 해주었다. 이때 나혜석 역시 모성에 주려 있는 세 아이의 엄마였다. 이러한 모습을 바라본 김일엽은 속세의 연민을 끊지 못하는 나혜석이 중노릇을 못 할 거라고 생각했던 것 같다.
1935년 생계 유지를 위해 열었던 소품전이 실패로 끝나자 나혜석은 실의에 빠져 해인사에 있던 김일엽 스님을 찾아간다. 이후 매 주말이면 산사를 찾아 불공을 드렸다. 한편 1936년 여러 가지 질환으로 경성부내 병원에 다니면서도 고아원과 양로원을 찾아 자원봉사를 하기도 했다. 수덕사의 주지였던 고승(高僧) 만공(滿空)은 그에게 고근(古根)이라는 불명을 지어 준다.

##### 수덕여관에 체류
홍성 수덕사에 근처 머무르며 승려가 되는 결심을 굳혔으나 끝내 실패하였다. 그가 홍성의 사찰에 있다는 소문이 확산되자 화가가 되려는 젊은이들이 사찰을 찾아왔다. 불교도가 아닌 학생들을 내치지 않은 만공의 배려로 나혜석은 사찰 근처에서 학생들에게 유화와 조각 등을 가르쳤다. 학생들은 주변 풍경을 배경삼아 미술활동에 전념하였다.
일엽이 자신을 찾아온 아들을 매정하게 뿌리치자 나혜석은 모성에 굶주린 아이에게 팔베개를 해주고 자신의 젖무덤을 내주기도 했다. 나혜석은 어린 일당(일엽의 아들)을 자신의 친아들처럼 생각해 품에 안아주곤 했다. 그는 일엽을 찾아온 어린 일당에게 그림을 가르쳤다. 그림 공부에 흥미를 느낀 일당은 뒤에 그가 떠난 뒤에는 이당 김은호를 찾아가 사사하기도 했다.
출가를 결심한 나혜석은 수덕여관에 5년 동안 머물렀다. 이때 그를 찾아온 젊은이들 중에는 고암 이응로가 있었다. 이응로는 나혜석이 수덕여관 체류 시절에 길러낸 제자들 중에 수제자로 인정된다. 이응로는 나혜석의 수제자로 그의 그림과 바람처럼 살아온 날들을 동경했다. 훗날 이응로가 본부인을 버리고 21살 연하의 연인과 함께 파리로 훌쩍 떠났던 것도 나혜석의 영향이 컸다 한다. 이응로는 나혜석이 떠난 뒤에는 수덕여관을 잊지 못해 나중에 아예 수덕여관을 매입해 본부인에게 운영을 맡겼다. 수덕여관은 2008년 새롭게 단장된 이후 예산의 관광코스가 됐다. 1937년 신사참배령이 내려지자 그는 불교를 믿는 불자임을 들어 신사참배를 거부하였다.

##### 파리행 시도와 좌절
그는 범죄가 아니라면 자유를 보장해야 된다고 하였다. 그러나 이는 보수적인 유학자들과 편견을 가진 시민들의 비난과 반발을 불러왔고, 인륜과 사문, 사회를 어지럽히는 발언이라며 비판받았다. 조선총독부 역시 그의 발언이 불령선인들의 행동을 미화할 우려가 있다며 친일 어용인사들을 시켜 그를 비판했다. 환멸감을 느낀 그는 1937년까지 강연 활동과 미술 지도 등으로 비용을 마련하여 파리로 건너가려 하였다. 그러나 건강도 좋지 않았고, 총독부 외무부에서 허가를 해주지 않아 파리행의 꿈은 좌절된다.
1937년 시어머니가 사망했다는 소식을 듣고 나혜석은 부산 동래로 달려갔지만, 김우영의 저지로 상청에서 끌려나는 수모를 당했다. 나혜석은 심한 충격을 받고 김일엽이 출가한 수덕사 견성암으로 찾아갔다. 김일엽은 나혜석에게 불교에 귀의할 것을 권고했지만, 이때는 나혜석은 유명한 중이 두 사람이나 되는 것은 싫다며 사양했다. 이후 나혜석은 수덕사 아래 수덕여관에 장기 체류하면서 불교에 귀의해 마음의 상처를 달랬다. 나혜석은 이따금 자녀들이 다니는 학교로 찾아가기도 했지만, 김우영은 경찰까지 동원해 나혜석의 접근을 막았다. 자식을 악마라고 칭했던 만큼 아이들에게 접근하는 것에 대해 김우영은 강하게 반발했다.

#### 일제 강점기 후반
1937년 12월 극도의 정신쇠약으로 착란증세를 보이기도 했으나, 바로 자유로운 연애관을 피력한 '영이냐, 육이냐, 영육이냐'라는 글을 「삼천리」에 발표하였다. 1938년 기행문인 해인사의 풍관을 발표하다.
| “ | 지금은 장경각 불사가 잇으니 조선 총독이 10,000원을 내서 팔만 대장경을 복사하여 만주국 황제에게 헌상하는 것이다. 가야산 해인사라고 쓴 정문에 금단방이라고 크게 써붙이고 장경각 안에서는 23조로 나누어 복사 검열이 잇고 총독부에서 내려온 기술자들과 도감은 이것을 감독하고 있다. 2개월 넘어 하는 이 불사는 그 규모가 클 뿐 아니라 하루 노임을 1원에서 3원씩 받는다. | ” |
|   | — 나혜석 ‘해인사 풍광’중에서 |   |

관광지를 소개하면서 은근짜 총독부의 행태를 꼼꼼하게 적었다. 해인사를 다녀온 뒤 그는 조선총독부에서 문화재를 복사하는 것까지도 일일이 검열한다며 분통을 터트리기도 했다. 그림 해인사 풍경은 이때의 작품인데, 그는 해인사 방문 당시 홍도 여관에 묵은 기념으로, 여관 주인에게 '해인사 풍경' 을 그려 선물하였다. 1939년 수덕여관을 나와 다시 김우영을 찾아갔으나 박대당하고 내쳐졌다. 다시 수덕여관으로 되돌아왔다.
1943년 수덕여관을 떠났다. 조선총독부 학무국에서는 사람을 보내 내선일체에 협력하면 진료비와 집, 화실을 제공하겠다고 회유하였지만 거절하였다. 그러나 파킨슨병, 중풍 등의 병세가 심해지면서 거동이 불편해졌고, 화재로 그림을 태워 먹고 아이들을 보지 못하게 된 충격으로 신경쇠약과 반신불수의 몸이 된 나혜석은 자기만의 거처를 갖지 못한 채 경성의 절집들을 떠돌아 다니다가 1944년 무렵 경성 인왕산의 한 사찰에 정착하였다.

#### 작품

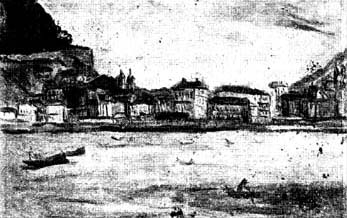
작품 스페인 해수욕장

파리 체류 시절 그린 '스페인 국경' '파리 풍경' '별장' 등과 '농촌 풍경' 등 인상파 분위기의 풍경화가 주조를 이룬다. 그의 작품은 ‘만주 봉천 풍경’ 등 초기에는 사실적이고 인상주의적인 화풍을 보이다가 ‘파리 풍경’ 등 결혼생활 중기에 이르러서는 거침없는 필치와 색채로 야수파적인 면모를 보였다. 1948년까지 그는 다양한 미술품을 남겼다. 서양화가이면서도 동양화, 조각품, '이른 아침' 등의 판화, 그밖에 목각, 석각 등 다양한 분야의 작품이 있다. 그림 역시 인물화, 정물화, 초상화, 누드화, 삽화, 풍경화, 자화상에 이르는 등 다양한 작품을 남겼다.
독자적인 화풍을 형성하며 천부적인 재능으로 조형어법(造形語法)의 바탕을 다져 나갔다. '1922년부터 1932년까지의 조선미술전람회의 출품작은 대개 인상파적 화풍에 대담한 터치와 생략기법으로 주제를 첨예화시켰다.'는 평도 있다. 1920년대, 1930년대 당시만 해도 춘화와 음란의 상징이라며 기피되던 누드화 역시 과감하게 그려서 선보이기도 했다.
한편 그는 그림 작품에서는 정치색을 최대한 배제하였다. 나혜석은 '페미니스트의 선구'라고 불리는 인물이지만, 그림에서는 이러한 기질을 별로 엿볼 수 없다는 평가가 있다. 그에 의하면 프랑스와 일본의 화풍에서 영향을 받았던 당대의 여느 화가들과 별 다를 바 없다는 것이다. 그러나 미술계 일각에서는 다른 해석도 있다. 당시 시대상황이 서구 미술이 막 도입된 시기라 화가들의 그림은 대체로 인상파풍으로 비슷할 수밖에 없었다는 것이다. 2002년 2월에 공개된 노동하는 여성을 리얼리즘 기법으로 담은 목판화는 그의 페미니스트론에 힘을 실어주기도 했다.
그는 전 세계를 돌아다니며 ‘그림’과 ‘글’을 통해 확고한 자기 세계를 만들었던 예술가이기도 했다. 국내에서는 폐허지와 신여성 등의 동인으로도 활동하였으며, 또한 소설가로도 작품을 남겼겨 소설 경희, 규원, 현숙, 정순, 희생한 손녀에게, 원한, 어머니와 딸 등이 있고, 시로는 냇물, 사, 노라를 놓아주게, 광 등을 지었으며 기행문으로는 해인사의 풍관 등을 남겼다. 문학분야에서도 탁월한 기량을 보여 1918년에 발표한 자전소설 「경희」는 국내 첫 페미니즘 문학으로 손꼽힌다.
여자와 남자, 노인과 젊은이와 어린 아기, 유화와 판화, 조각, 섬세하고 세밀하게 묘사한 작품부터 대강의 형태만을 그린 추상화에 가까운 작품에 이르기까지 일정한 주제와 소재에 얽매이지 않고 다양한 작품을 남겼다.
한편 미술계 일각에서는 나혜석의 작품 중 일부는 명성에 못 미친다는 지적도 있다. 서구 미술 도입초기의 유명세에 의해, 극적인 삶으로 인해 신비화되는 측면도 있었다는 것이다. 다재다능했던 그는 영어, 일본어, 중국어를 구사했고, 유럽 여행 기간 중에는 프랑스어, 독일어를 배워서 완벽하게 구사하였다.

### 생애 후반

#### 요양원 생활

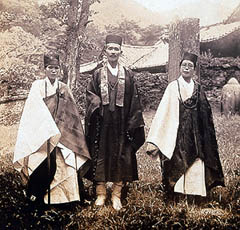
인왕산 산사에서 (1944년)

만년에 그는 파킨슨병과 관절염, 중풍으로 고통받으면서도 강연, 계몽 활동에 나섰다. 그는 질병 외에도 우울증과 대인 기피증에 시달리게 되었으나 일제는 계속 그를 감시했고, 1940년의 창씨개명령이 단행되었으나 그는 이를 거절하였다. 1941년 태평양 전쟁 때는 총독부의 협조 요청, 징용 독려에 대한 담화와 강연 등에 참여할 것을 권고받았지만 '내가 참여해야 할 이유가 없다'며 모두 거절했다. 그의 우울증과 병세는 계속되었고 경성부 부립 남부병원에 다니며 치료를 받기도 했다. 해방 후 서울 인왕산의 청운양로원에서 갑자기 실종되었다가 나타나기도 했다.
오빠 나경석의 집에 방문하면 오빠의 눈을 피해 숨어 있어야 했다. 영문학자 나영균의 집에는 '복도 안에 깊숙이 숨은 방은 고모 나혜석이 집에 오면 아버지를 피해 숨어 있던 방'을 보존하기도 했다. 조카 나영균(이화여자대학교 영문학 교수)의 회고에 의하면 '고모 나혜석을 처음 본 것은 만주 봉천에서 서울로 온 지 얼마 안 된 1941년쯤이었다. 학교를 마치고 집으로 가는데 동네 아이들이 떼를 지어 어떤 남루한 할머니를 따라가는 것이었다.' 한다.
| “ | 입을 벌린 채 덜덜 떠는 할머니가 우리 집으로 들어가는 것을 보고 깜짝 놀랐어요. 그 할머니가 아버지의 친동생이라는 걸 알고는 더욱 놀랐지요. 고모가 그렇게 찾아오면 어머니는 우선 고모를 씻기고, 머리를 감기고 속옷을 갈아입혔어요. 그리고는 아버지 눈에 띄지 않게 골방에 숨겼지요. 아버지는 고모의 초라한 모습을 볼 때마다 가슴이 아프다 못해 화를 냈고, 그래서 마주치면 벼락이 떨어졌으니 어쩔 수 없이 고모를 숨길 수밖에 없었거든요. | ” |

수원의 집에 임시로 머무는 동안 그는 자녀들이 있는 곳을 수소문했다. 1943년 봄 전 남편 김우영이 충청남도청 참여관 겸 산업국장으로 있다는 것을 알고 대전광역시 공무원 관사로 찾아간다. 아버지를 따라 임지를 전전했던 그의 자녀들은 대전 관사에서 생활하며 학교를 다녔다.
나혜석은 이혼 후 줄곧 아이들을 그리워했다. 집 앞에서 아이들을 기다리기도 했고 큰딸 나열을 만나러 개성까지 갔다 그냥 돌아오기도 했다. 김진 전 서울대학교 교수는 어느 날 불쑥 나타난 생모 나혜석 화백과 조우하게 된다. 중학교 2학년이던 열네 살, 2교시를 마친 쉬는 시간, 학교 복도 끝에서였다.
네 살 때 어머니가 집을 나가야 했던 까닭에 아들은 중학생이 돼서야 생모를 처음 만났다. 교실 밖 복도에 서 있는 남루한 여인이 바로 어머니였다. 후일 둘째아들 김진은 당시를 '화장기 없이 푸석하고 주름진 얼굴에 여러 가닥 흘러내린 머리카락, 구겨지고 구질구질한 회색빛 블라우스'였다고 회고하였다.
김 교수는 숙모를 포함해 세 사람의 새어머니 품을 거쳤다. 그가 생후 3개월일 때 부모는 해외여행을 떠났다. 넓은 세상을 보며 식견을 키우기 위해서였다. 서너 달 예정이던 여행은 그러나 유럽과 미국을 거치며 1년 9개월로 길어졌다. 돌아온 아들 내외에게 할머니는 “자식새끼들 팽개친 귀신들”이라며 눈물로 꾸짖었다. 그러나 생모 품에 안기는 것도 잠시, 부부는 곧 이혼을 한다. 다른 형제는 할머니댁에, 그는 다시 숙부댁에 맡겨졌고 친자식처럼 키워졌다. 어릴 시절에는 숙부 숙보가 친부 친모인줄 알고 컸고 여덟 살때 아버지와 새어머니랑 같이 살게 되었다. 새어머니가 잘 해주었기 때문에 별 다른 어려움없이 자랐다. 여섯 살 위 누나는 생모에 대한 기억이 있는 눈치였지만, 얘기를 꺼내도 “넌 몰라도 된다”라며 눈만 흘겼다. 그러다가 중학교 2학년이던 열네 살, 2교시를 마친 쉬는 시간, 학교 복도 끝에서 생모랑 처음 조우하게 된 것이다.
| “ | 아주머니는 누구세요? | ” |

| “ | 내가 네 어미다. | ” |

김진 교수는 1967년 미국으로 건너가 거기에서 정착했다. 회고록에서 재혼한 아버지는 생모 이야기를 입 밖에 내지 않고 함구했다고 말한다. 그는 대학 2학년 때가 되서야 여섯 살 많은 누나에게 부모의 잦은 다툼과 이혼에 대해 들었다고 한다. 한다.
| “ | 누군가 밖에 나를 찾아왔다고 해서 나갔더니 한 여인이 서 있었어요. 손짓을 해서 다가가니 ‘진이야, 내가 누군지 알겠니. 가까이 보니까 아버지를 빼닮았구나’ 그러세요. 누구냐고 물으니 ‘내가 네 어미다’라고 하시더군요. 울면서 계속 말씀을 하셨지만, 저는 혼이 달아나 아무 얘기도 들리지 않았어요. 수업종이 울려서 꿈꾼 듯 멍하게 교실로 돌아갔죠.”창백한 안색, 흘러내린 머리, 남루한 옷차림. | ” |
|   | — 둘째 아들 김진의 회고 |   |

아버지는 “다음에 찾아오거든 만나지 말거라”며 신신당부했고 그 후로 김 교수는 생모를 만나지 못했다고 한다. 창백한 안색, 흘러내린 머리, 남루한 옷차림. 이라는 표현에서 알 수 있는 나혜석은 방랑생활을 하고 있었다. 몸이 좋지않아서 경성부내에 있는 병원에 통원 치료를 받고 있었다.

#### 투병 생활

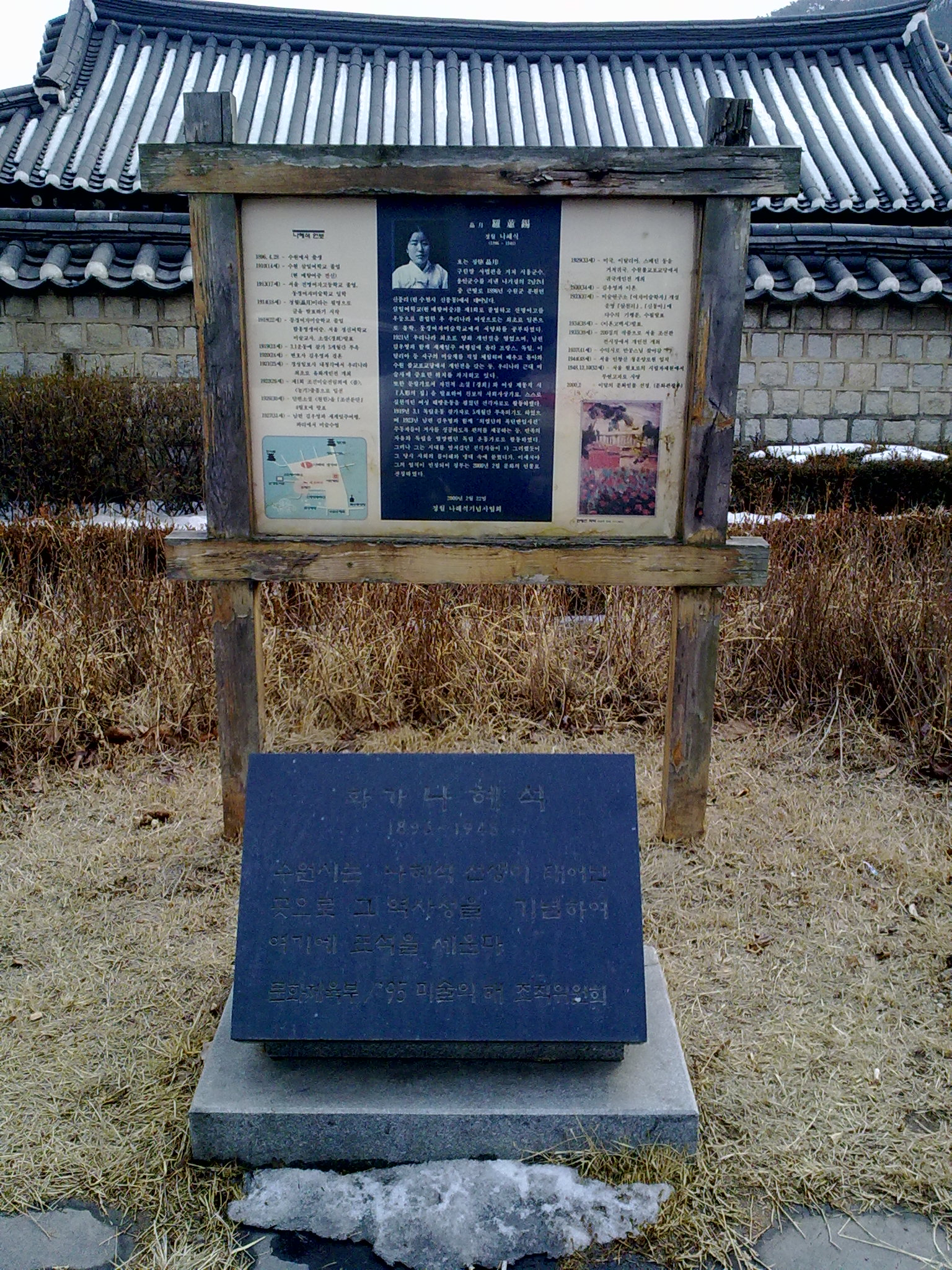
화령전 옆에 있는 나혜석 표석

1940년대 초 딸 김나열은 개성의 한 여학교의 교사로 있었다. 그는 개성에 있던 김나열을 찾아보기도 했다. 1944년 스스로 인왕산의 사찰을 떠난 나혜석은 아이들이 있는 경성시내에 자주 나타나 딸 김나열이 머무는 곳에서 얼마간 의탁하다가 서울의 둘째 오빠 나경석의 집에 갔으나 쫓겨났다. 그는 작품 활동을 계속 하려 했으나 파킨슨병과 우울증은 악화되었고, 주변에서는 파킨슨병으로 장애를 겪는 그에게 폭언과 조롱을 퍼부었다. 그 뒤 주변에서는 그를 부양할 수 없다는 이유로 외면했고, 한때 안양 양로원에 가 있다가, 1944년 10월 22일 오빠 나경석에 의해 '최고근'(崔古根)이라는 불교명으로 인왕산 근처 청운 양로원에 맡겨졌다. 당시 청운양로원의 원장은 오빠 나경석의 친구였고, 양로원으로 데리고 간 것은 그의 올케이자 나경석의 부인인 배숙경이었다. 심한 병으로 거동도 어려웠고 많이 늙은 것 때문에 올케 배숙경은 그를 환갑이 넘은 노파라고 주위 사람을 속였다.
파킨슨병과 관절염, 중풍 등은 악화되었고 정상적인 대화가 불가능해지자 사람들은 그를 정신이상으로 몰고 갔다. 그러나 아이들이 보고 싶어 몰래 청운양로원을 빠져나오기도 했지만 김우영이 경찰까지 동원하여 아이들을 만나지 못하게 하여 만날 수가 없었다. 1945년 정신이상이 심하고 건강이 안좋다는 이유로 양로원에서 퇴소하고 1945년 해관 오긍선(海觀吳兢善)이 운영하는 경기도 시흥군의 안양 경성 기독보육원의 농장으로 옮겨진다. 그러나 아이들이 보고 싶어서 다시 경성보육원 농장을 탈출하여 서울에 갔지만 남편 김우영의 방해와 경찰 신고로 자녀들을 만나지 못했다.

#### 광복과 최후
일제 강점기 시대 화가로, 시와 소설과 평론을 쓴 문인으로, 그리고 신여성운동가로서도 폭넓은 삶을 살았다. 대표작으로 국립현대미술관 소장 중인 파리에서 그린 작품 '무희'와 '스페인해수욕장', '중국인 촌', 그밖에 '나부', '등을 돌린 나부', '해인사 홍류동', '선죽교' 가 있다. 또한「조선독립」에서부터 「선전, 비평」에 이르기까지 특유의 날카로운 필력으로 많은 기고를 남겼다. '자화상', '스페인 풍경', '누드' 등의 회화, '경희', '정순' 등의 소설을 남기기도 하였다. 나혜석은 불륜과 이혼에 대해 이혼고백서까지 쓰며 재기하려고 했지만 오히려 파문을 일으키며 조롱과 비난을 더욱 심해졌고 이로인해 사회적으로 완전히 몰락했다.
1945년 9월 광복 직후 그는 파킨슨병 병세의 악화와 주변의 외면으로 실의의 나날을 보냈다. 그의 친구였던 박인덕은 곧 미국으로 떠났고, 윤치호, 송진우 등도 사망했다. 광복 이후 한때 오빠인 나경석의 서울 집에 방문했었는데 조카인 나영균은 당시 그가 망가진 외모를 하고 있었음에도 유창한 영어 통역실력을 보였다고 회고했다.
해방이 되자 미군이 서울로 들어와 지프를 타고 돌아다녔는데, 막다른 골목인 우리집 앞까지 오는 일도 많았어요. 하루는 미군 장교가 우리집 대문을 두드려요. 뭐라고 하는지 알아듣지 못해 쩔쩔매고 있었더니 마침 집에 와 있던 혜석 고모가 불편한 몸을 이끌고 밖으로 나왔어요. 고모는 “이 집에 피아노가 있느냐? 있으면 하룻밤 피아노와 피아노방을 빌려줄 수 있느냐고 묻고 있다”고 통역해 줬어요. 온통 망가진 모습의 고모가 그런 어학 능력을 갖춘 것을 알고 놀랐던 것이 기억나요.

사회의 냉대와 경제적 어려움으로 신경쇠약증세를 보였다. 또한 탕녀, 은둔자 등의 악평에 시달렸다. 1946년 행인에 의해 발견되어 서울의 서울시립남부병원에 입원되었다. 그 뒤 병원에서 나와 1948년 공주(公州)의 마곡사(麻谷寺)에 갔으나 병세가 악화되자 스스로 마곡사를 나와 그해 11월 스스로 용산에 있는 서울 시립 자제원(慈濟院)으로 갔다. 만년에 그는 회고록의 집필에 매달렸으나 미완성의 유고로 남게 되었다.
몸도 마음도 쇠약해져서 끝내 요양원에 신세를 지게 된 것이다. 당시 '61세 노인 심영덕'으로 입소한 탓에 그 누구도 그녀가 나혜석임을 알아보지 못했으며, 그 후 '나고근'으로 이름을 고쳐서 생활했다고 한다. 고근은 수덕사 주지였던 만공스님이 지어준 이름이다.
죽는 순간까지도 자식에 대한 미련을 버리지 못했고 자식들을 보기 위해 요양원에서 탈출까지 저질렀으나 결국 길에서 쓰러진 채 발견되었고 1948년 12월 10일 오후 8시 30분, 서울의 시립 자제원 무연고자 병동에서 사망하였다. 당시 나혜석은 소지품 하나 없이 병사한 것으로 기록되었고, 죽기 직전 여러 질병으로 대화가 어려웠던 그는 행려병자, 무연고자로 처리되고 만다. 무연고자이기에 묘소의 위치는 불명이다.

### 사후
나혜석의 죽음은 <관보>에 무연고자 시신을 찾아가라는 광고가 실린 후에야 알려졌다. 1949년 3월 14일의 관보에는 무연고자 시신 공고라 하여 본적도 주소도 알려지지 않은 여자의 죽음이 발표되었는데 그 여자가 바로 나혜석이었다. 시중에는 행방불명으로 알려졌고 실종처리되었으며, 아무도 그가 나혜석이었음은 알아보지 못했다. 한국 전쟁 직후 그저 6.25 동란 중에 실종되었거나 죽었으리라고 생각되고 잊혀졌다.
그 뒤 1948년 12월 10일 서울 용산구 원효로의 시립자제원에서 사망하여 보존이나 공고 없이 무연고 시신으로 처리된 것이 뒤늦게 알려졌다.
| “ | 신원미상, 무연고자… 사망원인 영양실조, 실어증, 중풍… 추정연령 65~66세. | ” |

그가 태어난 집도 현재는 집터만 남아 있으며, 남아 있는 작품들도 십여 편에 불과하다. 나혜석이 생전에 만든 미술 작품은 800여점 이상이었다. 그러나 대부분 한국 전쟁으로 유실되었고, 그를 부정적으로 보던 시각과 언급이 기피, 금기시되는 사회 분위기 때문에 보존되지 못하였다. 그의 작품 중 10분의 1 정도가 보존되어 있다. 조카 나영균에 의하면 '신교동 집에는 나혜석의 원고가 50 cm 넘게 쌓여 있었고, 그림도 여러 점 있었다. <나부>라는 제목의 누드는 어머니가 벽에 걸면 창피하다고 다락에 숨겨뒀다. 그러나 6·25 때 피난에서 돌아오니 모든 것이 완전히 사라지고 없었다'한다.
작가 염상섭, 박종화 등은 그가 제대로 된 평가를 받지 못하였다며 아쉬워했다. 미술평론가 이구열은 '나혜석이 한 시대의 두드러진 존재였기 때문에 많이 다뤄졌지만 충분한 사료가 없어 자유 연애를 주장했다는 점이나 최린과의 파격적인 스캔들 등만 부각됐다'며 안타까워하였다. 동지이자 친구인 일엽은 '진흙 속에 핀 꽃 나혜석을 말한다'라는 글을 남겨 그를 추모하기도 했다.

### 페미니스트로 재평가
1971년 1월부터 월간 <여성동아>에 ‘에미는 선각자였느니라(부제-한국 최초의 여류 서양화가 나혜석의 영욕의 생애)’가 17회에 걸쳐 연재되고 이후 이를 묶어 1974년 책이 출판된다. 이구열은 소문속의 여인상을 끄집어내어 페미니스트로 재평가를 시도했다. 나혜석의 삶을 다시 살펴볼 필요가 있다고 느낀 미술평론가 이구열은 당시 여성동아에 다니던 친구의 제안으로 자신이 수집한 나혜석의 기고문이나 신문 기사 등을 토대로 신문에 연재를 시작했고 이후 책으로 엮었다. 이구열의 책 등이 출간된 이후 나혜석 관련 서적들은 꾸준히 이어졌으며 1974년 회고전이 열렸다. 1977년 극작가 차범석 씨가 나혜석의 삶을 극화한 '화조(火鳥)'를 발표하기도 했다.
1970년대까지만 해도 한국 국내에서는 그를 바람 피우다 이혼당한 여자쯤로 치부하였다. 그러나 미술평론가 이구열 등 일각에서는 나혜석을 재조명하려고 노력했고, 방대한 사료를 수집해서 나혜석 평전을 간행하였다. 1970년대 초 미술평론가 이구열씨의 나혜석 평전이 출간되었을 때 그를 바람 피우다 이혼당한 여자쯤로 치부하던 사람들은 충격을 받는다. 그 책에 수록된 나혜석의 방대한 글에 압도되었다.
페미니즘이 부상하며 1980년대 이후 페미니즘의 선각자 또는 1세대 페미니스트라는 시각이 나타났으며 페미니스트 진영을 중심으로 1988년 이후 본격적으로 평가, 조명되어 복권되었다. 나혜석은 1980년대 후반 문필가로 먼저 재탄생했다. 도덕적 가치관을 저버린 불륜의 여인이 아니라 페미니스트 선각자 그리고 1990년대 후반부터는 페미니스트 화가로 조명되기 시작했다.
나혜석은 한국 최초의 여성 서양화가이자 비운의 페미니스트로 소개되기 시작한다. 특히 행려병자로 쓸쓸히 생을 마감했다는 점에서 안타까움을 더했다.

### 1990년대 이후
1990년대 이후 나혜석에 대한 재조명이 활발하게 이루어지면서 페미니스트들에 의해 다양한 의미부여가 시도 되기 시작하였다. 2008년에는 고액권 화폐의 도안 인물로 신사임당 외에 나혜석도 거론되기도 했다. 페미니스트들은 신사임당보다 나혜석이 더 적합한 인물이라고 주장하였다. 하지만 사회 전반의 인식은 전혀 달랐다. 도덕성 문제로 인해 생애가 불행하고 비극적이었다는 이유로 일찌감치 탈락된 것으로 알려졌다. 페미니즘의 부각은 한때 남페미를 등장시키며 나혜석의 '에미는 선각자였느니라'를 읽고 페미니스트임을 커밍아웃하기도 했다는 기사가 나올 정도였다.
1999년 대한민국 문화관광부에서 2000년 2월의 문화인물로 나혜석을 선정하는 과정에서 일부의 반대가 있기도 했다. 정부인 안동 장씨는 1999년 11월의 문화인물로, 나혜석은 2000년 2월의 문화인물로 정해졌다. 99년 11월과 2000년 2월 문화인물로 선정된 두 여성에 대해 의견이 분분하였다.
장씨 부인은 ‘자녀교육에 귀감을 보임으로써 위대한 어머니상으로 추앙’받았기 때문에, 나혜석은 최초의 여성서양화가였기 때문에 선정됐다는 것이 문화관광부의 설명이었다. 당초 여성계에서는 장씨부인의 인고의 삶은 현대 여성의 귀감이 될 수 없다며 반발했다. 나혜석의 선정과정에서는 ‘여자에게만 일방적으로 정조를 강요하는 사회를 공개적으로 비판’했으므로 문화인물이 될 수 없다는 일부 자문위원의 반발을 샀다.
나혜석이 문화인물로 부적합하다는 문화관광부 자문위원의 발언에 여성운동가들과 여성단체는 집단으로 반발, 항의하기도 했다. 한쪽은 가부장적 사회에 순응했다는 점에서, 다른 쪽은 가부장적 이데올로기에 대항했다는 점에서 각각 논란을 일으킨 셈이다. 여러 차례의 논란 끝에 2000년 1월, 2000년 2월의 문화인물로 최종 선정되었다.
1996년 4월 8일 나혜석 탄생 100주년을 기념하여 경기도 수원에서 대한민국 '전국 여성 미술제'가 개최되고, 1997년 10월부터 매년 나혜석 미술대전이 개최되었으며, 1999년 10월에는 경기도 문화예술회관에서 나혜석 바로알기 심포지엄을 개최하였다. 2008년 4월부터 수원에서는 나혜석 문화예술제가 개최되었다. . 나혜석이 문화인물로 부적합하다는 문화관광부 자문위원들의 발언이 외부에 알려지면서 여성운동가들과 여성단체의 집단 반발을 사기도 했다.2012년 년 5월 경기도 수원시에 나혜석 기념관 건립이 추진되었다.
1998년 나혜석 기념사업회가 공식 발족되었다. 2000년 1월 16일부터 2월 7일까지 서울 예술의 전당에서 나혜석 전시회가 열렸다. 2000년 3월 9일부터 3월 26일까지 부산 경성대 미술관에서 '나혜석의 생애와 그림전'이 개최되었다. 5월 11일부터 5월 28일까지는 대전 교차로아트갤러리에서 '나혜석의 생애와 그림전'이 개최되었다. 2004년 10월 28일 오후 7시 조계종 용주사 수원 포교당 극락대원전 앞에서 제1회 나혜석 추모음악회가 개최되었다. 이후 매년 10월 나혜석 추모음악제가 개최되고 있다. 2008년 10월 2일부터 11월 30일까지 그의 60주기를 추모하는 '언니가 돌아왔다'라는 추모제전이 열리기도 했다. 여기에서는 나혜석의 유작들 외에 미술가 윤석남의 과거 작품들 일부 와, 경기도 지역 여성 작가들의 작품들도 모였다. 윤석남, 안진우, 류준화, 박영숙, 송상희, 이순주, 장지아, 중국에서 활동하는 북한 국적의 손국연씨 등 국내외서 활동하는 여성 작가 26명이 참여했다. 유일한 남성 작가인 조덕현씨가 나혜석과 윤석남을 주제로 한 흑백 드로잉을 제작했다.
나혜석은 페미니즘 리부트와 맞물리며 재조명이 되었고 지역적으로는 수원시에서 홍난파 기념사업 이후 수원 출신 예술인을 발굴하는 과정에서 재조명되기 시작했다. 현재 수원시 행궁동 쪽에는 나혜석 생가터를 알리는 비석을 세웠고, 인계동에는 '나혜석거리'를 지정했다. 홍난파는 친일 논란, 나혜석은 불륜, 아동학대 등의 도덕성 논란으로 명과 암이 뚜렷히 갈리는 인물들이다.

### 2020년대 이후
현재 나혜석은 자유주의 사상에 경도된 투철한 페미니스트로 한국 페미니즘의 1세대, 선구자로 불리며 그가 남긴 공과에 대한 평가가 엇갈리고 있는 상태이다. 불륜을 비롯한 사생활 논란 도덕성 문제도 지적되고 있고 무엇보다 자식이나 아이에 대한 발언들이 아동학대로 여겨지며 비판의 대상이 되고 있다.
특히 페미니스트들이 나혜석이 기고했던 글 중에서 일부 내용 만을 부각시켜 '여성운동가', '선각자'로 미화했다는 비판을 받고 있다. 수원시가 세금을 들여 나혜석을 '여성운동가'나 '선각자'로 홍보해 온 것에 대해서도 비판이 거세게 일며 2020년 독립운동 미화, 친일 논란에 대한 토론회가 열리기도 했다.
나혜석은 일본 총독부 관리인 남편과의 결혼으로 많은 것을 누렸으나 불륜으로 이혼을 당한 인물로 특히 일제가 문화통치 일환으로 개최한 조선미전으로 특혜를 누렸던 인물이다. 이에대해 수원지역 인문학자는 "개인에 대한 평가는 역사적으로 행적이나 사실관계를 가지고 이뤄져야 한다"며 "일제강점기에 기회주의적인 삶을 살아온 사람들에 대한 명확한 평가가 없다면 후세들은 그런 쪽에 서야 이익을 볼 수 있다고 생각할 수밖에 없기 때문이다"고 지적했다.

## 저작

### 저서
- 나혜석전집(羅蕙錫全集)
- 나혜석 작품집
- 나혜석 자서전(유고)
- 첫사랑의 무덤으로 신혼여행을 떠나다
- 이혼 고백서
- 자유 연애
- 해인사 풍광(기행문)

### 그림
- 자화상
- 파리 풍경
- 무희
- 나부 1
- 나부 2
- 선죽교
- 스페인 해수욕장
- 스페인 국경
- 해인사 홍류동
- 이화원 풍경
- 중국인 촌
- 수원 서호
- 수원성
- 염노장, 여승 초상화
- 인천풍경

### 판화
- 조조, 목판
- 개척자, 목판

### 소설
- 소설, 규원 (閨怨)
- 소설, 현숙 (玄淑)
- 소설, 경희 (瓊嬉)
- 소설, 정순
- 희생한 손녀에게
- 원한 (怨恨)
- 어머니와 딸

### 시
- 시 냇물
- 시 사 (砂)
- 노라를 놓아주게

## 수상
- 1925년 제4회 조선미술전람회 3등
- 1926년 제5회 조선미술전람회 특선
- 1931년 제10회 조선미술전람회 특선

## 갤러리

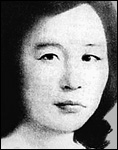
초상화 (1920년)
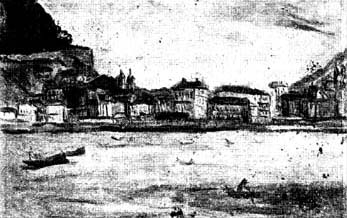
스페인 해수욕장
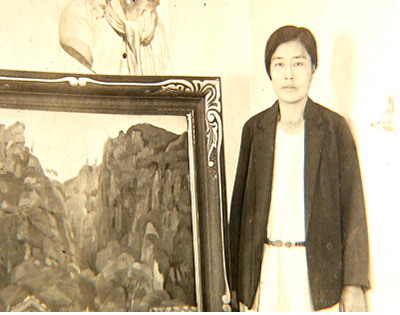
그림 전시회

## 작품평

### 미술 작품
작품경향은 크게 2기로 나눌 수 있는데, 파리에 가기 이전에는 주로 사실적인 수법으로 인물과 풍경을 그렸으며, 그 뒤로는 야수파와 표현파 등의 영향을 받아들인 한결 참신한 수법을 보였다.
그의 작품 중 '자화상'은 30년대에 그린 이 유화는 서구적 신여성의 우아한 자태를 묘사한 수작으로 평가된다. 그의 '자화상'에 대해 미술평론가 이구열은 "1930년 당시 이처럼 창조성이 내포된 자화상은 단 한 점도 없다고 생각합니다. 구도, 표현, 색상 모두 놀라울 정도로 뛰어납니다. 천재 화가를 포용하지 못한 점이 못내 아쉬울 뿐이죠."라고 평하였다.
작품 '해인사의 풍경'은 겹겹이 두꺼운 붓질로 사물의 윤곽과 초점을 흐린 나혜석의 독특한 기법이 발휘되고 있으며 화면 전면의 탑뒤로 대웅전의 일부가 보인다는 평이 있다. 예술의전당 정형민 전시예술감독은 “예술적 수준을 논하기 이전에 나혜석의 공간과 시간속으로 다가가 조금씩 지쳐가기 시작하는 작가의 숨결을 느끼게 해주는 작품”이라고 평했다.
그는 파리의 야수파계 미술연구소에서 새로운 예술성에 눈을 떴다. 사실을 주관적 시각으로 재구성하고 활달한 필치와 자유분방한 색채로 표현해냈다. 대상을 단순화시키고 색채를 강렬하게 구사하였다. 그의 풍경화에는 섬세한 필선, 밝고 고운 색조, 구도의 신선함 을 활용하였다
1921년 그가 '개벽'(開闢)지 제13호에 발표한 목판화 '개척자'는 판화의 효시의 하나로도 손꼽힌다.
친구이자 한때 연인이었던 이광수와의 작품경향에 대한 비교도 이루어졌다. 그에 의하면 '이광수의 유학생 주인공들이 거창한 문명개화의 구호를 외치면서도 소설 안에서는 공허한 동어반복만을 되풀이하는 데 비해 나혜석의 글쓰기는 대중을 선도하기보다 대중과 공동의 체험을 목표로 한다는 것이다.' 그밖에 짧은 시간이었지만 예술과 자아, 감성이 하나가 되는 ‘삶의 본질’을 누렸다는 평도 있다.

### 문학 작품
나혜석은 그림뿐 아니라 새로운 시대감각을 담은 소설과 시를 발표하기도 했다. 1918년에 쓴 소설 「경희」는 뚜렷한 여성의식을 보여주는 작품으로 평가된다. 그의 소설 작품은 고백체 소설이었다. 이는 1920년-1930년대의 소설의 사조이기도 했다. 염상섭, 김동인, 나혜석, 김일엽, 김명순 등의 작가들이 시도했던 고백체 소설은 전통적인 가부장적 가족제도를 기반으로 한 성적인 금기에 도전한 것이었다.
1918년 도쿄 여자친목회 기관지 ‘여자계’에 발표된 단편 ‘경희’는 일본 유학생인 신여성이 구여성을 설득하며 자아를 발견해 나가는 과정을 실감있게 그리고 있는 자전적 소설이다. ‘경희’는 1910년대 가장 빼어난 소설로 꼽힌다.
시 '노라를 놓아주게'에서는 유교의 삼종지도를 비판하였다. '노라를 놓아주게' 등에서 그는 가부장제 하에서 아버지만을 따르고, 남편만을 따르고, 아들만을 따라야 된다는 것이 잘못임을 비판하였으며, 아버지의 착한 딸, 남편의 착한 아내, 아들의 좋은 어머니 역할을 인형에 빗대어 표현하였다. 1937년 10월에 발표한 '어머니와 딸'에서 나혜석은 자신이 이혼 직후 머물렀던 어느 하숙집에서 본 구식 어머니와 신식 공부한 딸의 갈등을 표현하였다.
외도를 고백했던 나혜석은 배신당했던 일을 고백했던 김일엽, 성폭행의 경험을 고백했던 김명순. 절절하게도 자신의 아픔을 고백했던 이들은 '탕녀'로 낙인찍히며 문학사에서 매장된 반면 의사(擬似) 고백을 했던 염상섭이나 김동인 등의 남성작가는 근대 고백소설의 모범으로 문학사에 기록됐다.

## 사상과 신념
죽은 애인 무덤으로 신혼 여행을 간다든지, ‘정조 취미론’을 펼치는가 하면 정조유린에 대한 손해 배상을 청구하는 등의 행보는 당시에 상당히 파격적이었다. 또한 한쪽의 말만 듣고는 정답을 알 수 없다는 신중론을 펼치기도 했다. 그는 매사에 자신의 의견을 서슴없이 개진하는 당당한 태도를 가지고 있었다.
나혜석을 비롯한 몇몇 신여성들은 이렇게 남성 중심의 권위와 도덕률에 도전장을 던진다. 남편과 자식에 대한 의무라는 장벽을 넘어서 인간으로서의 여성을 발견하려는 고난에 찬 여정을 선택했다.
그는 참정권의 필요성을 역설하였고, 여자도 한 사람의 인간임을 거듭 주장하여 여자에게도 인간적인 대우를 해 줄 것을 요구하였으며, 성실성과 진실만이 사회를 바로 세울 수 있는 길임을 역설하였다. 또한 서양의 인권 운동, 노동 문제 등을 한국 사회에 소개하기도 했고, 현모양처를 높이 평가하는 유교 성리학적 가치관과 기독교가치관에도 맞서 자유롭고 다양한 여자로서의 삶도 소중하다고 주장하였다.
또한 그는 개인의 중요함을 지적, “내 몸이 제일 소중”하다는 진술을 남기기도 했다.

### 여성인권 운동
나혜석은 일본 유학 시절부터 시, 소설, 칼럼, 강연 등을 통해 '여자도 인간이다.'라고 주장하였다. 1927년 파리에 도착했을 때의 어느 날 그는 프랑스의 한 여권운동가를 만나 ‘여성은 위대한 것이오, 행복된 자임’을 깨달았다고 한다. 그는 파리에 체류할 무렵, '남녀관계, 여성의 지위 등에 대해 진지하게 고민하고 해답을 얻기 위해 혼자 계속 파리에 남기로 결심했다.' 한다. 또한 귀국후 그는 여행기 ‘구미유기’에서 영국 참정권 운동에 참여한 영국여성운동가의 활약을 알렸다. 인간평등에 기초한 참정권운동뿐만 아니라 노동, 정조, 이혼, 산아제한, 시험결혼 등 여성문제를 소개하였다.
그는 능동적인 삶을 살아가는 조선 신여성의 표본이 됐다. 그는 억압된 조선 여성들을 대변하고, 새로운 여성상을 만들고자 했다. “여자도 사람이다. 여자라는 것보다 먼저 사람이다. 또 조선 사회의 여자보다 먼저 우주 안, 전 인류의 여성이다”라는 주장을 글로만 쓴 게 아니라 자신의 삶에서 실천한 것이다. 여성에게만 정조를 강요하는 가부장적 사회를 질타했던, 글과 그림으로 ‘여자도 사람’임을 끊임없이 주장하였다. 그는 남자, 여자 이전에 사람이라며 여자 역시 한 사람의 인간이라며, 여자도 한 사람의 인간으로 대우해줄 것을 거듭 주장하였다. 그러나 조선총독부와 일제, 보수적인 지식인과 노인, 유학자 등은 모두 그의 견해를 외면했다.
<섣달대목, 초하룻날>이란 제목의 연작은 여성들의 일상과 가사노동을 중심으로 눈코 뜰 새 없이 분주한 섣달의 풍경을 담고 있으며, 계속해서 신문과 잡지에 발표하는 만평형식의 목판화에도 신, 구 여성의 고달픈 일상에 대한 연민 을 나타냈다.
또한 그는 명절이 여자들에게만 일을 시키는 고통스러운 날이라고 지적했다. 나혜석이 1930년대 신문삽화 '섣달대목'으로 일찌감치 명절이 여성들에게 고단한 날임을 고발하였다. 그가 명절의 고단함을 지적한 것은 후일 '명절 증후군'이라는 이름으로 사회적 화두가 되기도 했다.

### 사회 개혁론
그는 유럽 여행을 마치고 귀국한 후 여행기 ‘구미유기’에서 영국 참정권 운동을 소개하였다. 개화파의 실패 이후 참정권에 거부반응을 보이던 백성들을 향해, 국민이 정치에 참여하는 것은 당연한 것이라며 민주주의와 참정권의 당위성을 역설하였다. 그러나 정치인이나 정부를 양반의 연장으로 보고, 상전처럼 여기던 당시의 백성들은 그의 참정권 주장을 이상하게 여겼으며, 개화당의 아류, 여자 개화당 정도로 취급하며 무시하였다.
영국의 참정권 운동을 소개하면서 참여한 영국여성운동가의 활약을 알렸다. 인간평등에 기초한 참정권운동뿐만 아니라 노동, 정조, 이혼, 산아제한, 시험결혼 등 여성문제를 소개하였다. 이후 언론과 칼럼, 강연을 통해 노동 문제, 임금 인상, 해고되지 않을 권리, 정당한 노동 등의 문제를 다루었고, 정조 문제, 결혼의 부작용을 줄일 수 있는 동거혼 등에 대해서도 소개하였다.
또한 그는 양복, 양장, 서양식 의류를 입으며 양복과 양장이 쉽게 입고, 벗기 편하다는 점을 소개하고 알리기도 했다. 나혜석 등 1920년~30년대 '모던걸'들도 세련된 양장을 입었지만 한국 여성들이 본격적으로 양장을 입기 시작한 것은 50년대 한국전쟁이 끝난 후부터였다.

### 여성 계몽 운동

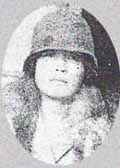
프랑스로 출국하기 직전 (1926년)

결혼을 여성을 억압하고 옭죄는 족쇄라고 판단했다. 또한 그는 '이혼의 비극은 여성 해방으로 예방해야 하고 시험결혼이 필요하다'라는 당시로는 파격적인 칼럼을 <삼천리> 잡지에 기고하여 장안의 화제를 불러일으켰다. 그에 의하면 잘못된 결혼으로 불행을 야기하는 것보다는 시험 결혼이나 동거혼 비슷한 결혼을 통해 비극을 예방해야 된다고 보았다. 마음에 들지 않는 결혼, 서로 맞지 않는 결혼 생활을 억지로 유지하면서 불행을 억지로 참고 살아야 될 이유는 없다고 주장했다. 또한 가정 폭력에 대해서도 비판했다. 남편에게 폭행을 당하는 여성 지인들에게 부인을 구타하는 남편, 알콜중독자 남편 등의 가정폭력이나 구타를 억지로 참지 말고 이혼하라고 하였다.
몇 편의 시와 《규원》(1921년), 《현숙》(1936년) 등의 단편소설, 그리고 여러 편의 수필을 발표했는데 수필과 작품에서는 주로 인습의 굴레에서 고통받는 여인들의 삶을 그렸다. 나혜석은 일본 유학시절부터 여성이 각성하여 사람답게 살아야 한다는 주장과 그렇게 살기 위해서 여성들이 살림살이를 개량하는 구체적 방법까지 담은 여러 논설들을 썼으며, 여성이 각성하고 사람답게 사는 길로는 교육과 계몽, 사회참여, 남자들로부터의 경제적 자립 등을 들었다. 그의 작품 중 《경희》는 신여성이 주변의 낡은 생각을 가진 사람들을 설득해 가는 과정을 담은 소설이기도 했다.
그는 인형보다는 인간이기를 원했던 여성이었다 한다. 19세에 ‘이상적 부인’이란 글에서 현모양처론이 여자를 노예로 만들려는 주의라고 주장한 바 있는 나혜석은 40세에 쓴 글 ‘신생활에 들면서’에서도 여성의 정조는 취미일 뿐이지 도덕이나 법률이 아니라는 주장을 펼치고 있다. 근대 사회로의 전환기, 개성의 확립이 문화계의 화두였던 시절 나혜석은 여성화가와 여성 해방론자로, 그리고 여성작가로 자신이 내딛는 한 걸음마다가 조선 여성의 진일보가 될 것으로 확신했다.

### 과거 청산
동경 유학 시절 이광수와도 염문이 있었으나 결국 김우영과 1920년 결혼하였다. 결혼 직전 그는 남편감이 될 김우영에게 자신의 과거를 모두 고백하였다. 그러나 상처했던 김우영은 이를 개념치 않고 받아들였다.
한편 이때 그는 첫 애인 최승구의 무덤을 찾아 비석 세우기를 요청, 약혼자의 승낙을 받아내고 자신의 과거를 청산할만큼 자신만만했다. 남편감에게 전 남자친구의 묘비를 세워줄 것과, 전 남자친구의 무덤으로 신혼여행을 가자는 그의 주장은 파격적이었고, 많은 비난을 받았다. 그러나 남편 김우영은 이를 수용하여 결혼하게 되었다.

### 사랑관
그는 성이 일상생활의 한 부분으로 자연스럽게 향유되어야 한다고 역설하였다. 그는 성이 지저분하거나 추한 것이 아니며 자연스러운 것이라고 주장하였다. 이혼 후, 1934년 잡지 '삼천리'에 '이혼고백서'를 공개 발표해 전 조선을 들끓게 했다. 그는 남편과의 결혼생활이 '개성에 대한 이해가 없는 본능적 사랑이었을 뿐'이었다고 했다.
또한 그는 남편이나 부인이 아닌 다른 사람과 있어 보면 남편이나 부인에 대해 올바르게 알 수 있다는 견해를 보였다.
| “ | 남자나 여자나 다른 사람과 좋아 지내면 반면으로 자기 남편이나 아내와 더 잘 지낼 수 있지 않을까요? 나는 결코 남편을 속이고 다른 남자(최린)를 사랑하려고 한 것은 아니었나이다. 오히려 남편에게 정이 두터워지리라고 믿었사외다. 구미 일반 남녀 사이에 이러한 공공연한 비밀이 있는 것을 보고… 가장 진보된 사람에게 마땅히 있어야 할 감정이라고 생각합니다. | ” |

이혼 직후 그는 육(肉)과 영(靈)이 결합하는 사랑이 지고지순한 사랑이라는 낭만적 사랑론에 머물러있던 여자(女子) 나혜석이 육과 영이 분리된 사랑이 있을 수 있다는 열정적 사랑관을 주장했다. 어려서 한문과 유교 성리학의 기초를 배웠던 그는 이기일원론, 이기이원론 등에 대한 지식도 해박하여 이와 기를 해석했는데, 이는 영(영혼)이고 기는 육체로 해석하였다. 그는 정신과 육체가 하나가 될 때 진정한 사랑을 이룩할 수 있다고 보았다.
..동생은 아직도 연애가 무엇인지 모르는 모양이로군! 서로 눈동자만 바라보고 앉아서 좋기는 뭣이 좋아, 수박 겉핥기지, 육체의 신비를 모르는 것은 연애가 아냐…… 그런 것이 나에게 무슨 소용이 있단 말요, 연애를 하는 그 순간에는 아무 것도 생각나지 않는 거야, 나는 지금도 그 때 생각만 하면 미칠 것만 같아, 이 세상에서 내가 하고 싶은 것을 못하는 사람같이 바보는 없을 거야...

이후 그는 열정적인 사랑관을 찬미하는 섹슈얼리티 여성(女性) 나혜석으로 재탄생했음을 그 당시 신문사 문화부에 있던 어떤 여기자와 오간 서간문에서 여실히 드러난다. 나혜석은 정조론에 대해 다음과 같은 일갈을 남겼다. “정조는 도덕도 법률도 아무것도 아니요, 오직 취미다. 밥 먹고 싶을 때 밥 먹고, 떡 먹고 싶을 때 떡 먹는 것과 같이 임의용지로 할 것”이라는 그의 주장은 당시 사회에서 요란한 풍문으로 흘러다닐 뿐 진지한 성찰의 대상이 되지 못했다.

### 서구 문명에 대한 관점
1926년~1928년 유럽 체류기간 중에 접한 구미의 문물을 접한 그는 구미만유기와 삼천리 1932년 1월호에 발표한 '아아 자유의 파리가 그리워' 등의 논설을 통해 그는 서구 문명에 대한 동경을 드러냈다.
그러나 나혜석은 서구 문명의 모순·한계를 직시했다. 그는 서구 사회에 대해 동경하면서도 그들의 문명적 우수성을 약소민족과 약자들의 희생의 결과물로 보았다. 그들의 정신 문화가 다른 약소민족의 것을 강제로 약탈한 결과물이라는 부정적인 시각을 동시에 품기도 했다. 최남선이 영국의 근대식 공원을 문명개화의 상징으로 갈망한 반면 나혜석은 이를 두고“식민지에서 빼앗아온 것으로 시가지 시설이 모두 풍부하다. 공원은 전부 돈덩어리”라고 비판했다.

### 여성의 성욕론
그는 여성에게도 성욕이 있다고 주장하였다. 여성에게도 성욕이 있다며 여성의 성욕도 당연하다고 보았다. 1934년에 발표한 '이혼고백서'에서 그는 당시 금기시 돼있던 여성의 성욕을 거론했으며, 자신들은 정조를 지키지 않으면서 여성들에게만 요구하는 남성들의 이중성을 통렬히 비판했다. 그는 정조가 목숨보다 가치 있게 여겨지는 것을 비웃으며 혼외정사를 감행하고 여성의 성적 욕망을 거리낌 없이 드러냈다.
1935년 나혜석은 "정조는 취미다. …우리의 해방은 정조의 해방으로부터 할 것이니…"라는 선언을 한다. 또한 육체와 성 역시 금기하거나 기피되어서는 안된다고 주장했다. 그는 "육체의 신비를 모르는 것은 연애가 아냐"라고 거침없이 말하기도 했다. 남성에게도 성욕이 있다면 여성에게도 성욕이 있다는 것이다.
그는“배가 고프면 밥을 먹듯” 자신의 욕망에 충실한 것뿐이라고 말했다. 그는 여자들에게도 성욕이 있다고 주장했고, 여성들에게도 자신의 욕구와 욕망에 솔직해질 것을 촉구했다. 나아가 부덕으로 무장한 '모성'의 신화마저 여지없이 깨뜨렸다.

### 이중잣대에 대한 비판
그는 조선 왕조가 멸망한 뒤에도 이중 잣대와 허위 의식은 사라지지 않고 잔존한다며 이를 비판하였다. 그는 "여자도 인간이다. 남자는 정조를 지키지 않으면서 여자에게만 정조를 요구할 권리는 없다"고 했다. 그는 자신이 할 수 없는 행동은 타인에게도 강요해서는 안된다고 주장하였다. 또한 자신이 순결하지 못하다면, 타인이 순결하지 못한 것 역시 존중해야 된다고 주장했다.
| “ | 남성 심사는 이상하외다. 자기는 정조 관념이 없으면서 처에게나 일반 여성에게 정조를 요구하고 또 남의 정조를 빼앗으려고 합니다. 서양이나 도쿄 사람쯤만 되더라도 내가 정조 관념이 없으면 남의 정조 관념 없는 것을 이해하고 존경합니다. | ” |
|   | — 이혼고백서, ‘삼천리’1934년 8월호 중에서 |   |

이혼고백서에서도 그는 자신은 정조, 순결 관념이 없고, 다른 여성의 순결과 정조는 빼앗으려 하는 것을 지적했다. 또한 자신은 정조 순결 관념이 없으면서 타인이 순결하지 못한 점을 비판하는 이중잣대 역시 지적하였다.
그는 이혼고백장에서 "조선 남성 심사는 이상하외다. 자기는 정조 관념이 없으면서 처에게나 일반 여성에게 정조를 요구하고 또 남의 정조를 빼앗으려고 합니다. 서양에나 동경 사람쯤 하더라도 내가 정조 관념이 없으면 남의 정조 관념이 없는 것을 이해하고 존경합니다. 남의 정조를 유인하는 이상 그 정조를 고수하도록 애호해주는 것도 보통 인정이 아닌가 종종 방종한 여성이 있다면 자기가 직접 쾌락을 맛보면서 간접으로 말살시키고 저작(詛嚼)시키는 일이 불소하외다. 이 어이한 미개명의 부도덕이냐."라 하여 자신의 아내, 누이, 어머니는 순결한 여성이기를 바라면서 다른 사람의 아내나 누이, 딸은 음란한 여성이길 바라고, 다른 여성에게는 성욕을 품는 남성들의 태도를 이중 잣대라며 이를 비판하기도 했다.

### 자유 연애론
정조는 취미와 같은 것이어서 도덕이나 제도로 강제할 일이 아니라고 주장했다. 또한 그는 결혼이 인생의 정답은 아니라고 주장하였다. 성적 욕망을 해소하기 위해 결혼을 하더라도 각자 배우자 이외 다른 이성을 만나 사교를 하는 것이 쉽사리 권태에 빠지지 않는 길이라고까지 주장했다.
한국인 남자들도 살기 어려웠던 1920∼1930년대에 여자로 태어나 유부남이든 천도교 교령이든 마음 내키는 대로 연애했다. 또한 그는 자신을 사랑할 것을 주장하였다. "자기를 잊지 않고서야만 남을 진심으로 사랑할 것이요, 자기를 잊지 않고서야만 여자의 자유평등이 있을 것이요."라는 점이다. 그는 실연당한 사람들에게도 자신을 사랑하고 좀더 이기적으로 변해야 하며, 이별의 상처보다는, 멋진 사람을 만나서 새로운 삶을 살 것을 촉구하였다.
그는 김명순, 김일엽과 함께 스캔들의 주인공으로만 천박하게 이해되어 왔다. 그의 자유연애론은 종종 방종과 동의어로서 입방아에 올랐다. 그가 절박하게 말한 ‘나의 삶이 걸작이 되고 싶어요’는 작품이 별 볼일 없으니 몸으로 때운다는 의도적 오해의 빌미가 되었다. 그는 ‘연애가 있는 결혼은 덕이요, 연애가 없는 결혼은 부덕’이라고 말한 엘렌케이 사상을 받아들여 자유로운 연애가 개인을 해방시킨다는 논지를 폈으며, 여자도 인간답게 살 권리가 있다고 부르짖었다.
결혼이 정답은 아니라는 점과, 결혼하는 당사자의 의사 존중 없이 부모와 집안의 의사가 개입하는 것을 문제점으로 들었다. 또한 성적 욕망을 해소하기 위해 결혼을 하더라도 각자 배우자 이외 다른 이성을 만나 사교를 하는 것이 쉽사리 권태에 빠지지 않는 길이라고도 주장했다. 나혜석이 다양한 글쓰기를 통해 주창한 신여성론은 이광수의 민족개조론과 함께 저울질되기도 한다.

### 가부장제에 대한 저항
그는 남편과 부인, 그리고 가족 구성원 모두에게 평등한 권리와 평등한 발언권이 주어져야 된다고 주장하였다. 가부장 한 사람의 의견이 강요되고, 시어머니의 견해가 며느리에게 강요되고, 남편의 견해가 아내에게 강요되고, 부모의 견해가 자녀에게 강요되는 것은 잘못이며 폭력이라는 것이다. 가족 모두의 의견이 평등하고 공정하게 수용되어야 한다고 하였다.
이혼을 요구당한 나혜석은 당시 '삼천리'지에 여성의 정조에만 엄격한 사회 관습에 반발하였다. 그는 자신의 시 노라에도 이러한 가부장제에 대한 비판의식을 드러내었다.
| “ | 나는 인형이었네 아버지 딸인 인형으로 남편의 아내인 인형으로 그네의 노리개였네. ...(이하 중략)... 나는 사람이라네 구속이 이미 끊쳤도다 자유의 길이 열렸도다 천부의 힘은 넘치네 아아 소녀들이여 깨어서 뒤를 따라오라 일어나 힘을 발하여라 새 날의 광명이 비쳤네 | ” |
|   | — 시 노라 중에서 |   |

가부장제 하에서 가부장의 주장이 곧 법이고 다른 가족 구성원들의 의견과 권리는 존중되지 않는 것을 지적하였다. 그리고 여성, 다른 가족 구성원 역시 한 사람의 인간임을 역설하였다. 나혜석이 시를 쓴 <인형의 집>은 후일 작곡가 김영환이 곡을 붙여 노래로 탄생되었다.
일본 유학 중일 때 18세의 나혜석은 “현부양부(賢父良夫)의 교육법은 들어보지 못했으니, 현모양처란 여자를 노예로 만들기 위한 것(‘이상적 부인’·1914)”이라고 남성들의 종속적 여성관에 반격의 직격탄을 날렸다. 이후에도 각종 칼럼과 언론을 통해 남성들의 이중적인 잣대를 지적하며 비판하였다. 현모양처와 순결, 정조 강요, 모성애에 대한 강요, 남자들의 외도와 불륜 등을 적극 비판했고, 연인이었다가 결별을 선언한 최린에게 정조 유린죄로 소송을 제기했고, 남편 김우영에게도 재산분할을 처음 신청하였다.
그는 "여자도 인간이외다!", "나는 내가 내 인생의 주인인 줄 알았다. 노력하면 되는 줄 알았는데 아니다. 누가 내 발목을 잡는가?"라며 가부장제에 저항하였다.

### 모성애 의무에 대한 비판
그는 모성애는 의무사항이 아니라고 하였다. 나혜석은 결혼 1년 만에 첫아이를 낳았다. 그는 생각지도 못한 빠른 임신, 고통스러운 출산과 육아의 심경을 '모(母) 된 감상기'로 『동명』지 1923.1.1~21호에 발표한다. 여기에서 그는 모성애가 본능이 아니라고 밝혔다. 이후 모성애는 본능이 아니며, 모성애는 의무가 아니라는 견해를 주장한다.
모성이라는 이름아래 어머니는 수많은 희생을 감내한다. 그리고 이는 본능이 아니라 강요라는 것이다. 그는 모성애가 사회에 의해 학습되는 경향도 있다는 것을 처음 언급하였다. 그는 모성애가 사회적으로 학습되고 강요되는 강요의 결과물로 파악하였다.
나혜석은 여성에게 모성애는 타고나는 것이 아니며 사회가 여성에게 인위적으로 억압, 강요한 역할이라고 규정했다. 여성에게도 한 사람의 개인으로서의 자유와 성공 등의 욕구가 존재한다는 것이었다. 그는 현모양처는 사회가 여성에게 강요하는 인습이자 굴레라고 비판하였다. 그에 의하면 '현모양처는 이상을 정할 것도, 반드시 가져야할 바도 아니다. 여자를 노예로 만들기 위하여 부덕(婦德)을 장려 한 것이다.'라 하였다. 모성은 천성이라고 규정하는 남성들의 기존 관념 을 거부하는 파격적인 발언이었다. 그는 모성은 인간으로서 자식과 관계를 맺으며 쌓아가는 경험 적 인간관계라 주장했다.
모든 여성은 모성애를 지니고 태어나는가, 학습되는 것인가에 대한 논란이 발생하자 그는 모성은 타고나는 것이 아니라 사회적으로 강요되는 것이라고 설명했다. 동물이 자기 새끼를 버리는 것이라던가 새끼를 물어 죽인 수컷과도 관계하는 것을 하나의 예로 들기도 했다.
'잠 없고는 살 수 없다. 이런 것을 탈취해가는 자식이 생겼다 하면 이에 더한 원수는 없을 것 같았다. 그러므로 나는 자식이란 모체의 살점을 떼어가는 악마라 정의한다.'라고 하였다.
1923년의 '모된 감상기'에서 그는 자신이 “나열(羅悅: 나혜석의 딸)의 어미’는 '어미 될 때'로 '어미가 되기'까지의 있는 듯 없는 듯한 이상한 심리 중에서 '있었던 것을' 찾아 여러 신식 엄마들과 공유하고자 '그렇지 않습디까, 아니 그랬었지요?'라고 묻고 싶다”는 게 이 글의 취지였다. 즉 그는 '엄마'로서 겪는 여러 감정을 다른 엄마들과 공유하고 싶었던 것이다. 그런 한편으로 사회가 강요하는 모성애에 대해서 비판하였다. 모성애는 의무가 아니라는 점이었다.
모된 감상기에서 그는 자신의 임신 과정을 고백했다. 그는 입덧을 하면서도 자신이 임신이라는 사실을 인정하기 싫어했다. “그런 중에 뱃속에서는 어느덧 무엇이 움직거리기 시작하는 것을 깨달은 나는 몸이 오싹해지고 가슴에서 무엇인지 떨어지는” 느낌이었다고 한다. 가끔은 태어날 아이에 대한 기대로 설레고 기쁜 적도 있었지만, 촉망받던 예술가로서의 인생이 갑작스러운 임신과 출산으로 인해 헝클어져 버린 것에 대한 억울하고 원통한 마음이 더 컸다. 이러한 경험을 통해 그는 여성이라고 해서 임신하자마자 본능적으로 모성애가 생기는 것은 아니더라고 말한다. 나혜석은 임신이 달갑지 않았던 것이다.
그러나 이 글이 발표되자 지식인 남성들은 반발했다. 백결생이라는 필명의 논객은 모성애는 숭고한 것이라며 "원래 임신이라는 것은 여성의 거룩한 천직이니 여성의 존귀가 여기 있고 여성이 인류에게 향하여 이행하는 최대 의무의 한 가지인 것을 자각하여야 할 것이다"라고 하며 반박했다. 여기에서 그는 나혜석의 임신이나 육아의 의무를 방기하려는 태도라고 규정, 비난했다(백결생, ‘관념의 남루를 벗은 비애’, 『동명』, 1923.2.4). 그러자 나혜석은 이에 자신의 감상기가 임신과 출산을 한 여성들의 솔직한 감정이라고 반박한다. 그래서 자신의 글이 분명 일부 여성들에게는 공감을 얻으리라 확신한다고 말한다(‘백결생에게 답함’, 『동명』, 1923.3.18). 모성애는 의무가 아니라는 견해를 피력하자 일부 지식인 남성과 보수적인 유학자들은 강한 반감을 드러냈다. 나혜석은 모든 어머니가 모성애를 가진 것은 아니며, 모든 여성이 모성애를 가진 것은 아니며, 모든 여성이 모성애를 가져야 되는 것은 아니라고 반박하였다. 또한 사회가 여성에게 모성애를 강요한다고 반박하였다.

### 현모양처에 대한 비판
그는 현모양처를 높이 평가하는 유교 성리학적 가치관과 기독교가치관을 비판, 자유롭고 다양한 여자로서의 삶도 소중하다고 제창했다. 일본 유학시절부터 그는‘현모양처의 이상이 여성을 오히려 노예로 만들며, 여성들이 시대의 선각자가 되어 스스로 힘을 키우고 권리를 찾아야 한다’고 주장했으며, 신여성이 주변의 낡은 생각을 가진 사람들을 설득해 가는 과정을 담은 소설 <경희>를 쓰기도 했다. 그는 현모양처의 이상은 그릇된 이상이며, 여성 개개인에 따라 다른 가치관과 다른 습성이 있다며 현모양처를 이상적인 여성으로 여기는 유교적 관습을 비판하였다. 현모양처로서 내조를 하는 여성이 이상적이라면 현부양부로써 여성을 내조하는 남편도 있어야 된다고 주장하기도 했다. 또, 당시에는 금기였던 이혼을 감행, `현모양처' 위주의 봉건적인 사회관습에 과감히 도전장을 던졌다.
| “ | 현모양처는 이상을 정할 것도, 반드시 가져야 할 바도 아니다. 여자를 노예로 만들기 위하여 부덕을 장려한 것이다. | ” |

그는 당시 이처럼 현모양처를 부정하는 파격적 글을 유학생 잡지 <학지광>에 싣는다. 모든 여자가 현모양처가 되어야 할 의무는 없으며, 사회가 현모양처를 강요하는 것은 어디까지나 여자들을 억압하고 족쇄를 채우기 위한 수단이라는 것이었다.
그는 현모양처를 이상적인 여성상으로 보는 한국사회의 여성관을 비판하였다. 1914년 도쿄의 조선인 유학생 잡지 '학지광'(學之光)에 기고한 글 '이상적 부인'에서 '양부현부(良夫賢父)의 교육법'이 없는'양처현모(良妻賢母)의 교육법'은 '여자에 한하여 부속물(附屬物)된 교육주의'라며 비판하였다. 현모양처가 그렇게 좋으면 남자들도 현부양부할 것이지 남자들은 왜 현부양부가 되지 않느냐고 하였다. 양부현부를 이상적인 남편으로 여기지도 않고, 양부현부를 가르치지도 않으면서 왜 여성에게만 현모양처가 되기를 강요하느냐는 것이었다.
또한 단순한 돈벌이, 생계 부양만으로 남편의 도리를 다했다는 주장에 대해서도 여자가 현모양처가 되기 위해서 가정일과 지식과 지혜를 모두 겸비해야 하는데 남편은 가족의 부양 하나만으로 책임을 회피하려 한다는 점도 지적했다.
나혜석은 현모양처란 교육가들이 자성없이 상업적으로 내세우는 주의에 불과하며, 앞에서는 도덕을 말하면서도 보이지 않는 곳에서는 부정행위를 저지르는 위선적인 도덕주의자들의 이중적인 행동을 위선이라며 비난했다. 그는 현모양처가 되겠다는 이상이 여성과 인간을 노예화한다고 보았다. 그리고 현모양처가 되겠다는 이상은 잘못된 이상이라고 지적하였다. '현모양처의 이상이 여성을 오히려 노예로 만들며, 여성들이 시대의 선각자가 되어 스스로 힘을 키우고 권리를 찾아야 한다'는 것이며 현모양처가 되겠다는 이상이 여자를 인간이 아니라 여자라는 존재로 옭아맨다는 것이라 비판하였다. 또한 윗사람이나 상급자, 부모 등에 대한 맹목적인 온양유순을 가르치는 것도 여자와 젊은이를 노예로 만들기 위한 인습이며 유교의 폐단이라고 비판했다.

### 정조 취미론
정조란 오직 취미에 불과한 것이라는 '정조취미론'을 주장하였다. 순결과 정조는 개인의 선택 사항이고, 개인의 취향에 지나지 않는다고 주장하였다. 이는 이혼 고백서 발표로 이어졌다. '삼천리' 잡지에 기고한 <이혼 고백장>에서 그는 "정조는 도덕도 법률도 아무것도 아니오. 오직 취미다. 밥먹고 싶을 때 밥먹고 떡먹고 싶을 때 떡 먹는 거와 같이 임의용지(任意用志)로 할 것이오 결코 마음의 구속을 받는 것이 아니다"라는 글을 발표하며 여성에게 일방적으로 강요되는 정조관념을 통렬히 비판함으로써 사회적인 논란을 일으켰다.
그는 순결과 정조를 절대적인 진리로 미화하던 유교 사상가와 남자들, 그리고 이를 맹종하는 여자들에 대해서도 비판을 가하였다. 순결과 정조는 자신의 선택사항이라는 것이다. 순결과 정조는 자신의 선택사항이고 지키고 싶은 사람들만 지키면 되는 것이라는 점이다. 그리고 결혼에 대해서도 결혼은 하고 싶은 사람들만 결혼하면 되는 것이며 이혼에 대한 편견에 대해서도 비판을 가하게 된다.
나혜석은 정조와 순결은 밥먹고 떡먹고 싶을 때 떡 먹는 거와 같이 임의용지이며, 구속을 받아야 되는 것은 아니라고 하였다. 정조와 순결은 어디까지나 개인의 취향이자 취미이며 이것을 절대적인 진리로 강요하는 것은 잘못으로 보았다. 여성에게만 정조를 요구하는 것이 부당하다는 항거를 넘어 여성도 ‘이것저것 맛 좀 보자’는 주장은, ‘애욕의 순례자’라는 비난을 여성들에게서 듣기도 했다. 그는 자신은 정조를 지키지 않으면서 여자들에게만 정조를 지킬 것을 요구하는 남자들에 대해서도 비판하게 된다.

### 정조, 불륜 논리에 대한 비판
여성에게만 일방적 희생을 강요하는 도덕과 인습을 강렬한 어조로 비판한 '이혼 고백장'과 불륜 상대였던 남자를 상대로 ‘정조 유린죄’라며 위자료 청구소송을 제기해 당시 도하 신문에 대서특필되기도 했다. '삼천리' 잡지에 기고한 <이혼 고백장>에서 그는 "정조는 도덕도 법률도 아무것도 아니오. 오직 취미다. 밥먹고 싶을 때 밥먹고 떡먹고 싶을 때 떡 먹는 거와 같이 임의용지(任意用志)로 할 것이오 결코 마음의 구속을 받는 것이 아니다"라는 글을 발표하며 여성에게 일방적으로 강요되는 정조관념을 통렬히 비판함으로써 사회적인 논란을 일으켰다. 나혜석, 그의 사회 인습에 대한 도전은 여기서 멈추지 않았다. 남자들이 자기 가족 이외의 다른 여자들의 순결을 존중하지 않는데, 여자라고 하여 억지로 순결을 지킬 의무는 없다고 하였다.
그는 여성편력을 즐기면서도 정절을 강조하는 남성들의 이중적인 모습에 대한 공개적인 논박 을 가하였다. '자기는 정조 관념이 없으면서 처에게나 일반 여성에게 정조를 요구 합니다.'라며 남자들의 이중 잣대를 지적했다. 또한 여성과의 관계에 대해 속칭 따먹는다 라는 유행어가 도는 것 역시 비판하였다. 그는 한국 남자들이 자신의 자신의 아내, 누이, 어머니는 순결한 여성이기를 바라면서 다른 사람의 아내나 누이, 딸을 겁탈, 정조를 빼앗는 것을 취미로 여긴다며 비난하였다.
그는 최린과의 외도, 자유 연애에 대한 비판에 대해 남성의 불륜처럼 자신도 할 수 있다는 방식으로 저항하였다. 남편인 김우영 역시 다른 여자가 있었던 점도 부담을 더는 계기가 되었다. 그는 남자가 부인 외에 여러명의 첩을 거느리는 것과 술집과 유흥업소의 여성을 희롱하는 것이 정당하다면 자신의 외도 역시 정당하다고 주장했다. 마음에도 없는 의무뿐인 결혼은 상대방을 속이는 거짓이며 기만행위라고 비판하기도 했다. 이는 가부장제하 남성들과 남성우월주의자, 성리학사상가, 도덕주의자들의 비판과 맹공의 대상이 되었다.

### 결혼관
나혜석은 전통과 근대가 충돌한 혼란스런 식민지의 과도기 상황에서 이상적인 사랑과 결혼의 문제를 진지하게 고민하고 실천했다. 그는 결혼을 하는 것만이 올바른 선택은 아니라고 평하였다. 결혼 생활 중에는 이를 조심스럽게 내비쳤지만, 1930년 이혼 이후에는 확신을 갖게 되었다. 그는 결혼 제도의 대안으로 독신 생활, 남자 매춘부, 시험 결혼 등을 제시하였다.
그는 독신 생활, 남자 공창, 시험결혼, 이성 간 우정과 같은 다양한 대안을 제안했다. 그는 "정조는 도덕도 법률도 아무것도 아니요 오직 취미"라며 "결코 마음의 구속을 당할 것이 아니다"라고 주장했다. 또한 이혼에 대한 편견과 색안경에 대해서도, 이혼 역시 하나의 선택에 불과하며 죄악이거나 잘못은 아니라며 반박하였다.

### 합리주의
1924년부터 1926년까지 그는 김일엽의 여성의복 개량에 대해 동아일보에 4회에 걸쳐 논쟁, 미술가적 안목으로 조선옷의 특색을 살리자는 비판적 대안을 제시하였다. 김일엽의 복식 개량론에 맞서 그는 무조건적으로 서양식으로 개조하는 것이 능사는 아니라는 반론을 제시하였다.
그밖에도 서구 중심이나 절대 개방이 아닌 합리적 사고를 강조하여 생활개량에 관한 글도 많이 발표하였다.

### 개인주의관
그는 세상에서 가장 소중한 것은 자기 자신이라고 주장했다. 그는 "내 몸이 제일 소중하다."는 것을 강조했다. 그는 자기애를 이기주의나 병적으로 보는 것을 잘못이라 비판하였다.
그는 자기 자신을 사랑하는 사람이 다른 사람도 사랑할 수 있다고 했다. 그는 '자기를 잊지 않고서야만 남을 진심으로 사랑할 것이요, 자기를 잊지 않고서야만 여자의 자유평등이 있을 것이요.' 자신을 잊어버리는 것은 사랑이 아니라 집착이라 주장했다. 그는 자기 자신을 사랑하지 않는 사람은 다른 사람도 사랑할 수 없다는 것이다.

### 남녀평등관
그는 여자도 인간이다. 라는 주장을 끊임없이 반복 되풀이하면서 여자들의 인권, 권리를 존중해 줄 것을 요구하였다. 그런데 남녀평등을 지지했던 그도 정작 가정 내 부부 사이의 남녀평등에 대해서는 모호한 태도를 보였다. 그는 가부장제를 비판하고, 가족 개개인의 의사결정권이 존중되지 않는다고 비판했다. 그런데 나혜석은 이상적 가정을 말하면서 가족 내에서는 “남녀평등으로 생각하기 때문에 불평을 갖는 수가 많다”고 언급한 게 바로 그것. 그는 오히려 “남편은(이) 아내보다 우월감을 가지고 부득이한 일 외에는 자기 혼자 처리하는 것이 오히려 불평이 없다”며 “신가정에 충돌이 많고 구가정에 평화가 유지되는 사례가 그것을 입증한다”고 주장하기도 했다.

### 자유주의 수용과 여성계몽론
김원주, 나혜석 그리고 김명순 등으로 대표되는 부류의 신여성은 동경 유학시절 공통된 경험을 했는데, 서구의 자유주의와 개인주의 사상의 수용, 낭만적 사랑이야기를 담은 고전 소설 탐독, 일본의 여성 선각자 목격 그리고 조혼으로 인해 대부분 기혼이었던 조선인 남자유학생들과의 연애 등이 그것들이다.
이러한 유학시절의 경험을 통해 그들은 신여성으로서의 개성과 인격을 가진 존재임을 자각하게 되었고, 자신들을 포함한 여성이 봉건적 유습에서 해바되기 위해 자유 연애를 옹호해야 한다고 주장하기에 이르렀다.

### 이혼 위자료 요구
그는 이혼 시 정식으로 재산 분할을 요구하였다. 그러나 남편 김우영도 외도하였음에도 그는 위자료를 받지 못하였다. 재산분할도, 친권도 인정받지 못한 상태에서 이혼 이후의 삶은 가혹했다. 재능있는 예술가에게 쏟아졌던 찬사들은 싸늘하게 돌아섰다.

### 예술 활동
1921년 4월 귀국 직후 조선에 유화가 무엇인가에 대한 것을 설명하였다. 그리고 중국의 산수화 위주의 영향이 남아있던 한국 미술계에 국내의 풍경을 그린 유화와 판화들을 주로 발표하기도 했다. 인물화와 초상화 등도 많이 그리면서 그림에 대한 부정적인 시각, 하찮게 보는 시각을 없애려 했고, 또한 그림, 미술을 대중에 소개하고 알리는 활동도 하였다. 또한 누드화도 많이 그려서 누드화, 나체에 대한 금기를 깨려고도 노력하였다.

## 가족 관계
- 할아버지 : 나영완(羅永完, 1825년 - 1890년)
  - 백부 : 나기원(羅基元)
  - 백모 : 철원 송씨(1848년 - 1929년)
    - 사촌 오빠 : 나중석(羅重錫, 1878년 - 1970년)
    - 사촌 올케 : 충주 지씨
      - 5촌 조카 : 나세균(羅世均)
      - 5촌 조카 : 나재균(다른 이름은 정균)

  - 백부 : 나기형(羅基亨)
- 아버지 : 나기정(羅基貞, 1863년 - 1915년 12월 10일)
- 어머니 : 최시의(崔是議, ? - 1919년 11월 3일, 본관은 수원)
  - 언니 : 요절?,
  - 오빠 : 나홍석(羅弘錫, 아들이 없던 큰아버지 기형의 양자로 입양되었다.)
    - 조카 :
      - 손녀 : 나문희 - (본명은 나경자(羅敬子), 1941년 11월 30일 - ), 영화배우 겸 탤런트

  - 오빠 : 나경석(羅景錫, 1890년 - 1959년 12월 31일)
  - 올케 : 배숙경
    - 조카딸 : 나영균(羅英均, 1929년 1월 1일 - , 작가 겸 소설가, 이화여대 영어영문학과 교수)
    - 조카딸 : 나희균(1932년 - , 화가)
    - 조카사위 : 안상철([113]1927년 - 1993년, 화가)
      - 이종손 : 안우성(1966년 - , 건축가[113])

    - 조카 : 나상균(1934년 - )
    - 조카딸: 나정균

  - 여동생 : 나지석(羅芝錫)
- 서모 : 이름 미상
  - 이복 언니 : 나계석(羅稽錫, 서녀로 나혜석이 태어날 무렵 시집갔다.)
  - 이복 형부 : 최기환
- 서모 : 백홍산(白弘山[114], 1896년 ~ ?)
- 남편 : 김우영(金雨英, 1886년 10월 23일 ~ 1958년 4월 16일)
  - 딸 : 김나열(金羅悅, 1921년 4월 29일 - )
  - 아들 : 김선(金宣, 1924년 - 요절)
  - 아들 : 김진(金辰, 1926년 12월 19일 - , 대학 교수)
  - 아들 : 김건(金健, 1929년 6월 20일 - 2015년 4월 17일, 전 한국은행 총재)
- 조카 : 나사균(羅姒均, 1914년 - )

## 평가와 비판
페미니스트들은 당대의 인습에 도전한 신여성으로 우호적인 평가를 내리고 있다. 그에 대한 평가로는 시대를 앞선 선각자라는 평가와 전근대적이고 봉건적인 봉건윤리의 희생자, 또는 위선과 허위의식으로 가득찼던 한국 사회의 희생양이라는 평가 등이 있다. 또한 인물화, 정물화, 풍경화, 누드화, 판화 등 다양한 분야에 걸쳐서 업적을 남겼다는 평가와, 작품을 만들기 위해 직접 전국을 여행, 답사하고 사물을 관찰하던 노력이 높이 평가되기도 한다.
한국근대미술연구소 소장을 지낸 미술평론가인 이구열은 그를 “나혜석에 관한 자료들을 찾아 모으기 시작하면서 ’이 여자 정말 대단한 여성이다’라는 생각을 하게 됐다”고 평하였다. 그는 “나혜석이 한 시대의 두드러진 존재였기 때문에 많이 다뤄졌지만 충분한 사료가 없어 자유주의 여성이었다는 점이나 최린과의 파격적인 스캔들 등만 부각됐다”고 지적했다. 그는 또 "도덕적이고 보수적인 가치관을 지녔던 한국 사회가 그를 용납 못한 것이죠. 그러나 한 인간의 부족함만으로 그 사람 전부를 평가절하해선 안 된다고 생각합니다."라고 평하였다.
미술평론가 이구열은 “20세기 여성사에서 차지하는 나혜석의 위상 중 불륜의 문제는 극히 일부분”이라며 “이 때문에 그가 남긴 예술이 간과돼서는 안된다”고 지적하였다.
서울여대 교수 오증자는“현모양처는 있는데 왜 현부양부는 없느냐. 나혜석이 열아홉살 때 한 말이에요. 현모양처가 그렇게 좋으면 남자들도 현부양부하지 저희들은 왜 안하느냐는 거지요. 나혜석이 떠난지 52년이 되지만 세상은 과연 얼마나 달라졌을까요?”라며 현대는 얼마나 달라졌는가에 대해 의문을 제기하였다.
'스물다섯에 변호사 김우영과 결혼을 결심하면서 ‘변치 않는 사랑을 줄 것, 그림 그리는 것을 방해하지 말 것, 시어머니와는 함께 살지 않을 것’이란 조건을 내걸었다. 남녀차별이 도도했던 그 시대에 이런 조건은 파격 그 자체였다.'는 평도 있다.
또한 "이혼한 아내의 자녀를 면담할 수 있는 권리가 80년대에야 비로소 인정받았고 재산분할청구가 가능해진 것은 90년대 들어서였다“며 자녀면담과 재산분할을 요구했던 나혜석은 근 100년을 앞서간 여성이었다는 평가도 있다" '나혜석은 참으로 바보같은 여성이었다'며 '잘난 여자가 이 사회에서 살아남기가 얼마나 어렵습니까. 여자가 자기방어능력 없이 사회의 금기를 건드리면 파괴되는 것이다. 지금은 안그렇습니까? 당시가 남성위주의 유교사회라고 하는데 지금도 역시 남성이 지배하는 사회인 것은 마찬가지이다'라는 평가도 있다.
역사학자이자 경희대학교 교수인 허동현은 "가부장권과 군국주의가 지배하던 그때 남녀동권을 꿈꾼 그의 삶은 실패로 예정되어 있었는지 모른다. 그러나 그때 치열한 삶을 산 나혜석은 오늘 수많은 알파걸들을 낳게 한 한 알의 밀이었다."고 평가하였다.
문학평론가 정규웅은 "세상은 나혜석을 외면했다. 외면만 한 것이 아니라 질시하고 냉소했다. 당대의 폐쇄적 사회 구조가, 뒤틀린 의식 구조가 그를 파멸로 몰아넣고 죽음에까지 이르게 했다."고 평하였다. 또한 정규웅은 “나혜석의 파멸은 이미 예고된 것이었지만 그것은 오직 나혜석 한 사람의 탓 만은 아니었다. 나혜석을 파멸 속으로 몰아넣고 죽음으로 몰고 간 것은 우리 사회의 제도와 인습 그리고 사람, 곧 우리들 자신이었다”고 지적한다.
노르웨이 오슬로 대학 한국학 교수 박노자는 그를 영웅이라 평했다. 《이혼 고백장》(1934년)을 통해 남편 김우영과의 이혼 과정을 솔직하게 털어놓으며 무책임한 애인 최린에게 "정조 유린에 대한 위자료"를 요구하여 합의금을 받아낸 화가이자 문필가인 나혜석(羅蕙錫)은 진정한 '영웅'으로 보입니다.'라며 평했다.
미술평론가 이구열은“나혜석이 창조적 화법을 뚜렷하게 정립시키지 못했다는 부정적인 평가도 있지만 그는 굉장한 저력을 가진 작가였으며 이혼당하지 않고 작품 활동을 계속했더라면 더 훌륭한 화가가 됐을 것”이라고 안타까움을 드러냈다. 그는 “나혜석은 '야수파' 화풍의 영향을 받았는데 좋은 자화상을 남겼다”며 “우리 근대 미술사에서 자화상만을 놓고 평가한다고 가정할 때 그의 자화상은 작품성 면에서 단연 두드러진다. 그에 관해 더 분석적인 연구가 필요하다”고 평하였으며 또한 “나혜석은 그림뿐 아니라 세계일주 여행기 등에서 볼 수 있듯 문인으로서도 재주가 뛰어났고 지식도 풍부했다”고 평가했다. 홍익대학교 강사 민가영은 '사회가 여성에게 그어놓은 경계를 뛰쳐나온 죄로 행려병자가 되어 죽음을 맞이했다.'고 평하였다.
그 밖에 겁없는 여자 라는 평가도 있고, '짧은 시간이었지만 예술과 자아, 감성이 하나가 되는 '삶의 본질'을 누렸다'는 평도 있다.
국회의원을 역임한 정희경은 "나혜석은 자기 '끼'대로만 살았던 인물이라고 본다"며 "어머니 될 자격이 없는데 어머니가 되는 것은 문제"라고 지적하기도 했다.

### 기타 평가
인습에 얽매이지 않는 삶으로 지금까지 사람들의 기억에 선명하게 각인된 인물이라는 시각도 있다. 한편 '나혜석을 한국 최초의 여성 근대화가라기보다는 거리에서 비명횡사한 측은한 여성으로 기억하는 반면, 비슷한 시기 거리에서 객사한 이중섭은 대단한 예술혼을 견디지 못한 천재로 기억하는 까닭'에 의혹이 제기되기도 했다.
당시 식민지 사회에서 신여성은 소수였고 고립돼 있었다. 이 때문에 나혜석이나 윤심덕 등 대부분의 신여성은 비참한 최후를 맞이했고 그들의 주장은 조롱 속에 무시됐다.
한편 '나혜석은 자신의 주체적 판단에 의거하여 세계를 해석했고, 그 해석을 공표했을 뿐이다. 그러나 세계는 그것을 저주했다. 왜냐하면, 여성주의조차도 남성들이 쳐놓은 테두리 안에서 움직이지 않으면 안 되기 때문이다. 나혜석은 그 테두리를 넘었고, 그리고 오만방자하게도 자신의 일탈행위를 담론화하려고 했다.'는 시각도 있다.
한편 그의 운동이 급진적이라는 시각도 있다. 그러나 이에 대해서는 "1920년대 나혜석이나 김원주, 김명순 등의 신여성운동이 실패를 하게 된 동기를 단지 그들이 급진적이었기 때문이라고만 안이하게 생각할 수 없습니다. 여성사 학자들은 한국적 상황과 그들이 일본을 통해 간접 수입한 북유럽의 여권운동의 경제·사회적 배경에는 큰 차이가 있었다는 것을 밝혀낼 의무가 있다."고 보기도 했다.

## 다른 여성 작가와의 비교
나혜석은 프랑스의 조각가 카미유 클로델과도 비견된다. 나혜석과 프랑스가 자랑하는 여성 조각가 카미유 클로델은 시대를 앞서 빛나던 재능과 뜨거운 사랑 때문에 정신장애인으로 내몰리다 병원에서 숨졌다는 점에서 똑같은 운명을 지녔다. 그러나 미친 여자라는 시중의 악평과 달리 미국 출신 심리학자이자 페미니스트인 필리스 체슬러가 1972년에 쓴 <여성과 광기>는 “아니다”라고 단언하였다.
시인 뮈세와 피아니스트 쇼팽의 연인으로 잘 알려진 프랑스의 소설가 조르주 상드(1804-1876)도 전통적인 결혼관과 여성관에 일침을 가했다는 점에서 나혜석과 비교된다.
“여성은 심한 취급을 당하고 있다. 여성을 저능하게 만들어놓고 그 저능을 비난하고, 무지를 경시하며 그 지식을 조롱하고 있다. 연애에 있어서는 창녀 취급을 당하고, 부부의 애정에 있어서는 하녀 취급을 받는다. (중략) 더구나 정조라는 멍에로 여성을 속박해놓으려고 하고 있다. 이것이 남성이다.”
뮈세와의 결혼 생활을 끝낼 때 상드는 프랑스 최초로 이혼 소송을 통해 자신의 재산을 되찾기도 했다.

## 나혜석 관련 문화
나혜석에 대한 전기로는 《나혜석 일대기 - 에미는 선각자였느니라》(동화출판공사, 1974), 《나혜석 평전》(랜덤하우스코리아, 2003) 등 다수 나와 있다. 나혜석의 글을 모아 놓은 《첫사랑 무덤으로 신혼여행을 가다》(다할미디어, 2007)도 있다.
연극 《불꽃의 여자, 나혜석》도 그의 삶을 소재로 한 것이다.
경기도 수원시 팔달구 인계동에는 그를 기념하는 나혜석 거리가 있다. 2008년부터는 나혜석 문화예술제가 개최되었다.
그가 한때 머무르던 충남 예산군 덕산면 수덕사 앞의 수덕여관은 충청남도 지방문화재 103호로 지정되었다.

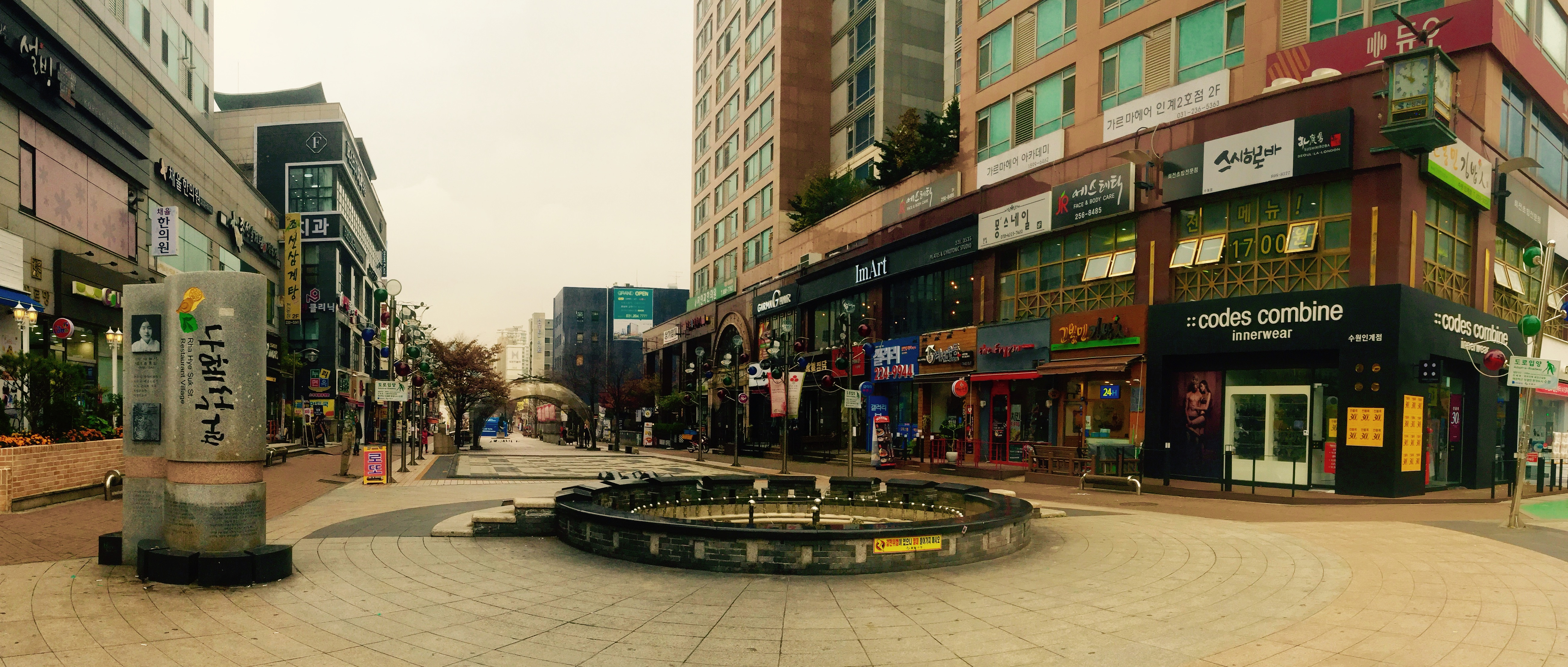
경기도 수원시 인계동의 나혜석거리.

## 기타
- 그는 작품과 기타 서명에 자신의 사인인 영문명 'Rha[94]'로 서명하였다.
- 소설가 염상섭이 1924년에 펴낸 단편집 '견우화' 표지엔 소담한 나팔꽃 그림이 그려져 있다. 나혜석이 그린 것이다.[126]
- 그의 조카인 영문학자 나영균 역시 결혼할 때 비슷한 조건을 내세웠다 한다. "살림살이에 얽매이게 하지 말고 공부를 계속하게 해 주시오. 시댁살이에서 해방시켜 주시오.[70]"
- 둘째 아들 김진은 미국 일리노이 주립 대학, 웨스턴 스테이트 대학 법대 교수로 퇴직하였다.
- 실력있는 여자였으나 개인적, 환경적, 사회적인 편견과 벽을 넘지 못하고 사장된 여성의 재능을 가리켜 '나혜석 콤플렉스'라고도 부른다.
- 활기차고 재능 많았던 김우영은 나혜석과 이혼하고 무력감에서 헤어나오지 못했다고 한다.

## 같이 보기
| - 페미니즘 - 자유주의 - 자유연애주의 - 여성 해방 운동 - 3·1 운동 - 김일엽 - 이광수 - 허정숙 - 박인덕 - 김활란 - 임윤지당 - 이응노 - 나경석 - 노천명 - 김기진 - 김성수 - 김규식 - 김동인 - 최승구 - 윤치영 - 김일엽 - 전혜린 - 정화암 - 김명순 | - 야수파 - 인상파 - 표현파 - 여성주의 - 여성운동 - 성리학 - 의열단 - 융건릉 - 창씨개명 - 히라쓰카 라이초우 - 김우영 - 최린 - 김순애 - 윤치호 - 안창호 - 육영수 - 임영신 - 정조 - 주요섭 - 주요한 - 나영균 - 나문희 - 염상섭 - 판위량 | - 동거혼 - 표현의 자유 - 민족 해방 - 김원봉 - 허난설헌 - 어우동 - 나중석 - 안재홍 - 윤심덕 - 송계월 - 신사임당 - 유감동 - 이구지 - 황진이 - 허정숙 - 차미리사 - 헌경왕후 - 판위량 - 알렉산드라 콜론타이 |

## 대중문화에 나타난 나혜석

### 나혜석을 연기한 배우
- 전양자 - 1977년 《화조》, 연극
- 윤정희 - 1978년 《화조》, 영화
- 황정아 - 1986년 《선구자, 영원히 날고 싶은 새》, KBS1
- 박호영 - 2000년 《불꽃의 여자 나혜석》, 연극
- 정명옥 - 2005년 《뮤지컬 나혜석》, 뮤지컬
- 우현주 - 2012년 《인형의 가》, 연극

### 만화, 애니메이션
- 《곽은숙, 나혜석 괴담》 (2003)

### 기타
- 영화 《원래, 여성은 태양이었다》

## 관련 서적
火花畵; 나혜석을 다시본다-정을병 (1978)
- 나혜석, 《나혜석 단편집》 (지식을만드는지식, 2011)
- 이덕일 지음, 《여인열전》, '나혜석-전근대사회에 좌절된 최초의 근대여성'/김영사
- 나혜석기념사업회. 《정월 라혜석 전집》, (국학자료원, 2001)
- 권오숙 외, 《그녀들은 자유로운 영혼을 사랑했다:불꽃처럼 살다간 12인의 여성작가들》 (한길사, 2011)
- 나혜석, 나혜석 작품집 (지만지고전천줄, 2009)
- 이구열, 《나혜석》 (서해문집, 2011)
- 정규웅, 《나혜석 평전::내 무덤에 꽃 한 송이 꽂아주오》, (랜덤하우스코리아, 2003)
- 나혜석, 신여성, 길 위에 서다 (서경석·우미영 엮음,- 도서출판 호미, 2007)
- 나혜석, 《나혜석 작품집》 (오형엽 역, 지만지고전천줄, 2009)
- 이덕일, 《이덕일의 세상을 바꾼 여인들》 (옥당, 2009)
- 박환, 《경기지역 3·1독립운동사》, (도서출판 선인, 2007)
- 나혜석, 《경희 외》 (범우, 2006)
- 함정임, 《춘하추동》 (민음사, 2004)
- 나영균, 《일제시대, 우리 가족은》 (황소자리, 2004)
- 유진월, 《불꽃의 여자 나혜석:유진월 희곡집 1》 (평민사, 2003)
- 조용훈, 《요절》 (효형출판, 2002)
- 염혜정, 《여성의 삶과 미술》 (창해, 2002)
- 경기문화재단, 《풍수》 (경기문화재단, 2006)
- 정금희, 《프리다 칼로와 나혜석 그리고 까미유끌로델 : 시대를 앞서 예술적 운명과 만난 여인드》 (재원, 2003)
- 박용옥, 《한국 여성근대화의 역사적 맥락》, (지식산업사, 2001)
- 고미숙, 《한국의 근대성, 그 기원을 찾아서 : 민족, 섹슈얼리티, 병리학》, (책세상, 2001)
- 최혜실, 《신여성들은 무엇을 꿈꾸었는가》, (생각의 나무, 2000)
- 조수비, 《백년의 고독 1,2》 (도서출판 찬섬, 1999)
- 한국여성개발원, 《한국역사속의 여성인물 (하)》 (한국여성개발원, 1998)
- 문옥표 외, 《신여성》 (청년사, 2004)
- 권보드래, 《연애의 시대》 (현실문화연구, 2003)
- 정영자, 《한국여성소설연구》 (세종출판사, 2002)
- 이상경, 나혜석 전집 (태학사, 2000)
- 이상경, 《인간으로 살고 싶다》 (한길사, 2000)
- 홍인숙, 《누가 나의 슬픔을 놀아주랴》 (서해문집, 2007)
- 윤범모, 《화가 나혜석》 (현암사, 2005)
- 나혜석, 《이혼고백서》 (오상, 1999)
- 길밖세상, 《20세기 여성 사건사 》 (여성신문사, 2001)
- 신지영, 《꽃과 풍경》 (미술사랑, 2008)
- 한상남, 《저것이 무엇인고》 (샘터사, 2008)
- 장석주, 《장소의 기억을 꺼내다》, (사회평론, 2008)
- 함정임, 《나를 사로잡은 그녀, 그녀들》 (이마고, 2004)
- 홍인숙, 《누가 나의 슬픔을 놀아주랴》 (서해문집, 2007)
- 김미현, 《연애소설》 (도서출판 글빛, 2004)
- 이구열, 《나혜석일대기-에미는 선각자(先覺者)였느니라》, (동화출판공사, 1974)
- 이명온, 《흘러간 여인상:그들의 예술과 인생》 (인간사, 1955)
- 임종국 외, 《흘러간 성좌》 (국제문화사, 1966)
- 김진, 이연택 공저, 《그땐 그 길이 왜 그리 좁았던고》 (해누리 기획, 2009)
- 이상경, 《나는 인간으로 살고 싶다:영원한 신여성 나혜석》 (한길사, 2009)
- 서동수, 《한국여성작가연구:나혜석》 (한국학술정보, 2010)
- 윤범모, 《첫사랑 무덤으로 신혼여행을 가다:화가 나혜석의 고백》 (다할미디어, 2007)
- 정금희, 《프리다 칼로와 나혜석, 그리고 까미유 끌로델》 (재원, 2003)
- 염혜정, 《여성의 삶과 미술》 (창해, 2001)
- 이경성, 한국근대회화 (일지사, 1980)
- 이경성, 한국근대회화(일지사, 1980)
- 데레사 현, 번역과 창작 : 한국 근대 여성 작가를 중심으로 (테레사 현, 김혜동 옮김, 이화여자대학교출판부, 2004)

## 참고 자료
- 생애 연보[깨진 링크(과거 내용 찾기)]
- 나혜석:네이버캐스트
- 나혜석은 어떻게 금기를 깼나 한겨레 2008.10.10
- 보관됨 2016-12-20 - 웨이백 머신 한겨레 2002년 11월 4일
- 아들이 털어놓은 어머니 나혜석[깨진 링크(과거 내용 찾기)]
- 말하는 여자의 천역 한겨레21 2001.05.03 제356호
- 나혜석:네이트 한국학[깨진 링크(과거 내용 찾기)]
- [길,숲,섬] 시대에 맞선 신여성을 기념하며…수원 나혜석거리 경향신문 2009.10.16
- [다시 읽는 여인열전] 남성중심 사회서 희생된 나혜석
- [http://legacy.www.hani.co.kr/section-005100033/2004/04/005100033200404202140301.html%5B깨진+링크(과거+내용+찾기)%5D 첫 여성화가 나혜석 탄생기념 심포지엄] 한겨레 2004.04.20
- 나혜석(1896-1946) 그림의 천재, 겨울에 피다만 자유의 꽃[깨진 링크(과거 내용 찾기)]
- 나혜석:2000년 2월의 문화인물
- 박노자, <"현모양처론"과 그 반대자들: 나혜석, 김일엽을 중심으로>